# Német királyok és császárok családfája
Az alábbi családfa a Keleti Frank Birodalom királyainak, valamint – I. (Nagy) Ottó császárral kezdődően – a Szent Római Birodalom (Német-római Birodalom) császárjainak  és királyainak a leszármazását mutatja be, 840-től 1806-ig.

## Angol nyelvű kép

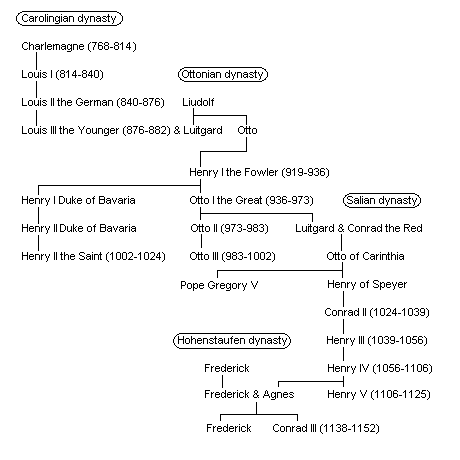

## Jelmagyarázat
| Jel         | Jelentés             |
| ----------- | -------------------- |
| zöld háttér | király (ellenkirály) |
|             | császár              |

## Családfa
| | | | | | | | | | | | | | | | | | | | | | | | | | | | | | | | | II. (Német) Lajos 804 – 876, a keleti frankok királya: 840-876 (Karoling-ház) | | | | | | | | | | | | | | | | | | | | | | | | | | | | | | | | | | | | | |                                                               |                                                               | | | | | | |                                             |                                             |                                             |                                             |  |  | | | | | | |                                                                                           |                                                                                           | | | | | | |                                |                                |                                           |                                           |                                           |                                           | | | | | | |                                                  |                                                  |                                                  |                                                  |  |  | | | | | | |  |  |  |  |  |  |  |  |  |  |
| | | | | | | | | | | | | | | | | | | | | | | | | | | | | | | | | | | | | | | | | | | | | | | | | | | | | | | | | | | | | | | | | | | | | | |                                                               |                                                               | | | | | | |                                             |                                             |                                             |                                             |  |  | | | | | | |                                                                                           |                                                                                           | | | | | | |                                |                                |                                           |                                           |                                           |                                           | | | | | | |                                                  |                                                  |                                                  |                                                  |  |  | | | | | | |  |  |  |  |  |  |  |  |  |  |
| | | | | | | | | | | | | | | | | | | | | | | | | | | | | | | | | | | | | | | | | | | | | | | | | | | | | | | | | | | | | | | | | | | | | | |                                                               |                                                               | | | | | | |                                             |                                             |                                             |                                             |  |  | | | | | | |                                                                                           |                                                                                           | | | | | | |                                |                                |                                           |                                           |                                           |                                           | | | | | | |                                                  |                                                  |                                                  |                                                  |  |  | | | | | | |  |  |  |  |  |  |  |  |  |  |
| | | | | | | | | | | | | | | | | | | | | | | | | | | | | | | | | | | | | | | | | | | | | | | | | | | | | | | | | | | | | | | | | | | | | | |                                                               |                                                               | | | | | | |                                             |                                             |                                             |                                             |  |  | | | | | | |                                                                                           |                                                                                           | | | | | | |                                |                                |                                           |                                           |                                           |                                           | | | | | | |                                                  |                                                  |                                                  |                                                  |  |  | | | | | | |  |  |  |  |  |  |  |  |  |  |
| | | | | | | | | | | | | | | | | | | | | | | | | | | | | | | | | | | | | | | | | | | | | | | | | | | | | | | | | | | | | | | | | | | | | | |                                                               |                                                               | | | | | | |                                             |                                             |                                             |                                             |  |  | | | | | | |                                                                                           |                                                                                           | | | | | | |                                |                                |                                           |                                           |                                           |                                           | | | | | | |                                                  |                                                  |                                                  |                                                  |  |  | | | | | | |  |  |  |  |  |  |  |  |  |  |
| | | | | | | | | | | | | Karlmann 828 – 880, Bajorország királya: 876-880, Itália királya: 877-879 (Karoling-ház)                                                   | Karlmann 828 – 880, Bajorország királya: 876-880, Itália királya: 877-879 (Karoling-ház)                                                   | Karlmann 828 – 880, Bajorország királya: 876-880, Itália királya: 877-879 (Karoling-ház)                                                   | Karlmann 828 – 880, Bajorország királya: 876-880, Itália királya: 877-879 (Karoling-ház)                                                   | Karlmann 828 – 880, Bajorország királya: 876-880, Itália királya: 877-879 (Karoling-ház)                                                              | Karlmann 828 – 880, Bajorország királya: 876-880, Itália királya: 877-879 (Karoling-ház)                                                              | | | III. (Ifjabb) Lajos 830 – 882, Szászország királya: 876-882, Bajorország királya: 880-882 (Karoling-ház)                                              | III. (Ifjabb) Lajos 830 – 882, Szászország királya: 876-882, Bajorország királya: 880-882 (Karoling-ház)                                              | III. (Ifjabb) Lajos 830 – 882, Szászország királya: 876-882, Bajorország királya: 880-882 (Karoling-ház)                                           | III. (Ifjabb) Lajos 830 – 882, Szászország királya: 876-882, Bajorország királya: 880-882 (Karoling-ház)                                    | III. (Ifjabb) Lajos 830 – 882, Szászország királya: 876-882, Bajorország királya: 880-882 (Karoling-ház) | III. (Ifjabb) Lajos 830 – 882, Szászország királya: 876-882, Bajorország királya: 880-882 (Karoling-ház) | | | Liutgard, királyné (845k. – 885) | Liutgard, királyné (845k. – 885) | Liutgard, királyné (845k. – 885) | Liutgard, királyné (845k. – 885) | Liutgard, királyné (845k. – 885) | Liutgard, királyné (845k. – 885) | | | Dicsőséges Ottó (851 – 912), szász herceg | Dicsőséges Ottó (851 – 912), szász herceg | Dicsőséges Ottó (851 – 912), szász herceg | Dicsőséges Ottó (851 – 912), szász herceg | Dicsőséges Ottó (851 – 912), szász herceg | Dicsőséges Ottó (851 – 912), szász herceg | | | III. (Kövér, Vastag) Károly 839 – 888, Alemannia (Svábföld) királya: 876-888, Itália királya: 879-887 (trónfosztva), császár: 881-887 (trónfosztva), koronázása: 881, a keleti frankok királya: 882-887 (trónfosztva) (Karoling-ház) | III. (Kövér, Vastag) Károly 839 – 888, Alemannia (Svábföld) királya: 876-888, Itália királya: 879-887 (trónfosztva), császár: 881-887 (trónfosztva), koronázása: 881, a keleti frankok királya: 882-887 (trónfosztva) (Karoling-ház) | III. (Kövér, Vastag) Károly 839 – 888, Alemannia (Svábföld) királya: 876-888, Itália királya: 879-887 (trónfosztva), császár: 881-887 (trónfosztva), koronázása: 881, a keleti frankok királya: 882-887 (trónfosztva) (Karoling-ház) | III. (Kövér, Vastag) Károly 839 – 888, Alemannia (Svábföld) királya: 876-888, Itália királya: 879-887 (trónfosztva), császár: 881-887 (trónfosztva), koronázása: 881, a keleti frankok királya: 882-887 (trónfosztva) (Karoling-ház) | III. (Kövér, Vastag) Károly 839 – 888, Alemannia (Svábföld) királya: 876-888, Itália királya: 879-887 (trónfosztva), császár: 881-887 (trónfosztva), koronázása: 881, a keleti frankok királya: 882-887 (trónfosztva) (Karoling-ház) | III. (Kövér, Vastag) Károly 839 – 888, Alemannia (Svábföld) királya: 876-888, Itália királya: 879-887 (trónfosztva), császár: 881-887 (trónfosztva), koronázása: 881, a keleti frankok királya: 882-887 (trónfosztva) (Karoling-ház) | | | Gizella (?-?), grófné | Gizella (?-?), grófné | Gizella (?-?), grófné | Gizella (?-?), grófné | Gizella (?-?), grófné | Gizella (?-?), grófné | | | Berthold (?-?), sváb gróf | Berthold (?-?), sváb gróf | Berthold (?-?), sváb gróf | Berthold (?-?), sváb gróf | Berthold (?-?), sváb gróf | Berthold (?-?), sváb gróf | | | | |                                                               |                                                               | | | | | | |                                             |                                             |                                             |                                             |  |  | | | | | | |                                                                                           |                                                                                           | | | | | | |                                |                                |                                           |                                           |                                           |                                           | | | | | | |                                                  |                                                  |                                                  |                                                  |  |  | | | | | | |  |  |  |  |  |  |  |  |  |  |
| | | | | | | | | | | | | Karlmann 828 – 880, Bajorország királya: 876-880, Itália királya: 877-879 (Karoling-ház)                                                   | Karlmann 828 – 880, Bajorország királya: 876-880, Itália királya: 877-879 (Karoling-ház)                                                   | Karlmann 828 – 880, Bajorország királya: 876-880, Itália királya: 877-879 (Karoling-ház)                                                   | Karlmann 828 – 880, Bajorország királya: 876-880, Itália királya: 877-879 (Karoling-ház)                                                   | Karlmann 828 – 880, Bajorország királya: 876-880, Itália királya: 877-879 (Karoling-ház)                                                              | Karlmann 828 – 880, Bajorország királya: 876-880, Itália királya: 877-879 (Karoling-ház)                                                              | | | III. (Ifjabb) Lajos 830 – 882, Szászország királya: 876-882, Bajorország királya: 880-882 (Karoling-ház)                                              | III. (Ifjabb) Lajos 830 – 882, Szászország királya: 876-882, Bajorország királya: 880-882 (Karoling-ház)                                              | III. (Ifjabb) Lajos 830 – 882, Szászország királya: 876-882, Bajorország királya: 880-882 (Karoling-ház)                                           | III. (Ifjabb) Lajos 830 – 882, Szászország királya: 876-882, Bajorország királya: 880-882 (Karoling-ház)                                    | III. (Ifjabb) Lajos 830 – 882, Szászország királya: 876-882, Bajorország királya: 880-882 (Karoling-ház) | III. (Ifjabb) Lajos 830 – 882, Szászország királya: 876-882, Bajorország királya: 880-882 (Karoling-ház) | | | Liutgard, királyné (845k. – 885) | Liutgard, királyné (845k. – 885) | Liutgard, királyné (845k. – 885) | Liutgard, királyné (845k. – 885) | Liutgard, királyné (845k. – 885) | Liutgard, királyné (845k. – 885) | | | Dicsőséges Ottó (851 – 912), szász herceg | Dicsőséges Ottó (851 – 912), szász herceg | Dicsőséges Ottó (851 – 912), szász herceg | Dicsőséges Ottó (851 – 912), szász herceg | Dicsőséges Ottó (851 – 912), szász herceg | Dicsőséges Ottó (851 – 912), szász herceg | | | III. (Kövér, Vastag) Károly 839 – 888, Alemannia (Svábföld) királya: 876-888, Itália királya: 879-887 (trónfosztva), császár: 881-887 (trónfosztva), koronázása: 881, a keleti frankok királya: 882-887 (trónfosztva) (Karoling-ház) | III. (Kövér, Vastag) Károly 839 – 888, Alemannia (Svábföld) királya: 876-888, Itália királya: 879-887 (trónfosztva), császár: 881-887 (trónfosztva), koronázása: 881, a keleti frankok királya: 882-887 (trónfosztva) (Karoling-ház) | III. (Kövér, Vastag) Károly 839 – 888, Alemannia (Svábföld) királya: 876-888, Itália királya: 879-887 (trónfosztva), császár: 881-887 (trónfosztva), koronázása: 881, a keleti frankok királya: 882-887 (trónfosztva) (Karoling-ház) | III. (Kövér, Vastag) Károly 839 – 888, Alemannia (Svábföld) királya: 876-888, Itália királya: 879-887 (trónfosztva), császár: 881-887 (trónfosztva), koronázása: 881, a keleti frankok királya: 882-887 (trónfosztva) (Karoling-ház) | III. (Kövér, Vastag) Károly 839 – 888, Alemannia (Svábföld) királya: 876-888, Itália királya: 879-887 (trónfosztva), császár: 881-887 (trónfosztva), koronázása: 881, a keleti frankok királya: 882-887 (trónfosztva) (Karoling-ház) | III. (Kövér, Vastag) Károly 839 – 888, Alemannia (Svábföld) királya: 876-888, Itália királya: 879-887 (trónfosztva), császár: 881-887 (trónfosztva), koronázása: 881, a keleti frankok királya: 882-887 (trónfosztva) (Karoling-ház) | | | Gizella (?-?), grófné | Gizella (?-?), grófné | Gizella (?-?), grófné | Gizella (?-?), grófné | Gizella (?-?), grófné | Gizella (?-?), grófné | | | Berthold (?-?), sváb gróf | Berthold (?-?), sváb gróf | Berthold (?-?), sváb gróf | Berthold (?-?), sváb gróf | Berthold (?-?), sváb gróf | Berthold (?-?), sváb gróf | | | | |                                                               |                                                               | | | | | | |                                             |                                             |                                             |                                             |  |  | | | | | | |                                                                                           |                                                                                           | | | | | | |                                |                                |                                           |                                           |                                           |                                           | | | | | | |                                                  |                                                  |                                                  |                                                  |  |  | | | | | | |  |  |  |  |  |  |  |  |  |  |
| | | | | | | | | | | | | | | | | | | | | | | | | | | | | | | | | | | | | | | | | | | | | | | | | | | | | | | | | | | | | | | | | | | | | | |                                                               |                                                               | | | | | | |                                             |                                             |                                             |                                             |  |  | | | | | | |                                                                                           |                                                                                           | | | | | | |                                |                                |                                           |                                           |                                           |                                           | | | | | | |                                                  |                                                  |                                                  |                                                  |  |  | | | | | | |  |  |  |  |  |  |  |  |  |  |
| | | | | | | | | | | | | Karintiai Arnulf 850k. – 899, a keleti frankok királya: 887-899, Itália királya: 894-899, császár: 896-899, koronázása: 896 (Karoling-ház) | Karintiai Arnulf 850k. – 899, a keleti frankok királya: 887-899, Itália királya: 894-899, császár: 896-899, koronázása: 896 (Karoling-ház) | Karintiai Arnulf 850k. – 899, a keleti frankok királya: 887-899, Itália királya: 894-899, császár: 896-899, koronázása: 896 (Karoling-ház) | Karintiai Arnulf 850k. – 899, a keleti frankok királya: 887-899, Itália királya: 894-899, császár: 896-899, koronázása: 896 (Karoling-ház) | Karintiai Arnulf 850k. – 899, a keleti frankok királya: 887-899, Itália királya: 894-899, császár: 896-899, koronázása: 896 (Karoling-ház)            | Karintiai Arnulf 850k. – 899, a keleti frankok királya: 887-899, Itália királya: 894-899, császár: 896-899, koronázása: 896 (Karoling-ház)            | | | | | | | | | | | | | | | | | | | I. (Madarász) Henrik 876 – 936, uralkodott: 919-936, királlyá emelése: 919 (Szász (Liudolf)-ház)                                                                                      | I. (Madarász) Henrik 876 – 936, uralkodott: 919-936, királlyá emelése: 919 (Szász (Liudolf)-ház)                                                                                      | I. (Madarász) Henrik 876 – 936, uralkodott: 919-936, királlyá emelése: 919 (Szász (Liudolf)-ház)                                                                                      | I. (Madarász) Henrik 876 – 936, uralkodott: 919-936, királlyá emelése: 919 (Szász (Liudolf)-ház)                                                                                      | I. (Madarász) Henrik 876 – 936, uralkodott: 919-936, királlyá emelése: 919 (Szász (Liudolf)-ház)                                                                                      | I. (Madarász) Henrik 876 – 936, uralkodott: 919-936, királlyá emelése: 919 (Szász (Liudolf)-ház)                                                                                      | | | | | | | Luitpold 860k. – 907, Bajorország őrgrófja, majd hercege | Luitpold 860k. – 907, Bajorország őrgrófja, majd hercege | Luitpold 860k. – 907, Bajorország őrgrófja, majd hercege                                                                              | Luitpold 860k. – 907, Bajorország őrgrófja, majd hercege                                                                              | Luitpold 860k. – 907, Bajorország őrgrófja, majd hercege                                                                              | Luitpold 860k. – 907, Bajorország őrgrófja, majd hercege                                                                              | | | Kunigunda 880k. – 918u., királyné | Kunigunda 880k. – 918u., királyné | Kunigunda 880k. – 918u., királyné | Kunigunda 880k. – 918u., királyné | Kunigunda 880k. – 918u., királyné | Kunigunda 880k. – 918u., királyné | | | I. (Frank) Konrád 881 – 918, a keleti frankok királya: 911-918 (Frank-ház)                                                                                           | I. (Frank) Konrád 881 – 918, a keleti frankok királya: 911-918 (Frank-ház)                                                                                           | I. (Frank) Konrád 881 – 918, a keleti frankok királya: 911-918 (Frank-ház)                                                       | I. (Frank) Konrád 881 – 918, a keleti frankok királya: 911-918 (Frank-ház)                                                       | I. (Frank) Konrád 881 – 918, a keleti frankok királya: 911-918 (Frank-ház)                                                       | I. (Frank) Konrád 881 – 918, a keleti frankok királya: 911-918 (Frank-ház)                                                       |                                                               |                                                               | | | | | | |                                             |                                             |                                             |                                             |  |  | | | | | | |                                                                                           |                                                                                           | | | | | | |                                |                                |                                           |                                           |                                           |                                           | | | | | | |                                                  |                                                  |                                                  |                                                  |  |  | | | | | | |  |  |  |  |  |  |  |  |  |  |
| | | | | | | | | | | | | Karintiai Arnulf 850k. – 899, a keleti frankok királya: 887-899, Itália királya: 894-899, császár: 896-899, koronázása: 896 (Karoling-ház) | Karintiai Arnulf 850k. – 899, a keleti frankok királya: 887-899, Itália királya: 894-899, császár: 896-899, koronázása: 896 (Karoling-ház) | Karintiai Arnulf 850k. – 899, a keleti frankok királya: 887-899, Itália királya: 894-899, császár: 896-899, koronázása: 896 (Karoling-ház) | Karintiai Arnulf 850k. – 899, a keleti frankok királya: 887-899, Itália királya: 894-899, császár: 896-899, koronázása: 896 (Karoling-ház) | Karintiai Arnulf 850k. – 899, a keleti frankok királya: 887-899, Itália királya: 894-899, császár: 896-899, koronázása: 896 (Karoling-ház)            | Karintiai Arnulf 850k. – 899, a keleti frankok királya: 887-899, Itália királya: 894-899, császár: 896-899, koronázása: 896 (Karoling-ház)            | | | | | | | | | | | | | | | | | | | I. (Madarász) Henrik 876 – 936, uralkodott: 919-936, királlyá emelése: 919 (Szász (Liudolf)-ház)                                                                                      | I. (Madarász) Henrik 876 – 936, uralkodott: 919-936, királlyá emelése: 919 (Szász (Liudolf)-ház)                                                                                      | I. (Madarász) Henrik 876 – 936, uralkodott: 919-936, királlyá emelése: 919 (Szász (Liudolf)-ház)                                                                                      | I. (Madarász) Henrik 876 – 936, uralkodott: 919-936, királlyá emelése: 919 (Szász (Liudolf)-ház)                                                                                      | I. (Madarász) Henrik 876 – 936, uralkodott: 919-936, királlyá emelése: 919 (Szász (Liudolf)-ház)                                                                                      | I. (Madarász) Henrik 876 – 936, uralkodott: 919-936, királlyá emelése: 919 (Szász (Liudolf)-ház)                                                                                      | | | | | | | Luitpold 860k. – 907, Bajorország őrgrófja, majd hercege | Luitpold 860k. – 907, Bajorország őrgrófja, majd hercege | Luitpold 860k. – 907, Bajorország őrgrófja, majd hercege                                                                              | Luitpold 860k. – 907, Bajorország őrgrófja, majd hercege                                                                              | Luitpold 860k. – 907, Bajorország őrgrófja, majd hercege                                                                              | Luitpold 860k. – 907, Bajorország őrgrófja, majd hercege                                                                              | | | Kunigunda 880k. – 918u., királyné | Kunigunda 880k. – 918u., királyné | Kunigunda 880k. – 918u., királyné | Kunigunda 880k. – 918u., királyné | Kunigunda 880k. – 918u., királyné | Kunigunda 880k. – 918u., királyné | | | I. (Frank) Konrád 881 – 918, a keleti frankok királya: 911-918 (Frank-ház)                                                                                           | I. (Frank) Konrád 881 – 918, a keleti frankok királya: 911-918 (Frank-ház)                                                                                           | I. (Frank) Konrád 881 – 918, a keleti frankok királya: 911-918 (Frank-ház)                                                       | I. (Frank) Konrád 881 – 918, a keleti frankok királya: 911-918 (Frank-ház)                                                       | I. (Frank) Konrád 881 – 918, a keleti frankok királya: 911-918 (Frank-ház)                                                       | I. (Frank) Konrád 881 – 918, a keleti frankok királya: 911-918 (Frank-ház)                                                       |                                                               |                                                               | | | | | | |                                             |                                             |                                             |                                             |  |  | | | | | | |                                                                                           |                                                                                           | | | | | | |                                |                                |                                           |                                           |                                           |                                           | | | | | | |                                                  |                                                  |                                                  |                                                  |  |  | | | | | | |  |  |  |  |  |  |  |  |  |  |
| | | | | | | | | | | | | | | | | | | | | | | | | | | | | | | | | | | | | | | | | | | | | | | | | | | | | | | | | | | | | | | | | | | | | | |                                                               |                                                               | | | | | | |                                             |                                             |                                             |                                             |  |  | | | | | | |                                                                                           |                                                                                           | | | | | | |                                |                                |                                           |                                           |                                           |                                           | | | | | | |                                                  |                                                  |                                                  |                                                  |  |  | | | | | | |  |  |  |  |  |  |  |  |  |  |
| | | | | | | | | | | | | | | | | | | | | | | | | | | | | | | | | | | | | | | | | | | | | | | | | | | | | | | | | | | | | | | | | | | | | | |                                                               |                                                               | | | | | | |                                             |                                             |                                             |                                             |  |  | | | | | | |                                                                                           |                                                                                           | | | | | | |                                |                                |                                           |                                           |                                           |                                           | | | | | | |                                                  |                                                  |                                                  |                                                  |  |  | | | | | | |  |  |  |  |  |  |  |  |  |  |
| | | | | | | | | | | | | IV. (Gyermek) Lajos 894 – 911, a keleti frankok királya: 900-911 (Karoling-ház)                                                            | IV. (Gyermek) Lajos 894 – 911, a keleti frankok királya: 900-911 (Karoling-ház)                                                            | IV. (Gyermek) Lajos 894 – 911, a keleti frankok királya: 900-911 (Karoling-ház)                                                            | IV. (Gyermek) Lajos 894 – 911, a keleti frankok királya: 900-911 (Karoling-ház)                                                            | IV. (Gyermek) Lajos 894 – 911, a keleti frankok királya: 900-911 (Karoling-ház)                                                                       | IV. (Gyermek) Lajos 894 – 911, a keleti frankok királya: 900-911 (Karoling-ház)                                                                       | | | | | | | | | | | | | I. (Nagy) Ottó 912 – 973, uralkodott: 936-973, királlyá választása és koronázása: 936, császár: 962-973, koronázása: 962 (Szász (Liudolf)-ház)                                                                        | I. (Nagy) Ottó 912 – 973, uralkodott: 936-973, királlyá választása és koronázása: 936, császár: 962-973, koronázása: 962 (Szász (Liudolf)-ház)                                                                        | I. (Nagy) Ottó 912 – 973, uralkodott: 936-973, királlyá választása és koronázása: 936, császár: 962-973, koronázása: 962 (Szász (Liudolf)-ház)                                        | I. (Nagy) Ottó 912 – 973, uralkodott: 936-973, királlyá választása és koronázása: 936, császár: 962-973, koronázása: 962 (Szász (Liudolf)-ház)                                        | I. (Nagy) Ottó 912 – 973, uralkodott: 936-973, királlyá választása és koronázása: 936, császár: 962-973, koronázása: 962 (Szász (Liudolf)-ház)                                        | I. (Nagy) Ottó 912 – 973, uralkodott: 936-973, királlyá választása és koronázása: 936, császár: 962-973, koronázása: 962 (Szász (Liudolf)-ház)                                        | | | | | | | I. (Szász) Henrik 922 – 955, Bajorország hercege | I. (Szász) Henrik 922 – 955, Bajorország hercege | I. (Szász) Henrik 922 – 955, Bajorország hercege | I. (Szász) Henrik 922 – 955, Bajorország hercege | I. (Szász) Henrik 922 – 955, Bajorország hercege | I. (Szász) Henrik 922 – 955, Bajorország hercege | | | | | (Bajor, Gonosz) Arnulf 890k. – 937, ellenkirály: 919-921 (lemondott), megválasztása: 919 (Luitpolding-ház)                            | (Bajor, Gonosz) Arnulf 890k. – 937, ellenkirály: 919-921 (lemondott), megválasztása: 919 (Luitpolding-ház)                            | (Bajor, Gonosz) Arnulf 890k. – 937, ellenkirály: 919-921 (lemondott), megválasztása: 919 (Luitpolding-ház)                     | (Bajor, Gonosz) Arnulf 890k. – 937, ellenkirály: 919-921 (lemondott), megválasztása: 919 (Luitpolding-ház)                     | (Bajor, Gonosz) Arnulf 890k. – 937, ellenkirály: 919-921 (lemondott), megválasztása: 919 (Luitpolding-ház) | (Bajor, Gonosz) Arnulf 890k. – 937, ellenkirály: 919-921 (lemondott), megválasztása: 919 (Luitpolding-ház) | | | | | | | | | | | | |                                                               |                                                               | | | | | | |                                             |                                             |                                             |                                             |  |  | | | | | | |                                                                                           |                                                                                           | | | | | | |                                |                                |                                           |                                           |                                           |                                           | | | | | | |                                                  |                                                  |                                                  |                                                  |  |  | | | | | | |  |  |  |  |  |  |  |  |  |  |
| | | | | | | | | | | | | IV. (Gyermek) Lajos 894 – 911, a keleti frankok királya: 900-911 (Karoling-ház)                                                            | IV. (Gyermek) Lajos 894 – 911, a keleti frankok királya: 900-911 (Karoling-ház)                                                            | IV. (Gyermek) Lajos 894 – 911, a keleti frankok királya: 900-911 (Karoling-ház)                                                            | IV. (Gyermek) Lajos 894 – 911, a keleti frankok királya: 900-911 (Karoling-ház)                                                            | IV. (Gyermek) Lajos 894 – 911, a keleti frankok királya: 900-911 (Karoling-ház)                                                                       | IV. (Gyermek) Lajos 894 – 911, a keleti frankok királya: 900-911 (Karoling-ház)                                                                       | | | | | | | | | | | | | I. (Nagy) Ottó 912 – 973, uralkodott: 936-973, királlyá választása és koronázása: 936, császár: 962-973, koronázása: 962 (Szász (Liudolf)-ház)                                                                        | I. (Nagy) Ottó 912 – 973, uralkodott: 936-973, királlyá választása és koronázása: 936, császár: 962-973, koronázása: 962 (Szász (Liudolf)-ház)                                                                        | I. (Nagy) Ottó 912 – 973, uralkodott: 936-973, királlyá választása és koronázása: 936, császár: 962-973, koronázása: 962 (Szász (Liudolf)-ház)                                        | I. (Nagy) Ottó 912 – 973, uralkodott: 936-973, királlyá választása és koronázása: 936, császár: 962-973, koronázása: 962 (Szász (Liudolf)-ház)                                        | I. (Nagy) Ottó 912 – 973, uralkodott: 936-973, királlyá választása és koronázása: 936, császár: 962-973, koronázása: 962 (Szász (Liudolf)-ház)                                        | I. (Nagy) Ottó 912 – 973, uralkodott: 936-973, királlyá választása és koronázása: 936, császár: 962-973, koronázása: 962 (Szász (Liudolf)-ház)                                        | | | | | | | I. (Szász) Henrik 922 – 955, Bajorország hercege | I. (Szász) Henrik 922 – 955, Bajorország hercege | I. (Szász) Henrik 922 – 955, Bajorország hercege | I. (Szász) Henrik 922 – 955, Bajorország hercege | I. (Szász) Henrik 922 – 955, Bajorország hercege | I. (Szász) Henrik 922 – 955, Bajorország hercege | | | | | (Bajor, Gonosz) Arnulf 890k. – 937, ellenkirály: 919-921 (lemondott), megválasztása: 919 (Luitpolding-ház)                            | (Bajor, Gonosz) Arnulf 890k. – 937, ellenkirály: 919-921 (lemondott), megválasztása: 919 (Luitpolding-ház)                            | (Bajor, Gonosz) Arnulf 890k. – 937, ellenkirály: 919-921 (lemondott), megválasztása: 919 (Luitpolding-ház)                     | (Bajor, Gonosz) Arnulf 890k. – 937, ellenkirály: 919-921 (lemondott), megválasztása: 919 (Luitpolding-ház)                     | (Bajor, Gonosz) Arnulf 890k. – 937, ellenkirály: 919-921 (lemondott), megválasztása: 919 (Luitpolding-ház) | (Bajor, Gonosz) Arnulf 890k. – 937, ellenkirály: 919-921 (lemondott), megválasztása: 919 (Luitpolding-ház) | | | | | | | | | | | | |                                                               |                                                               | | | | | | |                                             |                                             |                                             |                                             |  |  | | | | | | |                                                                                           |                                                                                           | | | | | | |                                |                                |                                           |                                           |                                           |                                           | | | | | | |                                                  |                                                  |                                                  |                                                  |  |  | | | | | | |  |  |  |  |  |  |  |  |  |  |
| | | | | | | | | | | | | | | | | | | | | | | | | | | | | | | | | | | | | | | | | | | | | | | | | | | | | | | | | | | | | | | | | | | | | | |                                                               |                                                               | | | | | | |                                             |                                             |                                             |                                             |  |  | | | | | | |                                                                                           |                                                                                           | | | | | | |                                |                                |                                           |                                           |                                           |                                           | | | | | | |                                                  |                                                  |                                                  |                                                  |  |  | | | | | | |  |  |  |  |  |  |  |  |  |  |
| | | | | | | | | | | | | | | | | | | Vörös Konrád 922 – 955, Lotaringia hercege | Vörös Konrád 922 – 955, Lotaringia hercege | Vörös Konrád 922 – 955, Lotaringia hercege | Vörös Konrád 922 – 955, Lotaringia hercege | Vörös Konrád 922 – 955, Lotaringia hercege | Vörös Konrád 922 – 955, Lotaringia hercege                                                                                                  | | | Liutgard 931 – 953, hercegné | Liutgard 931 – 953, hercegné | Liutgard 931 – 953, hercegné | Liutgard 931 – 953, hercegné | Liutgard 931 – 953, hercegné | Liutgard 931 – 953, hercegné | | | II. (Vörös) Ottó 955 – 983, uralkodott: 973-983, királlyá választása és koronázása: 961, császár: 973-983, koronázása: 967 (Szász (Liudolf)-ház)                                      | II. (Vörös) Ottó 955 – 983, uralkodott: 973-983, királlyá választása és koronázása: 961, császár: 973-983, koronázása: 967 (Szász (Liudolf)-ház)                                      | II. (Vörös) Ottó 955 – 983, uralkodott: 973-983, királlyá választása és koronázása: 961, császár: 973-983, koronázása: 967 (Szász (Liudolf)-ház)                                      | II. (Vörös) Ottó 955 – 983, uralkodott: 973-983, királlyá választása és koronázása: 961, császár: 973-983, koronázása: 967 (Szász (Liudolf)-ház)                                      | II. (Vörös) Ottó 955 – 983, uralkodott: 973-983, királlyá választása és koronázása: 961, császár: 973-983, koronázása: 967 (Szász (Liudolf)-ház)                                      | II. (Vörös) Ottó 955 – 983, uralkodott: 973-983, királlyá választása és koronázása: 961, császár: 973-983, koronázása: 967 (Szász (Liudolf)-ház)                                      | | | II. (Civakodó) Henrik 951 – 995, Bajorország hercege | II. (Civakodó) Henrik 951 – 995, Bajorország hercege | II. (Civakodó) Henrik 951 – 995, Bajorország hercege | II. (Civakodó) Henrik 951 – 995, Bajorország hercege | II. (Civakodó) Henrik 951 – 995, Bajorország hercege | II. (Civakodó) Henrik 951 – 995, Bajorország hercege | | | | | | | | | | | | | | | | | | | | | | |                                                               |                                                               | | | | | | |                                             |                                             |                                             |                                             |  |  | | | | | | |                                                                                           |                                                                                           | | | | | | |                                |                                |                                           |                                           |                                           |                                           | | | | | | |                                                  |                                                  |                                                  |                                                  |  |  | | | | | | |  |  |  |  |  |  |  |  |  |  |
| | | | | | | | | | | | | | | | | | | Vörös Konrád 922 – 955, Lotaringia hercege | Vörös Konrád 922 – 955, Lotaringia hercege | Vörös Konrád 922 – 955, Lotaringia hercege | Vörös Konrád 922 – 955, Lotaringia hercege | Vörös Konrád 922 – 955, Lotaringia hercege | Vörös Konrád 922 – 955, Lotaringia hercege                                                                                                  | | | Liutgard 931 – 953, hercegné | Liutgard 931 – 953, hercegné | Liutgard 931 – 953, hercegné | Liutgard 931 – 953, hercegné | Liutgard 931 – 953, hercegné | Liutgard 931 – 953, hercegné | | | II. (Vörös) Ottó 955 – 983, uralkodott: 973-983, királlyá választása és koronázása: 961, császár: 973-983, koronázása: 967 (Szász (Liudolf)-ház)                                      | II. (Vörös) Ottó 955 – 983, uralkodott: 973-983, királlyá választása és koronázása: 961, császár: 973-983, koronázása: 967 (Szász (Liudolf)-ház)                                      | II. (Vörös) Ottó 955 – 983, uralkodott: 973-983, királlyá választása és koronázása: 961, császár: 973-983, koronázása: 967 (Szász (Liudolf)-ház)                                      | II. (Vörös) Ottó 955 – 983, uralkodott: 973-983, királlyá választása és koronázása: 961, császár: 973-983, koronázása: 967 (Szász (Liudolf)-ház)                                      | II. (Vörös) Ottó 955 – 983, uralkodott: 973-983, királlyá választása és koronázása: 961, császár: 973-983, koronázása: 967 (Szász (Liudolf)-ház)                                      | II. (Vörös) Ottó 955 – 983, uralkodott: 973-983, királlyá választása és koronázása: 961, császár: 973-983, koronázása: 967 (Szász (Liudolf)-ház)                                      | | | II. (Civakodó) Henrik 951 – 995, Bajorország hercege | II. (Civakodó) Henrik 951 – 995, Bajorország hercege | II. (Civakodó) Henrik 951 – 995, Bajorország hercege | II. (Civakodó) Henrik 951 – 995, Bajorország hercege | II. (Civakodó) Henrik 951 – 995, Bajorország hercege | II. (Civakodó) Henrik 951 – 995, Bajorország hercege | | | | | | | | | | | | | | | | | | | | | | |                                                               |                                                               | | | | | | |                                             |                                             |                                             |                                             |  |  | | | | | | |                                                                                           |                                                                                           | | | | | | |                                |                                |                                           |                                           |                                           |                                           | | | | | | |                                                  |                                                  |                                                  |                                                  |  |  | | | | | | |  |  |  |  |  |  |  |  |  |  |
| | | | | | | | | | | | | | | | | | | | | | | | | | | | | | | | | | | | | | | | | | | | | | | | | | | | | | | | | | | | | | | | | | | | | | |                                                               |                                                               | | | | | | |                                             |                                             |                                             |                                             |  |  | | | | | | |                                                                                           |                                                                                           | | | | | | |                                |                                |                                           |                                           |                                           |                                           | | | | | | |                                                  |                                                  |                                                  |                                                  |  |  | | | | | | |  |  |  |  |  |  |  |  |  |  |
| | | | | | | | | | | | | | | | | | | | | | | | | | | | | | | | | | | | | | | | | | | | | | | | | | | | | | | | | | | | | | | | | | | | | | |                                                               |                                                               | | | | | | |                                             |                                             |                                             |                                             |  |  | | | | | | |                                                                                           |                                                                                           | | | | | | |                                |                                |                                           |                                           |                                           |                                           | | | | | | |                                                  |                                                  |                                                  |                                                  |  |  | | | | | | |  |  |  |  |  |  |  |  |  |  |
| | | | | | | | | | | | | | | | | | | | | | | I. Ottó 948 – 1004, Karintia hercege | I. Ottó 948 – 1004, Karintia hercege | I. Ottó 948 – 1004, Karintia hercege | I. Ottó 948 – 1004, Karintia hercege | I. Ottó 948 – 1004, Karintia hercege | I. Ottó 948 – 1004, Karintia hercege | | | | | | | III. Ottó 980 – 1002, a "világ csodája", uralkodott: 983 – 1002, királlyá választása és koronázása: 983, császár: 996-1002, koronázása: 996 (Szász (Liudolf)-ház)                     | III. Ottó 980 – 1002, a "világ csodája", uralkodott: 983 – 1002, királlyá választása és koronázása: 983, császár: 996-1002, koronázása: 996 (Szász (Liudolf)-ház)                     | III. Ottó 980 – 1002, a "világ csodája", uralkodott: 983 – 1002, királlyá választása és koronázása: 983, császár: 996-1002, koronázása: 996 (Szász (Liudolf)-ház)                     | III. Ottó 980 – 1002, a "világ csodája", uralkodott: 983 – 1002, királlyá választása és koronázása: 983, császár: 996-1002, koronázása: 996 (Szász (Liudolf)-ház)                     | III. Ottó 980 – 1002, a "világ csodája", uralkodott: 983 – 1002, királlyá választása és koronázása: 983, császár: 996-1002, koronázása: 996 (Szász (Liudolf)-ház)                     | III. Ottó 980 – 1002, a "világ csodája", uralkodott: 983 – 1002, királlyá választása és koronázása: 983, császár: 996-1002, koronázása: 996 (Szász (Liudolf)-ház)                     | | | II. (Szent) Henrik 973 – 1024, uralkodott: 1002-1024, királlyá választása és koronázása: 1002, császár: 1014-1024, koronázása: 1024 (Szász (Liudolf)-ház)                             | II. (Szent) Henrik 973 – 1024, uralkodott: 1002-1024, királlyá választása és koronázása: 1002, császár: 1014-1024, koronázása: 1024 (Szász (Liudolf)-ház)                             | II. (Szent) Henrik 973 – 1024, uralkodott: 1002-1024, királlyá választása és koronázása: 1002, császár: 1014-1024, koronázása: 1024 (Szász (Liudolf)-ház)                                                                            | II. (Szent) Henrik 973 – 1024, uralkodott: 1002-1024, királlyá választása és koronázása: 1002, császár: 1014-1024, koronázása: 1024 (Szász (Liudolf)-ház)                                                                            | II. (Szent) Henrik 973 – 1024, uralkodott: 1002-1024, királlyá választása és koronázása: 1002, császár: 1014-1024, koronázása: 1024 (Szász (Liudolf)-ház)                                                                            | II. (Szent) Henrik 973 – 1024, uralkodott: 1002-1024, királlyá választása és koronázása: 1002, császár: 1014-1024, koronázása: 1024 (Szász (Liudolf)-ház)                                                                            | | | Szent Kunigunda 978 – 1040, császárné                                                                                                 | Szent Kunigunda 978 – 1040, császárné                                                                                                 | Szent Kunigunda 978 – 1040, császárné                                                                                                 | Szent Kunigunda 978 – 1040, császárné                                                                                                 | Szent Kunigunda 978 – 1040, császárné                                                                                          | Szent Kunigunda 978 – 1040, császárné                                                                                          | | | Frigyes 965 – 1019, Moselgau grófja | Frigyes 965 – 1019, Moselgau grófja | Frigyes 965 – 1019, Moselgau grófja | Frigyes 965 – 1019, Moselgau grófja | Frigyes 965 – 1019, Moselgau grófja | Frigyes 965 – 1019, Moselgau grófja | | | | | | |                                                               |                                                               | | | | | | |                                             |                                             |                                             |                                             |  |  | | | | | | |                                                                                           |                                                                                           | | | | | | |                                |                                |                                           |                                           |                                           |                                           | | | | | | |                                                  |                                                  |                                                  |                                                  |  |  | | | | | | |  |  |  |  |  |  |  |  |  |  |
| | | | | | | | | | | | | | | | | | | | | | | I. Ottó 948 – 1004, Karintia hercege | I. Ottó 948 – 1004, Karintia hercege | I. Ottó 948 – 1004, Karintia hercege | I. Ottó 948 – 1004, Karintia hercege | I. Ottó 948 – 1004, Karintia hercege | I. Ottó 948 – 1004, Karintia hercege | | | | | | | III. Ottó 980 – 1002, a "világ csodája", uralkodott: 983 – 1002, királlyá választása és koronázása: 983, császár: 996-1002, koronázása: 996 (Szász (Liudolf)-ház)                     | III. Ottó 980 – 1002, a "világ csodája", uralkodott: 983 – 1002, királlyá választása és koronázása: 983, császár: 996-1002, koronázása: 996 (Szász (Liudolf)-ház)                     | III. Ottó 980 – 1002, a "világ csodája", uralkodott: 983 – 1002, királlyá választása és koronázása: 983, császár: 996-1002, koronázása: 996 (Szász (Liudolf)-ház)                     | III. Ottó 980 – 1002, a "világ csodája", uralkodott: 983 – 1002, királlyá választása és koronázása: 983, császár: 996-1002, koronázása: 996 (Szász (Liudolf)-ház)                     | III. Ottó 980 – 1002, a "világ csodája", uralkodott: 983 – 1002, királlyá választása és koronázása: 983, császár: 996-1002, koronázása: 996 (Szász (Liudolf)-ház)                     | III. Ottó 980 – 1002, a "világ csodája", uralkodott: 983 – 1002, királlyá választása és koronázása: 983, császár: 996-1002, koronázása: 996 (Szász (Liudolf)-ház)                     | | | II. (Szent) Henrik 973 – 1024, uralkodott: 1002-1024, királlyá választása és koronázása: 1002, császár: 1014-1024, koronázása: 1024 (Szász (Liudolf)-ház)                             | II. (Szent) Henrik 973 – 1024, uralkodott: 1002-1024, királlyá választása és koronázása: 1002, császár: 1014-1024, koronázása: 1024 (Szász (Liudolf)-ház)                             | II. (Szent) Henrik 973 – 1024, uralkodott: 1002-1024, királlyá választása és koronázása: 1002, császár: 1014-1024, koronázása: 1024 (Szász (Liudolf)-ház)                                                                            | II. (Szent) Henrik 973 – 1024, uralkodott: 1002-1024, királlyá választása és koronázása: 1002, császár: 1014-1024, koronázása: 1024 (Szász (Liudolf)-ház)                                                                            | II. (Szent) Henrik 973 – 1024, uralkodott: 1002-1024, királlyá választása és koronázása: 1002, császár: 1014-1024, koronázása: 1024 (Szász (Liudolf)-ház)                                                                            | II. (Szent) Henrik 973 – 1024, uralkodott: 1002-1024, királlyá választása és koronázása: 1002, császár: 1014-1024, koronázása: 1024 (Szász (Liudolf)-ház)                                                                            | | | Szent Kunigunda 978 – 1040, császárné                                                                                                 | Szent Kunigunda 978 – 1040, császárné                                                                                                 | Szent Kunigunda 978 – 1040, császárné                                                                                                 | Szent Kunigunda 978 – 1040, császárné                                                                                                 | Szent Kunigunda 978 – 1040, császárné                                                                                          | Szent Kunigunda 978 – 1040, császárné                                                                                          | | | Frigyes 965 – 1019, Moselgau grófja | Frigyes 965 – 1019, Moselgau grófja | Frigyes 965 – 1019, Moselgau grófja | Frigyes 965 – 1019, Moselgau grófja | Frigyes 965 – 1019, Moselgau grófja | Frigyes 965 – 1019, Moselgau grófja | | | | | | |                                                               |                                                               | | | | | | |                                             |                                             |                                             |                                             |  |  | | | | | | |                                                                                           |                                                                                           | | | | | | |                                |                                |                                           |                                           |                                           |                                           | | | | | | |                                                  |                                                  |                                                  |                                                  |  |  | | | | | | |  |  |  |  |  |  |  |  |  |  |
| | | | | | | | | | | | | | | | | | | | | | | | | | | | | | | | | | | | | | | | | | | | | | | | | | | | | | | | | | | | | | | | | | | | | | |                                                               |                                                               | | | | | | |                                             |                                             |                                             |                                             |  |  | | | | | | |                                                                                           |                                                                                           | | | | | | |                                |                                |                                           |                                           |                                           |                                           | | | | | | |                                                  |                                                  |                                                  |                                                  |  |  | | | | | | |  |  |  |  |  |  |  |  |  |  |
| | | | | | | | | | | | | | | | | | | | | | | Speyeri Henrik 971 – 995, Wormsgau grófja | Speyeri Henrik 971 – 995, Wormsgau grófja                                                                                                   | Speyeri Henrik 971 – 995, Wormsgau grófja | Speyeri Henrik 971 – 995, Wormsgau grófja | Speyeri Henrik 971 – 995, Wormsgau grófja | Speyeri Henrik 971 – 995, Wormsgau grófja | | | | | | | | | | | | | | | | | | | | | | | | | | | | | | | Giselbert 1007 – 1059, Luxemburg grófja | Giselbert 1007 – 1059, Luxemburg grófja | Giselbert 1007 – 1059, Luxemburg grófja | Giselbert 1007 – 1059, Luxemburg grófja | Giselbert 1007 – 1059, Luxemburg grófja | Giselbert 1007 – 1059, Luxemburg grófja | | | | | | |                                                               |                                                               | | | | | | |                                             |                                             |                                             |                                             |  |  | | | | | | |                                                                                           |                                                                                           | | | | | | |                                |                                |                                           |                                           |                                           |                                           | | | | | | |                                                  |                                                  |                                                  |                                                  |  |  | | | | | | |  |  |  |  |  |  |  |  |  |  |
| | | | | | | | | | | | | | | | | | | | | | | Speyeri Henrik 971 – 995, Wormsgau grófja | Speyeri Henrik 971 – 995, Wormsgau grófja                                                                                                   | Speyeri Henrik 971 – 995, Wormsgau grófja | Speyeri Henrik 971 – 995, Wormsgau grófja | Speyeri Henrik 971 – 995, Wormsgau grófja | Speyeri Henrik 971 – 995, Wormsgau grófja | | | | | | | | | | | | | | | | | | | | | | | | | | | | | | | Giselbert 1007 – 1059, Luxemburg grófja | Giselbert 1007 – 1059, Luxemburg grófja | Giselbert 1007 – 1059, Luxemburg grófja | Giselbert 1007 – 1059, Luxemburg grófja | Giselbert 1007 – 1059, Luxemburg grófja | Giselbert 1007 – 1059, Luxemburg grófja | | | | | | |                                                               |                                                               | | | | | | |                                             |                                             |                                             |                                             |  |  | | | | | | |                                                                                           |                                                                                           | | | | | | |                                |                                |                                           |                                           |                                           |                                           | | | | | | |                                                  |                                                  |                                                  |                                                  |  |  | | | | | | |  |  |  |  |  |  |  |  |  |  |
| | | | | | | | | | | | | | | | | | | | | | | II. Konrád 990 – 1039, uralkodott: 1024-1039, királlyá választása és koronázása: 1024, császár: 1027-1039, koronázása: 1027 (Száli-ház)            | II. Konrád 990 – 1039, uralkodott: 1024-1039, királlyá választása és koronázása: 1024, császár: 1027-1039, koronázása: 1027 (Száli-ház)     | II. Konrád 990 – 1039, uralkodott: 1024-1039, királlyá választása és koronázása: 1024, császár: 1027-1039, koronázása: 1027 (Száli-ház)                                                                           | II. Konrád 990 – 1039, uralkodott: 1024-1039, királlyá választása és koronázása: 1024, császár: 1027-1039, koronázása: 1027 (Száli-ház)                                                                           | II. Konrád 990 – 1039, uralkodott: 1024-1039, királlyá választása és koronázása: 1024, császár: 1027-1039, koronázása: 1027 (Száli-ház)                                                                               | II. Konrád 990 – 1039, uralkodott: 1024-1039, királlyá választása és koronázása: 1024, császár: 1027-1039, koronázása: 1027 (Száli-ház)                                                                               | | | | | | | | | | | | | | | | | | | | | | | | | | | | | | | Salmi Hermann 1035 – 1088, ellenkirály: 1081-1088, megválasztása és koronázása: 1081 (Salm-ház) | Salmi Hermann 1035 – 1088, ellenkirály: 1081-1088, megválasztása és koronázása: 1081 (Salm-ház) | Salmi Hermann 1035 – 1088, ellenkirály: 1081-1088, megválasztása és koronázása: 1081 (Salm-ház) | Salmi Hermann 1035 – 1088, ellenkirály: 1081-1088, megválasztása és koronázása: 1081 (Salm-ház) | Salmi Hermann 1035 – 1088, ellenkirály: 1081-1088, megválasztása és koronázása: 1081 (Salm-ház)                                                                      | Salmi Hermann 1035 – 1088, ellenkirály: 1081-1088, megválasztása és koronázása: 1081 (Salm-ház)                                                                      | | | | | | |                                                               |                                                               | | | | | | |                                             |                                             |                                             |                                             |  |  | | | | | | |                                                                                           |                                                                                           | | | | | | |                                |                                |                                           |                                           |                                           |                                           | | | | | | |                                                  |                                                  |                                                  |                                                  |  |  | | | | | | |  |  |  |  |  |  |  |  |  |  |
| | | | | | | | | | | | | | | | | | | | | | | II. Konrád 990 – 1039, uralkodott: 1024-1039, királlyá választása és koronázása: 1024, császár: 1027-1039, koronázása: 1027 (Száli-ház)            | II. Konrád 990 – 1039, uralkodott: 1024-1039, királlyá választása és koronázása: 1024, császár: 1027-1039, koronázása: 1027 (Száli-ház)     | II. Konrád 990 – 1039, uralkodott: 1024-1039, királlyá választása és koronázása: 1024, császár: 1027-1039, koronázása: 1027 (Száli-ház)                                                                           | II. Konrád 990 – 1039, uralkodott: 1024-1039, királlyá választása és koronázása: 1024, császár: 1027-1039, koronázása: 1027 (Száli-ház)                                                                           | II. Konrád 990 – 1039, uralkodott: 1024-1039, királlyá választása és koronázása: 1024, császár: 1027-1039, koronázása: 1027 (Száli-ház)                                                                               | II. Konrád 990 – 1039, uralkodott: 1024-1039, királlyá választása és koronázása: 1024, császár: 1027-1039, koronázása: 1027 (Száli-ház)                                                                               | | | | | | | | | | | | | | | | | | | | | | | | | | | | | | | Salmi Hermann 1035 – 1088, ellenkirály: 1081-1088, megválasztása és koronázása: 1081 (Salm-ház) | Salmi Hermann 1035 – 1088, ellenkirály: 1081-1088, megválasztása és koronázása: 1081 (Salm-ház) | Salmi Hermann 1035 – 1088, ellenkirály: 1081-1088, megválasztása és koronázása: 1081 (Salm-ház) | Salmi Hermann 1035 – 1088, ellenkirály: 1081-1088, megválasztása és koronázása: 1081 (Salm-ház) | Salmi Hermann 1035 – 1088, ellenkirály: 1081-1088, megválasztása és koronázása: 1081 (Salm-ház)                                                                      | Salmi Hermann 1035 – 1088, ellenkirály: 1081-1088, megválasztása és koronázása: 1081 (Salm-ház)                                                                      | | | | | | |                                                               |                                                               | | | | | | |                                             |                                             |                                             |                                             |  |  | | | | | | |                                                                                           |                                                                                           | | | | | | |                                |                                |                                           |                                           |                                           |                                           | | | | | | |                                                  |                                                  |                                                  |                                                  |  |  | | | | | | |  |  |  |  |  |  |  |  |  |  |
| | | | | | | | | | | | | | | | | | | | | | | III. (Fekete) Henrik 1017 – 1056, uralkodott: 1039-1056, királlyá választása és koronázása: 1028, császár: 1046-1056, koronázása: 1046 (Száli-ház) | | | | | | | | | | | | | | | | | | | | | | | | | | | | | | | | | | | | | | | | | | | | | | | |                                                               |                                                               | | | | | | |                                             |                                             |                                             |                                             |  |  | | | | | | |                                                                                           |                                                                                           | | | | | | |                                |                                |                                           |                                           |                                           |                                           | | | | | | |                                                  |                                                  |                                                  |                                                  |  |  | | | | | | |  |  |  |  |  |  |  |  |  |  |
| | | | | | | | | | | | | | | | | | | | | | | | | | | | | | | | | | | | | | | | | | | | | | | | | | | | | | | | | | | | | | | | | | | | | | |                                                               |                                                               | | | | | | |                                             |                                             |                                             |                                             |  |  | | | | | | |                                                                                           |                                                                                           | | | | | | |                                |                                |                                           |                                           |                                           |                                           | | | | | | |                                                  |                                                  |                                                  |                                                  |  |  | | | | | | |  |  |  |  |  |  |  |  |  |  |
| | | | | | | | | | | | | | | | | | | | | | | | | | | | | | | | | | | | | | | | | | | | | | | | | | | | | | | | | | | | | | | | | | | | | | |                                                               |                                                               | | | | | | |                                             |                                             |                                             |                                             |  |  | | | | | | |                                                                                           |                                                                                           | | | | | | |                                |                                |                                           |                                           |                                           |                                           | | | | | | |                                                  |                                                  |                                                  |                                                  |  |  | | | | | | |  |  |  |  |  |  |  |  |  |  |
| | | | | | | | | | | Rheinfeldeni (Sváb) Rudolf 1025 – 1080, ellenkirály: 1077-1080, megválasztása és koronázása: 1077 (Rheinfelden-ház) | Rheinfeldeni (Sváb) Rudolf 1025 – 1080, ellenkirály: 1077-1080, megválasztása és koronázása: 1077 (Rheinfelden-ház) | Rheinfeldeni (Sváb) Rudolf 1025 – 1080, ellenkirály: 1077-1080, megválasztása és koronázása: 1077 (Rheinfelden-ház)                        | Rheinfeldeni (Sváb) Rudolf 1025 – 1080, ellenkirály: 1077-1080, megválasztása és koronázása: 1077 (Rheinfelden-ház)                        | Rheinfeldeni (Sváb) Rudolf 1025 – 1080, ellenkirály: 1077-1080, megválasztása és koronázása: 1077 (Rheinfelden-ház)                        | Rheinfeldeni (Sváb) Rudolf 1025 – 1080, ellenkirály: 1077-1080, megválasztása és koronázása: 1077 (Rheinfelden-ház)                        | | | Matild 1048 – 1060, ellenkirályné | Matild 1048 – 1060, ellenkirályné | Matild 1048 – 1060, ellenkirályné | Matild 1048 – 1060, ellenkirályné | Matild 1048 – 1060, ellenkirályné | Matild 1048 – 1060, ellenkirályné | | | IV. Henrik 1050 – 1106, uralkodott: 1056-1105 (lemondott), királlyá választása: 1053, koronázása: 1054, újra-koronázása: 1056, császár: 1084-1105, koronázása: 1084 (Száli-ház)                                       | IV. Henrik 1050 – 1106, uralkodott: 1056-1105 (lemondott), királlyá választása: 1053, koronázása: 1054, újra-koronázása: 1056, császár: 1084-1105, koronázása: 1084 (Száli-ház)                                       | IV. Henrik 1050 – 1106, uralkodott: 1056-1105 (lemondott), királlyá választása: 1053, koronázása: 1054, újra-koronázása: 1056, császár: 1084-1105, koronázása: 1084 (Száli-ház)                                       | IV. Henrik 1050 – 1106, uralkodott: 1056-1105 (lemondott), királlyá választása: 1053, koronázása: 1054, újra-koronázása: 1056, császár: 1084-1105, koronázása: 1084 (Száli-ház)                                       | IV. Henrik 1050 – 1106, uralkodott: 1056-1105 (lemondott), királlyá választása: 1053, koronázása: 1054, újra-koronázása: 1056, császár: 1084-1105, koronázása: 1084 (Száli-ház)                                       | IV. Henrik 1050 – 1106, uralkodott: 1056-1105 (lemondott), királlyá választása: 1053, koronázása: 1054, újra-koronázása: 1056, császár: 1084-1105, koronázása: 1084 (Száli-ház)                                       | | | | | | | | | | | | | | | | | | | | | | | | | | | | | | | | | | | | | | |                                                               |                                                               | | | | | | |                                             |                                             |                                             |                                             |  |  | | | | | | |                                                                                           |                                                                                           | | | | | | |                                |                                |                                           |                                           |                                           |                                           | | | | | | |                                                  |                                                  |                                                  |                                                  |  |  | | | | | | |  |  |  |  |  |  |  |  |  |  |
| | | | | | | | | | | Rheinfeldeni (Sváb) Rudolf 1025 – 1080, ellenkirály: 1077-1080, megválasztása és koronázása: 1077 (Rheinfelden-ház) | Rheinfeldeni (Sváb) Rudolf 1025 – 1080, ellenkirály: 1077-1080, megválasztása és koronázása: 1077 (Rheinfelden-ház) | Rheinfeldeni (Sváb) Rudolf 1025 – 1080, ellenkirály: 1077-1080, megválasztása és koronázása: 1077 (Rheinfelden-ház)                        | Rheinfeldeni (Sváb) Rudolf 1025 – 1080, ellenkirály: 1077-1080, megválasztása és koronázása: 1077 (Rheinfelden-ház)                        | Rheinfeldeni (Sváb) Rudolf 1025 – 1080, ellenkirály: 1077-1080, megválasztása és koronázása: 1077 (Rheinfelden-ház)                        | Rheinfeldeni (Sváb) Rudolf 1025 – 1080, ellenkirály: 1077-1080, megválasztása és koronázása: 1077 (Rheinfelden-ház)                        | | | Matild 1048 – 1060, ellenkirályné | Matild 1048 – 1060, ellenkirályné | Matild 1048 – 1060, ellenkirályné | Matild 1048 – 1060, ellenkirályné | Matild 1048 – 1060, ellenkirályné | Matild 1048 – 1060, ellenkirályné | | | IV. Henrik 1050 – 1106, uralkodott: 1056-1105 (lemondott), királlyá választása: 1053, koronázása: 1054, újra-koronázása: 1056, császár: 1084-1105, koronázása: 1084 (Száli-ház)                                       | IV. Henrik 1050 – 1106, uralkodott: 1056-1105 (lemondott), királlyá választása: 1053, koronázása: 1054, újra-koronázása: 1056, császár: 1084-1105, koronázása: 1084 (Száli-ház)                                       | IV. Henrik 1050 – 1106, uralkodott: 1056-1105 (lemondott), királlyá választása: 1053, koronázása: 1054, újra-koronázása: 1056, császár: 1084-1105, koronázása: 1084 (Száli-ház)                                       | IV. Henrik 1050 – 1106, uralkodott: 1056-1105 (lemondott), királlyá választása: 1053, koronázása: 1054, újra-koronázása: 1056, császár: 1084-1105, koronázása: 1084 (Száli-ház)                                       | IV. Henrik 1050 – 1106, uralkodott: 1056-1105 (lemondott), királlyá választása: 1053, koronázása: 1054, újra-koronázása: 1056, császár: 1084-1105, koronázása: 1084 (Száli-ház)                                       | IV. Henrik 1050 – 1106, uralkodott: 1056-1105 (lemondott), királlyá választása: 1053, koronázása: 1054, újra-koronázása: 1056, császár: 1084-1105, koronázása: 1084 (Száli-ház)                                       | | | | | | | | | | | | | | | | | | | | | | | | | | | | | | | | | | | | | | |                                                               |                                                               | | | | | | |                                             |                                             |                                             |                                             |  |  | | | | | | |                                                                                           |                                                                                           | | | | | | |                                |                                |                                           |                                           |                                           |                                           | | | | | | |                                                  |                                                  |                                                  |                                                  |  |  | | | | | | |  |  |  |  |  |  |  |  |  |  |
| | | | | | | | | | | | | | | | | | | | | | | | | | | | | | | | | | | | | | | | | | | | | | | | | | | | | | | | | | | | | | | | | | | | | | |                                                               |                                                               | | | | | | |                                             |                                             |                                             |                                             |  |  | | | | | | |                                                                                           |                                                                                           | | | | | | |                                |                                |                                           |                                           |                                           |                                           | | | | | | |                                                  |                                                  |                                                  |                                                  |  |  | | | | | | |  |  |  |  |  |  |  |  |  |  |
| | | | | | | | | | | | | | | | | | | | | | | | | | | | | | | | | | | | | | | | | | | | | | | | | | | | | | | | | | | | | | | | | | | | | | |                                                               |                                                               | | | | | | |                                             |                                             |                                             |                                             |  |  | | | | | | |                                                                                           |                                                                                           | | | | | | |                                |                                |                                           |                                           |                                           |                                           | | | | | | |                                                  |                                                  |                                                  |                                                  |  |  | | | | | | |  |  |  |  |  |  |  |  |  |  |
| | | | | | | | | | | | | | | (/III./ Itáliai Konrád 1074 – 1101, ellenkirály: 1087-1098 (trónfosztva), koronázása: 1087 (Száli-ház)                                     | (/III./ Itáliai Konrád 1074 – 1101, ellenkirály: 1087-1098 (trónfosztva), koronázása: 1087 (Száli-ház)                                     | (/III./ Itáliai Konrád 1074 – 1101, ellenkirály: 1087-1098 (trónfosztva), koronázása: 1087 (Száli-ház)                                                | (/III./ Itáliai Konrád 1074 – 1101, ellenkirály: 1087-1098 (trónfosztva), koronázása: 1087 (Száli-ház)                                                | (/III./ Itáliai Konrád 1074 – 1101, ellenkirály: 1087-1098 (trónfosztva), koronázása: 1087 (Száli-ház)                                                | (/III./ Itáliai Konrád 1074 – 1101, ellenkirály: 1087-1098 (trónfosztva), koronázása: 1087 (Száli-ház)                                                | | | V. Henrik 1086 – 1125, uralkodott: 1105-1125, királlyá választása: 1098, koronázása: 1099, császár: 1111-1125, koronázása: 1111 (Száli-ház)        | V. Henrik 1086 – 1125, uralkodott: 1105-1125, királlyá választása: 1098, koronázása: 1099, császár: 1111-1125, koronázása: 1111 (Száli-ház) | V. Henrik 1086 – 1125, uralkodott: 1105-1125, királlyá választása: 1098, koronázása: 1099, császár: 1111-1125, koronázása: 1111 (Száli-ház)                                                                       | V. Henrik 1086 – 1125, uralkodott: 1105-1125, királlyá választása: 1098, koronázása: 1099, császár: 1111-1125, koronázása: 1111 (Száli-ház)                                                                       | V. Henrik 1086 – 1125, uralkodott: 1105-1125, királlyá választása: 1098, koronázása: 1099, császár: 1111-1125, koronázása: 1111 (Száli-ház)                                                                           | V. Henrik 1086 – 1125, uralkodott: 1105-1125, királlyá választása: 1098, koronázása: 1099, császár: 1111-1125, koronázása: 1111 (Száli-ház)                                                                           | | | Ágnes 1072 – 1143, hercegné | Ágnes 1072 – 1143, hercegné | Ágnes 1072 – 1143, hercegné | Ágnes 1072 – 1143, hercegné | Ágnes 1072 – 1143, hercegné | Ágnes 1072 – 1143, hercegné | | | I. Frigyes 1047 – 1105, Svábföld hercege | I. Frigyes 1047 – 1105, Svábföld hercege | I. Frigyes 1047 – 1105, Svábföld hercege | I. Frigyes 1047 – 1105, Svábföld hercege | I. Frigyes 1047 – 1105, Svábföld hercege | I. Frigyes 1047 – 1105, Svábföld hercege | | | | | | | IX. (Fekete) Henrik 1074k. – 1126, Bajorország hercege                                                                                | IX. (Fekete) Henrik 1074k. – 1126, Bajorország hercege                                                                                | IX. (Fekete) Henrik 1074k. – 1126, Bajorország hercege                                                                                | IX. (Fekete) Henrik 1074k. – 1126, Bajorország hercege                                                                                | IX. (Fekete) Henrik 1074k. – 1126, Bajorország hercege                                                                         | IX. (Fekete) Henrik 1074k. – 1126, Bajorország hercege                                                                         | | | | | | | | | | | | | | |                                                               |                                                               | | | | | | |                                             |                                             |                                             |                                             |  |  | | | | | | |                                                                                           |                                                                                           | | | | | | |                                |                                |                                           |                                           |                                           |                                           | | | | | | |                                                  |                                                  |                                                  |                                                  |  |  | | | | | | |  |  |  |  |  |  |  |  |  |  |
| | | | | | | | | | | | | | | (/III./ Itáliai Konrád 1074 – 1101, ellenkirály: 1087-1098 (trónfosztva), koronázása: 1087 (Száli-ház)                                     | (/III./ Itáliai Konrád 1074 – 1101, ellenkirály: 1087-1098 (trónfosztva), koronázása: 1087 (Száli-ház)                                     | (/III./ Itáliai Konrád 1074 – 1101, ellenkirály: 1087-1098 (trónfosztva), koronázása: 1087 (Száli-ház)                                                | (/III./ Itáliai Konrád 1074 – 1101, ellenkirály: 1087-1098 (trónfosztva), koronázása: 1087 (Száli-ház)                                                | (/III./ Itáliai Konrád 1074 – 1101, ellenkirály: 1087-1098 (trónfosztva), koronázása: 1087 (Száli-ház)                                                | (/III./ Itáliai Konrád 1074 – 1101, ellenkirály: 1087-1098 (trónfosztva), koronázása: 1087 (Száli-ház)                                                | | | V. Henrik 1086 – 1125, uralkodott: 1105-1125, királlyá választása: 1098, koronázása: 1099, császár: 1111-1125, koronázása: 1111 (Száli-ház)        | V. Henrik 1086 – 1125, uralkodott: 1105-1125, királlyá választása: 1098, koronázása: 1099, császár: 1111-1125, koronázása: 1111 (Száli-ház) | V. Henrik 1086 – 1125, uralkodott: 1105-1125, királlyá választása: 1098, koronázása: 1099, császár: 1111-1125, koronázása: 1111 (Száli-ház)                                                                       | V. Henrik 1086 – 1125, uralkodott: 1105-1125, királlyá választása: 1098, koronázása: 1099, császár: 1111-1125, koronázása: 1111 (Száli-ház)                                                                       | V. Henrik 1086 – 1125, uralkodott: 1105-1125, királlyá választása: 1098, koronázása: 1099, császár: 1111-1125, koronázása: 1111 (Száli-ház)                                                                           | V. Henrik 1086 – 1125, uralkodott: 1105-1125, királlyá választása: 1098, koronázása: 1099, császár: 1111-1125, koronázása: 1111 (Száli-ház)                                                                           | | | Ágnes 1072 – 1143, hercegné | Ágnes 1072 – 1143, hercegné | Ágnes 1072 – 1143, hercegné | Ágnes 1072 – 1143, hercegné | Ágnes 1072 – 1143, hercegné | Ágnes 1072 – 1143, hercegné | | | I. Frigyes 1047 – 1105, Svábföld hercege | I. Frigyes 1047 – 1105, Svábföld hercege | I. Frigyes 1047 – 1105, Svábföld hercege | I. Frigyes 1047 – 1105, Svábföld hercege | I. Frigyes 1047 – 1105, Svábföld hercege | I. Frigyes 1047 – 1105, Svábföld hercege | | | | | | | IX. (Fekete) Henrik 1074k. – 1126, Bajorország hercege                                                                                | IX. (Fekete) Henrik 1074k. – 1126, Bajorország hercege                                                                                | IX. (Fekete) Henrik 1074k. – 1126, Bajorország hercege                                                                                | IX. (Fekete) Henrik 1074k. – 1126, Bajorország hercege                                                                                | IX. (Fekete) Henrik 1074k. – 1126, Bajorország hercege                                                                         | IX. (Fekete) Henrik 1074k. – 1126, Bajorország hercege                                                                         | | | | | | | | | | | | | | |                                                               |                                                               | | | | | | |                                             |                                             |                                             |                                             |  |  | | | | | | |                                                                                           |                                                                                           | | | | | | |                                |                                |                                           |                                           |                                           |                                           | | | | | | |                                                  |                                                  |                                                  |                                                  |  |  | | | | | | |  |  |  |  |  |  |  |  |  |  |
| | | | | | | | | | | | | | | | | | | | | | | | | | | | | | | | | | | | | | | | | | | | | | | | | | | | | | | | | | | | | | | | | | | | | | |                                                               |                                                               | | | | | | |                                             |                                             |                                             |                                             |  |  | | | | | | |                                                                                           |                                                                                           | | | | | | |                                |                                |                                           |                                           |                                           |                                           | | | | | | |                                                  |                                                  |                                                  |                                                  |  |  | | | | | | |  |  |  |  |  |  |  |  |  |  |
| | | | | | | | | | | | | | | | | | | | | | | | | | | | | | | | | | | | | | | | | | | | | | | | | | | | | | | | | | | | | | | | | | | | | | |                                                               |                                                               | | | | | | |                                             |                                             |                                             |                                             |  |  | | | | | | |                                                                                           |                                                                                           | | | | | | |                                |                                |                                           |                                           |                                           |                                           | | | | | | |                                                  |                                                  |                                                  |                                                  |  |  | | | | | | |  |  |  |  |  |  |  |  |  |  |
| | | | | | | | | | | | | | | | | | | | | | | | | | | | | | | | | | | | | | | | | | | | | | | | | | | | | | | | | | | | | | | | | | | | | | |                                                               |                                                               | | | | | | |                                             |                                             |                                             |                                             |  |  | | | | | | |                                                                                           |                                                                                           | | | | | | |                                |                                |                                           |                                           |                                           |                                           | | | | | | |                                                  |                                                  |                                                  |                                                  |  |  | | | | | | |  |  |  |  |  |  |  |  |  |  |
| | | | | | | | | | | | | | | | | | | | | | | | | | | | | | | | | | | | | | | | | | | | | | | | | | | | | | | | | | | | | | | | | | | | | | |                                                               |                                                               | | | | | | |                                             |                                             |                                             |                                             |  |  | | | | | | |                                                                                           |                                                                                           | | | | | | |                                |                                |                                           |                                           |                                           |                                           | | | | | | |                                                  |                                                  |                                                  |                                                  |  |  | | | | | | |  |  |  |  |  |  |  |  |  |  |
| | | | | | | | | | | | | | | | | | | | | | | Judit 1103 – 1131, hercegné | Judit 1103 – 1131, hercegné | Judit 1103 – 1131, hercegné | Judit 1103 – 1131, hercegné | Judit 1103 – 1131, hercegné | Judit 1103 – 1131, hercegné | | | II. (Félszemű) Frigyes 1090 – 1147, Svábföld hercege | II. (Félszemű) Frigyes 1090 – 1147, Svábföld hercege | II. (Félszemű) Frigyes 1090 – 1147, Svábföld hercege | II. (Félszemű) Frigyes 1090 – 1147, Svábföld hercege | II. (Félszemű) Frigyes 1090 – 1147, Svábföld hercege | II. (Félszemű) Frigyes 1090 – 1147, Svábföld hercege | | | III. Konrád 1093 – 1152, ellenkirály: 1127-1135 (lemondott), megválasztása: 1127, nem koronázták meg, uralkodott: 1138-1152, királlyá választása és koronázása: 1138 (Hohenstauf-ház) | III. Konrád 1093 – 1152, ellenkirály: 1127-1135 (lemondott), megválasztása: 1127, nem koronázták meg, uralkodott: 1138-1152, királlyá választása és koronázása: 1138 (Hohenstauf-ház) | III. Konrád 1093 – 1152, ellenkirály: 1127-1135 (lemondott), megválasztása: 1127, nem koronázták meg, uralkodott: 1138-1152, királlyá választása és koronázása: 1138 (Hohenstauf-ház) | III. Konrád 1093 – 1152, ellenkirály: 1127-1135 (lemondott), megválasztása: 1127, nem koronázták meg, uralkodott: 1138-1152, királlyá választása és koronázása: 1138 (Hohenstauf-ház) | III. Konrád 1093 – 1152, ellenkirály: 1127-1135 (lemondott), megválasztása: 1127, nem koronázták meg, uralkodott: 1138-1152, királlyá választása és koronázása: 1138 (Hohenstauf-ház) | III. Konrád 1093 – 1152, ellenkirály: 1127-1135 (lemondott), megválasztása: 1127, nem koronázták meg, uralkodott: 1138-1152, királlyá választása és koronázása: 1138 (Hohenstauf-ház) | | | | | | | | | | | | | | | | | | | | | | | | | | |                                                               |                                                               | | | | | | |                                             |                                             |                                             |                                             |  |  | | | | | | |                                                                                           |                                                                                           | II. (Szász) Lothár 1075 – 1137, uralkodott: 1125-1137, királlyá választása és koronázása: 1125, császár: 1133-1137, koronázása: 1133 (Supplinburg-ház) | II. (Szász) Lothár 1075 – 1137, uralkodott: 1125-1137, királlyá választása és koronázása: 1125, császár: 1133-1137, koronázása: 1133 (Supplinburg-ház) | II. (Szász) Lothár 1075 – 1137, uralkodott: 1125-1137, királlyá választása és koronázása: 1125, császár: 1133-1137, koronázása: 1133 (Supplinburg-ház) | II. (Szász) Lothár 1075 – 1137, uralkodott: 1125-1137, királlyá választása és koronázása: 1125, császár: 1133-1137, koronázása: 1133 (Supplinburg-ház) | II. (Szász) Lothár 1075 – 1137, uralkodott: 1125-1137, királlyá választása és koronázása: 1125, császár: 1133-1137, koronázása: 1133 (Supplinburg-ház) | II. (Szász) Lothár 1075 – 1137, uralkodott: 1125-1137, királlyá választása és koronázása: 1125, császár: 1133-1137, koronázása: 1133 (Supplinburg-ház) |                                |                                |                                           |                                           |                                           |                                           | | | | | | |                                                  |                                                  |                                                  |                                                  |  |  | | | | | | |  |  |  |  |  |  |  |  |  |  |
| | | | | | | | | | | | | | | | | | | | | | | Judit 1103 – 1131, hercegné | Judit 1103 – 1131, hercegné | Judit 1103 – 1131, hercegné | Judit 1103 – 1131, hercegné | Judit 1103 – 1131, hercegné | Judit 1103 – 1131, hercegné | | | II. (Félszemű) Frigyes 1090 – 1147, Svábföld hercege | II. (Félszemű) Frigyes 1090 – 1147, Svábföld hercege | II. (Félszemű) Frigyes 1090 – 1147, Svábföld hercege | II. (Félszemű) Frigyes 1090 – 1147, Svábföld hercege | II. (Félszemű) Frigyes 1090 – 1147, Svábföld hercege | II. (Félszemű) Frigyes 1090 – 1147, Svábföld hercege | | | III. Konrád 1093 – 1152, ellenkirály: 1127-1135 (lemondott), megválasztása: 1127, nem koronázták meg, uralkodott: 1138-1152, királlyá választása és koronázása: 1138 (Hohenstauf-ház) | III. Konrád 1093 – 1152, ellenkirály: 1127-1135 (lemondott), megválasztása: 1127, nem koronázták meg, uralkodott: 1138-1152, királlyá választása és koronázása: 1138 (Hohenstauf-ház) | III. Konrád 1093 – 1152, ellenkirály: 1127-1135 (lemondott), megválasztása: 1127, nem koronázták meg, uralkodott: 1138-1152, királlyá választása és koronázása: 1138 (Hohenstauf-ház) | III. Konrád 1093 – 1152, ellenkirály: 1127-1135 (lemondott), megválasztása: 1127, nem koronázták meg, uralkodott: 1138-1152, királlyá választása és koronázása: 1138 (Hohenstauf-ház) | III. Konrád 1093 – 1152, ellenkirály: 1127-1135 (lemondott), megválasztása: 1127, nem koronázták meg, uralkodott: 1138-1152, királlyá választása és koronázása: 1138 (Hohenstauf-ház) | III. Konrád 1093 – 1152, ellenkirály: 1127-1135 (lemondott), megválasztása: 1127, nem koronázták meg, uralkodott: 1138-1152, királlyá választása és koronázása: 1138 (Hohenstauf-ház) | | | | | | | | | | | | | | | | | | | | | | | | | | |                                                               |                                                               | | | | | | |                                             |                                             |                                             |                                             |  |  | | | | | | |                                                                                           |                                                                                           | II. (Szász) Lothár 1075 – 1137, uralkodott: 1125-1137, királlyá választása és koronázása: 1125, császár: 1133-1137, koronázása: 1133 (Supplinburg-ház) | II. (Szász) Lothár 1075 – 1137, uralkodott: 1125-1137, királlyá választása és koronázása: 1125, császár: 1133-1137, koronázása: 1133 (Supplinburg-ház) | II. (Szász) Lothár 1075 – 1137, uralkodott: 1125-1137, királlyá választása és koronázása: 1125, császár: 1133-1137, koronázása: 1133 (Supplinburg-ház) | II. (Szász) Lothár 1075 – 1137, uralkodott: 1125-1137, királlyá választása és koronázása: 1125, császár: 1133-1137, koronázása: 1133 (Supplinburg-ház) | II. (Szász) Lothár 1075 – 1137, uralkodott: 1125-1137, királlyá választása és koronázása: 1125, császár: 1133-1137, koronázása: 1133 (Supplinburg-ház) | II. (Szász) Lothár 1075 – 1137, uralkodott: 1125-1137, királlyá választása és koronázása: 1125, császár: 1133-1137, koronázása: 1133 (Supplinburg-ház) |                                |                                |                                           |                                           |                                           |                                           | | | | | | |                                                  |                                                  |                                                  |                                                  |  |  | | | | | | |  |  |  |  |  |  |  |  |  |  |
| | | | | | | | | | | | | | | | | | | | | | | | | | | | | | | | | | | | | | | | | | | | | | | | | | | | | | | | | | | | | | | | | | | | | | |                                                               |                                                               | | | | | | |                                             |                                             |                                             |                                             |  |  | | | | | | |                                                                                           |                                                                                           | | | | | | |                                |                                |                                           |                                           |                                           |                                           | | | | | | |                                                  |                                                  |                                                  |                                                  |  |  | | | | | | |  |  |  |  |  |  |  |  |  |  |
| | | | | | | | | | | | | | | | | | | | | | | | | | | I. (Rőtszakállú /Barbarossa/) Frigyes 1122 – 1190, uralkodott: 1152-1190, királlyá választása és koronázása: 1152, császár: 1155-1190, koronázása: 1155 (Hohenstauf-ház)                                              | I. (Rőtszakállú /Barbarossa/) Frigyes 1122 – 1190, uralkodott: 1152-1190, királlyá választása és koronázása: 1152, császár: 1155-1190, koronázása: 1155 (Hohenstauf-ház)                                              | I. (Rőtszakállú /Barbarossa/) Frigyes 1122 – 1190, uralkodott: 1152-1190, királlyá választása és koronázása: 1152, császár: 1155-1190, koronázása: 1155 (Hohenstauf-ház)                                              | I. (Rőtszakállú /Barbarossa/) Frigyes 1122 – 1190, uralkodott: 1152-1190, királlyá választása és koronázása: 1152, császár: 1155-1190, koronázása: 1155 (Hohenstauf-ház)                                              | I. (Rőtszakállú /Barbarossa/) Frigyes 1122 – 1190, uralkodott: 1152-1190, királlyá választása és koronázása: 1152, császár: 1155-1190, koronázása: 1155 (Hohenstauf-ház)                                              | I. (Rőtszakállú /Barbarossa/) Frigyes 1122 – 1190, uralkodott: 1152-1190, királlyá választása és koronázása: 1152, császár: 1155-1190, koronázása: 1155 (Hohenstauf-ház)                                              | | | | | | | (VI.) Henrik Berengár 1137 – 1150, társkirály: 1147-1150, koronázása: 1147 (Hohenstauf-ház)                                                                                           | (VI.) Henrik Berengár 1137 – 1150, társkirály: 1147-1150, koronázása: 1147 (Hohenstauf-ház)                                                                                           | (VI.) Henrik Berengár 1137 – 1150, társkirály: 1147-1150, koronázása: 1147 (Hohenstauf-ház)                                                                                           | (VI.) Henrik Berengár 1137 – 1150, társkirály: 1147-1150, koronázása: 1147 (Hohenstauf-ház)                                                                                           | (VI.) Henrik Berengár 1137 – 1150, társkirály: 1147-1150, koronázása: 1147 (Hohenstauf-ház)                                                                                           | (VI.) Henrik Berengár 1137 – 1150, társkirály: 1147-1150, koronázása: 1147 (Hohenstauf-ház)                                                                                           | | | | | | | | | | | | | | | | | | | | | | | | | | |                                                               |                                                               | | | | | | |                                             |                                             |                                             |                                             |  |  | X. (Büszke) Henrik 1108 – 1139, Bajorország hercege | X. (Büszke) Henrik 1108 – 1139, Bajorország hercege | X. (Büszke) Henrik 1108 – 1139, Bajorország hercege | X. (Büszke) Henrik 1108 – 1139, Bajorország hercege | X. (Büszke) Henrik 1108 – 1139, Bajorország hercege | X. (Büszke) Henrik 1108 – 1139, Bajorország hercege |                                                                                           |                                                                                           | Gertrúd 1115 – 1143, hercegné | Gertrúd 1115 – 1143, hercegné | Gertrúd 1115 – 1143, hercegné | Gertrúd 1115 – 1143, hercegné | Gertrúd 1115 – 1143, hercegné | Gertrúd 1115 – 1143, hercegné |                                |                                |                                           |                                           |                                           |                                           | | | | | | |                                                  |                                                  |                                                  |                                                  |  |  | | | | | | |  |  |  |  |  |  |  |  |  |  |
| | | | | | | | | | | | | | | | | | | | | | | | | | | I. (Rőtszakállú /Barbarossa/) Frigyes 1122 – 1190, uralkodott: 1152-1190, királlyá választása és koronázása: 1152, császár: 1155-1190, koronázása: 1155 (Hohenstauf-ház)                                              | I. (Rőtszakállú /Barbarossa/) Frigyes 1122 – 1190, uralkodott: 1152-1190, királlyá választása és koronázása: 1152, császár: 1155-1190, koronázása: 1155 (Hohenstauf-ház)                                              | I. (Rőtszakállú /Barbarossa/) Frigyes 1122 – 1190, uralkodott: 1152-1190, királlyá választása és koronázása: 1152, császár: 1155-1190, koronázása: 1155 (Hohenstauf-ház)                                              | I. (Rőtszakállú /Barbarossa/) Frigyes 1122 – 1190, uralkodott: 1152-1190, királlyá választása és koronázása: 1152, császár: 1155-1190, koronázása: 1155 (Hohenstauf-ház)                                              | I. (Rőtszakállú /Barbarossa/) Frigyes 1122 – 1190, uralkodott: 1152-1190, királlyá választása és koronázása: 1152, császár: 1155-1190, koronázása: 1155 (Hohenstauf-ház)                                              | I. (Rőtszakállú /Barbarossa/) Frigyes 1122 – 1190, uralkodott: 1152-1190, királlyá választása és koronázása: 1152, császár: 1155-1190, koronázása: 1155 (Hohenstauf-ház)                                              | | | | | | | (VI.) Henrik Berengár 1137 – 1150, társkirály: 1147-1150, koronázása: 1147 (Hohenstauf-ház)                                                                                           | (VI.) Henrik Berengár 1137 – 1150, társkirály: 1147-1150, koronázása: 1147 (Hohenstauf-ház)                                                                                           | (VI.) Henrik Berengár 1137 – 1150, társkirály: 1147-1150, koronázása: 1147 (Hohenstauf-ház)                                                                                           | (VI.) Henrik Berengár 1137 – 1150, társkirály: 1147-1150, koronázása: 1147 (Hohenstauf-ház)                                                                                           | (VI.) Henrik Berengár 1137 – 1150, társkirály: 1147-1150, koronázása: 1147 (Hohenstauf-ház)                                                                                           | (VI.) Henrik Berengár 1137 – 1150, társkirály: 1147-1150, koronázása: 1147 (Hohenstauf-ház)                                                                                           | | | | | | | | | | | | | | | | | | | | | | | | | | |                                                               |                                                               | | | | | | |                                             |                                             |                                             |                                             |  |  | X. (Büszke) Henrik 1108 – 1139, Bajorország hercege | X. (Büszke) Henrik 1108 – 1139, Bajorország hercege | X. (Büszke) Henrik 1108 – 1139, Bajorország hercege | X. (Büszke) Henrik 1108 – 1139, Bajorország hercege | X. (Büszke) Henrik 1108 – 1139, Bajorország hercege | X. (Büszke) Henrik 1108 – 1139, Bajorország hercege |                                                                                           |                                                                                           | Gertrúd 1115 – 1143, hercegné | Gertrúd 1115 – 1143, hercegné | Gertrúd 1115 – 1143, hercegné | Gertrúd 1115 – 1143, hercegné | Gertrúd 1115 – 1143, hercegné | Gertrúd 1115 – 1143, hercegné |                                |                                |                                           |                                           |                                           |                                           | | | | | | |                                                  |                                                  |                                                  |                                                  |  |  | | | | | | |  |  |  |  |  |  |  |  |  |  |
| | | | | | | | | | | | | | | | | | | | | | | | | | | | | | | | | | | | | | | | | | | | | | | | | | | | | | | | | | | | | | | | | | | | | | |                                                               |                                                               | | | | | | |                                             |                                             |                                             |                                             |  |  | | | | | | |                                                                                           |                                                                                           | | | | | | |                                |                                |                                           |                                           |                                           |                                           | | | | | | |                                                  |                                                  |                                                  |                                                  |  |  | | | | | | |  |  |  |  |  |  |  |  |  |  |
| | | | | | | | | | | | | | | | | | | | | | | | | | | | | | | | | | | | | | | | | | | | | | | | | | | | | | | | | | | | | | | | | | | | | | |                                                               |                                                               | | | | | | |                                             |                                             |                                             |                                             |  |  | | | | | | |                                                                                           |                                                                                           | | | | | | |                                |                                |                                           |                                           |                                           |                                           | | | | | | |                                                  |                                                  |                                                  |                                                  |  |  | | | | | | |  |  |  |  |  |  |  |  |  |  |
| | | | | | | | | | | | | | | Földnélküli János 1167 – 1216, Anglia királya                                                                                              | Földnélküli János 1167 – 1216, Anglia királya                                                                                              | Földnélküli János 1167 – 1216, Anglia királya | Földnélküli János 1167 – 1216, Anglia királya | Földnélküli János 1167 – 1216, Anglia királya | Földnélküli János 1167 – 1216, Anglia királya | | | | | | | VI. Henrik 1165 – 1197, uralkodott: 1190-1197, királlyá választása és koronázása: 1169, császár: 1191-1197, koronázása: 1191 (Hohenstauf-ház)                                                                         | VI. Henrik 1165 – 1197, uralkodott: 1190-1197, királlyá választása és koronázása: 1169, császár: 1191-1197, koronázása: 1191 (Hohenstauf-ház)                                                                         | VI. Henrik 1165 – 1197, uralkodott: 1190-1197, királlyá választása és koronázása: 1169, császár: 1191-1197, koronázása: 1191 (Hohenstauf-ház)                                                                         | VI. Henrik 1165 – 1197, uralkodott: 1190-1197, királlyá választása és koronázása: 1169, császár: 1191-1197, koronázása: 1191 (Hohenstauf-ház)                                                                         | VI. Henrik 1165 – 1197, uralkodott: 1190-1197, királlyá választása és koronázása: 1169, császár: 1191-1197, koronázása: 1191 (Hohenstauf-ház)                                                                         | VI. Henrik 1165 – 1197, uralkodott: 1190-1197, királlyá választása és koronázása: 1169, császár: 1191-1197, koronázása: 1191 (Hohenstauf-ház)                                                                         | | | | | | | | | | | | | | | | | | | | | Sváb Fülöp 1177 – 1208, uralkodott: 1198-1208, királlyá választása és koronázása: 1198, újra-koronázása: 1205 (Hohenstauf-ház)        | Sváb Fülöp 1177 – 1208, uralkodott: 1198-1208, királlyá választása és koronázása: 1198, újra-koronázása: 1205 (Hohenstauf-ház)        | Sváb Fülöp 1177 – 1208, uralkodott: 1198-1208, királlyá választása és koronázása: 1198, újra-koronázása: 1205 (Hohenstauf-ház) | Sváb Fülöp 1177 – 1208, uralkodott: 1198-1208, királlyá választása és koronázása: 1198, újra-koronázása: 1205 (Hohenstauf-ház) | Sváb Fülöp 1177 – 1208, uralkodott: 1198-1208, királlyá választása és koronázása: 1198, újra-koronázása: 1205 (Hohenstauf-ház)                                                                                   | Sváb Fülöp 1177 – 1208, uralkodott: 1198-1208, királlyá választása és koronázása: 1198, újra-koronázása: 1205 (Hohenstauf-ház)                                                                                   | | | | | | | | | | | | |                                                               |                                                               | | | | | | |                                             |                                             |                                             |                                             |  |  | | | | | III. (Oroszlán) Henrik 1129 – 1195, Szászország hercege, XII. Henrik, Bajorország hercege | III. (Oroszlán) Henrik 1129 – 1195, Szászország hercege, XII. Henrik, Bajorország hercege | III. (Oroszlán) Henrik 1129 – 1195, Szászország hercege, XII. Henrik, Bajorország hercege | III. (Oroszlán) Henrik 1129 – 1195, Szászország hercege, XII. Henrik, Bajorország hercege | III. (Oroszlán) Henrik 1129 – 1195, Szászország hercege, XII. Henrik, Bajorország hercege                                                              | III. (Oroszlán) Henrik 1129 – 1195, Szászország hercege, XII. Henrik, Bajorország hercege                                                              | | | | |                                |                                |                                           |                                           |                                           |                                           | | | | | | |                                                  |                                                  |                                                  |                                                  |  |  | | | | | | |  |  |  |  |  |  |  |  |  |  |
| | | | | | | | | | | | | | | Földnélküli János 1167 – 1216, Anglia királya                                                                                              | Földnélküli János 1167 – 1216, Anglia királya                                                                                              | Földnélküli János 1167 – 1216, Anglia királya | Földnélküli János 1167 – 1216, Anglia királya | Földnélküli János 1167 – 1216, Anglia királya | Földnélküli János 1167 – 1216, Anglia királya | | | | | | | VI. Henrik 1165 – 1197, uralkodott: 1190-1197, királlyá választása és koronázása: 1169, császár: 1191-1197, koronázása: 1191 (Hohenstauf-ház)                                                                         | VI. Henrik 1165 – 1197, uralkodott: 1190-1197, királlyá választása és koronázása: 1169, császár: 1191-1197, koronázása: 1191 (Hohenstauf-ház)                                                                         | VI. Henrik 1165 – 1197, uralkodott: 1190-1197, királlyá választása és koronázása: 1169, császár: 1191-1197, koronázása: 1191 (Hohenstauf-ház)                                                                         | VI. Henrik 1165 – 1197, uralkodott: 1190-1197, királlyá választása és koronázása: 1169, császár: 1191-1197, koronázása: 1191 (Hohenstauf-ház)                                                                         | VI. Henrik 1165 – 1197, uralkodott: 1190-1197, királlyá választása és koronázása: 1169, császár: 1191-1197, koronázása: 1191 (Hohenstauf-ház)                                                                         | VI. Henrik 1165 – 1197, uralkodott: 1190-1197, királlyá választása és koronázása: 1169, császár: 1191-1197, koronázása: 1191 (Hohenstauf-ház)                                                                         | | | | | | | | | | | | | | | | | | | | | Sváb Fülöp 1177 – 1208, uralkodott: 1198-1208, királlyá választása és koronázása: 1198, újra-koronázása: 1205 (Hohenstauf-ház)        | Sváb Fülöp 1177 – 1208, uralkodott: 1198-1208, királlyá választása és koronázása: 1198, újra-koronázása: 1205 (Hohenstauf-ház)        | Sváb Fülöp 1177 – 1208, uralkodott: 1198-1208, királlyá választása és koronázása: 1198, újra-koronázása: 1205 (Hohenstauf-ház) | Sváb Fülöp 1177 – 1208, uralkodott: 1198-1208, királlyá választása és koronázása: 1198, újra-koronázása: 1205 (Hohenstauf-ház) | Sváb Fülöp 1177 – 1208, uralkodott: 1198-1208, királlyá választása és koronázása: 1198, újra-koronázása: 1205 (Hohenstauf-ház)                                                                                   | Sváb Fülöp 1177 – 1208, uralkodott: 1198-1208, királlyá választása és koronázása: 1198, újra-koronázása: 1205 (Hohenstauf-ház)                                                                                   | | | | | | | | | | | | |                                                               |                                                               | | | | | | |                                             |                                             |                                             |                                             |  |  | | | | | III. (Oroszlán) Henrik 1129 – 1195, Szászország hercege, XII. Henrik, Bajorország hercege | III. (Oroszlán) Henrik 1129 – 1195, Szászország hercege, XII. Henrik, Bajorország hercege | III. (Oroszlán) Henrik 1129 – 1195, Szászország hercege, XII. Henrik, Bajorország hercege | III. (Oroszlán) Henrik 1129 – 1195, Szászország hercege, XII. Henrik, Bajorország hercege | III. (Oroszlán) Henrik 1129 – 1195, Szászország hercege, XII. Henrik, Bajorország hercege                                                              | III. (Oroszlán) Henrik 1129 – 1195, Szászország hercege, XII. Henrik, Bajorország hercege                                                              | | | | |                                |                                |                                           |                                           |                                           |                                           | | | | | | |                                                  |                                                  |                                                  |                                                  |  |  | | | | | | |  |  |  |  |  |  |  |  |  |  |
| | | | | | | | | | | | | | | | | | | | | | | | | | | | | | | | | | | | | | | | | | | | | | | | | | | | | | | | | | | | | | | | | | | | | | |                                                               |                                                               | | | | | | |                                             |                                             |                                             |                                             |  |  | | | | | | |                                                                                           |                                                                                           | | | | | | |                                |                                |                                           |                                           |                                           |                                           | | | | | | |                                                  |                                                  |                                                  |                                                  |  |  | | | | | | |  |  |  |  |  |  |  |  |  |  |
| | | I. (Habsburg) Rudolf 1218 – 1291, uralkodott: 1273-1291, királlyá választása és koronázása: 1273 (Habsburg-ház)   | I. (Habsburg) Rudolf 1218 – 1291, uralkodott: 1273-1291, királlyá választása és koronázása: 1273 (Habsburg-ház)   | I. (Habsburg) Rudolf 1218 – 1291, uralkodott: 1273-1291, királlyá választása és koronázása: 1273 (Habsburg-ház)   | I. (Habsburg) Rudolf 1218 – 1291, uralkodott: 1273-1291, királlyá választása és koronázása: 1273 (Habsburg-ház)   | I. (Habsburg) Rudolf 1218 – 1291, uralkodott: 1273-1291, királlyá választása és koronázása: 1273 (Habsburg-ház) | I. (Habsburg) Rudolf 1218 – 1291, uralkodott: 1273-1291, királlyá választása és koronázása: 1273 (Habsburg-ház) | | | Cornwalli Richárd 1209 – 1272, uralkodott: 1257-1272, királlyá választása és koronázása: 1257 (Plantagenêt-ház)     | Cornwalli Richárd 1209 – 1272, uralkodott: 1257-1272, királlyá választása és koronázása: 1257 (Plantagenêt-ház)     | Cornwalli Richárd 1209 – 1272, uralkodott: 1257-1272, királlyá választása és koronázása: 1257 (Plantagenêt-ház)                            | Cornwalli Richárd 1209 – 1272, uralkodott: 1257-1272, királlyá választása és koronázása: 1257 (Plantagenêt-ház)                            | Cornwalli Richárd 1209 – 1272, uralkodott: 1257-1272, királlyá választása és koronázása: 1257 (Plantagenêt-ház)                            | Cornwalli Richárd 1209 – 1272, uralkodott: 1257-1272, királlyá választása és koronázása: 1257 (Plantagenêt-ház)                            | | | Angliai Izabella 1214 – 1241, császárné | Angliai Izabella 1214 – 1241, császárné | Angliai Izabella 1214 – 1241, császárné | Angliai Izabella 1214 – 1241, császárné | Angliai Izabella 1214 – 1241, császárné | Angliai Izabella 1214 – 1241, császárné | | | II. Frigyes 1194 – 1250, uralkodott: 1212-1250, királlyá választása: 1196, 1211 és 1212 (háromszor), királlyá koronázása: 1212, királlyá újra-koronázása: 1215, császár: 1220-1250, koronázása: 1220 (Hohenstauf-ház) | II. Frigyes 1194 – 1250, uralkodott: 1212-1250, királlyá választása: 1196, 1211 és 1212 (háromszor), királlyá koronázása: 1212, királlyá újra-koronázása: 1215, császár: 1220-1250, koronázása: 1220 (Hohenstauf-ház) | II. Frigyes 1194 – 1250, uralkodott: 1212-1250, királlyá választása: 1196, 1211 és 1212 (háromszor), királlyá koronázása: 1212, királlyá újra-koronázása: 1215, császár: 1220-1250, koronázása: 1220 (Hohenstauf-ház) | II. Frigyes 1194 – 1250, uralkodott: 1212-1250, királlyá választása: 1196, 1211 és 1212 (háromszor), királlyá koronázása: 1212, királlyá újra-koronázása: 1215, császár: 1220-1250, koronázása: 1220 (Hohenstauf-ház) | II. Frigyes 1194 – 1250, uralkodott: 1212-1250, királlyá választása: 1196, 1211 és 1212 (háromszor), királlyá koronázása: 1212, királlyá újra-koronázása: 1215, császár: 1220-1250, koronázása: 1220 (Hohenstauf-ház) | II. Frigyes 1194 – 1250, uralkodott: 1212-1250, királlyá választása: 1196, 1211 és 1212 (háromszor), királlyá koronázása: 1212, királlyá újra-koronázása: 1215, császár: 1220-1250, koronázása: 1220 (Hohenstauf-ház) | | | Aragóniai Konstancia 1180k. – 1222, császárné és Jeruzsálemi Izabella 1212 – 1228, császárné                                                                                          | Aragóniai Konstancia 1180k. – 1222, császárné és Jeruzsálemi Izabella 1212 – 1228, császárné                                                                                          | Aragóniai Konstancia 1180k. – 1222, császárné és Jeruzsálemi Izabella 1212 – 1228, császárné                                                                                          | Aragóniai Konstancia 1180k. – 1222, császárné és Jeruzsálemi Izabella 1212 – 1228, császárné                                                                                          | Aragóniai Konstancia 1180k. – 1222, császárné és Jeruzsálemi Izabella 1212 – 1228, császárné                                                                                          | Aragóniai Konstancia 1180k. – 1222, császárné és Jeruzsálemi Izabella 1212 – 1228, császárné                                                                                          | | | | | Hohenstaufen Kunigunda, 1200 – 1253, Csehország királynéja | Hohenstaufen Kunigunda, 1200 – 1253, Csehország királynéja | Hohenstaufen Kunigunda, 1200 – 1253, Csehország királynéja | Hohenstaufen Kunigunda, 1200 – 1253, Csehország királynéja | Hohenstaufen Kunigunda, 1200 – 1253, Csehország királynéja | Hohenstaufen Kunigunda, 1200 – 1253, Csehország királynéja | | | I. Vencel 1205 – 1253, Csehország királya                                                                                             | I. Vencel 1205 – 1253, Csehország királya                                                                                             | I. Vencel 1205 – 1253, Csehország királya                                                                                      | I. Vencel 1205 – 1253, Csehország királya                                                                                      | I. Vencel 1205 – 1253, Csehország királya | I. Vencel 1205 – 1253, Csehország királya | | | Hohenstaufen Erzsébet 1203 – 1235, Kasztília királynéja | Hohenstaufen Erzsébet 1203 – 1235, Kasztília királynéja | Hohenstaufen Erzsébet 1203 – 1235, Kasztília királynéja | Hohenstaufen Erzsébet 1203 – 1235, Kasztília királynéja | Hohenstaufen Erzsébet 1203 – 1235, Kasztília királynéja | Hohenstaufen Erzsébet 1203 – 1235, Kasztília királynéja | | | III. (Szent) Ferdinánd 1201 – 1252, Kasztília és León királya                                                                    | III. (Szent) Ferdinánd 1201 – 1252, Kasztília és León királya                                                                    | III. (Szent) Ferdinánd 1201 – 1252, Kasztília és León királya | III. (Szent) Ferdinánd 1201 – 1252, Kasztília és León királya | III. (Szent) Ferdinánd 1201 – 1252, Kasztília és León királya                                                                                                  | III. (Szent) Ferdinánd 1201 – 1252, Kasztília és León királya                                                                                                  | | | Hohenstaufen Beatrix 1198 – 1212, császárné | Hohenstaufen Beatrix 1198 – 1212, császárné | Hohenstaufen Beatrix 1198 – 1212, császárné | Hohenstaufen Beatrix 1198 – 1212, császárné | Hohenstaufen Beatrix 1198 – 1212, császárné | Hohenstaufen Beatrix 1198 – 1212, császárné |  |  | IV. (Braunschweigi) Ottó 1176 – 1218, uralkodott: 1198-1218, királlyá választása és koronázása: 1198, királlyá újraválasztása: 1208 (újra-koronázása nem volt), császár: 1209-1215/1218 (a császárságról elmozdították /1215/, a császári címről nem mondott le), koronázása: 1209 (Welf-ház) | IV. (Braunschweigi) Ottó 1176 – 1218, uralkodott: 1198-1218, királlyá választása és koronázása: 1198, királlyá újraválasztása: 1208 (újra-koronázása nem volt), császár: 1209-1215/1218 (a császárságról elmozdították /1215/, a császári címről nem mondott le), koronázása: 1209 (Welf-ház) | IV. (Braunschweigi) Ottó 1176 – 1218, uralkodott: 1198-1218, királlyá választása és koronázása: 1198, királlyá újraválasztása: 1208 (újra-koronázása nem volt), császár: 1209-1215/1218 (a császárságról elmozdították /1215/, a császári címről nem mondott le), koronázása: 1209 (Welf-ház) | IV. (Braunschweigi) Ottó 1176 – 1218, uralkodott: 1198-1218, királlyá választása és koronázása: 1198, királlyá újraválasztása: 1208 (újra-koronázása nem volt), császár: 1209-1215/1218 (a császárságról elmozdították /1215/, a császári címről nem mondott le), koronázása: 1209 (Welf-ház) | IV. (Braunschweigi) Ottó 1176 – 1218, uralkodott: 1198-1218, királlyá választása és koronázása: 1198, királlyá újraválasztása: 1208 (újra-koronázása nem volt), császár: 1209-1215/1218 (a császárságról elmozdították /1215/, a császári címről nem mondott le), koronázása: 1209 (Welf-ház) | IV. (Braunschweigi) Ottó 1176 – 1218, uralkodott: 1198-1218, királlyá választása és koronázása: 1198, királlyá újraválasztása: 1208 (újra-koronázása nem volt), császár: 1209-1215/1218 (a császárságról elmozdították /1215/, a császári címről nem mondott le), koronázása: 1209 (Welf-ház) |                                                                                           |                                                                                           | Vilmos 1184 – 1213, Lüneburg hercege | Vilmos 1184 – 1213, Lüneburg hercege | Vilmos 1184 – 1213, Lüneburg hercege | Vilmos 1184 – 1213, Lüneburg hercege | Vilmos 1184 – 1213, Lüneburg hercege | Vilmos 1184 – 1213, Lüneburg hercege |                                |                                |                                           |                                           |                                           |                                           | | | | | | |                                                  |                                                  |                                                  |                                                  |  |  | | | | | | |  |  |  |  |  |  |  |  |  |  |
| | | I. (Habsburg) Rudolf 1218 – 1291, uralkodott: 1273-1291, királlyá választása és koronázása: 1273 (Habsburg-ház)   | I. (Habsburg) Rudolf 1218 – 1291, uralkodott: 1273-1291, királlyá választása és koronázása: 1273 (Habsburg-ház)   | I. (Habsburg) Rudolf 1218 – 1291, uralkodott: 1273-1291, királlyá választása és koronázása: 1273 (Habsburg-ház)   | I. (Habsburg) Rudolf 1218 – 1291, uralkodott: 1273-1291, királlyá választása és koronázása: 1273 (Habsburg-ház)   | I. (Habsburg) Rudolf 1218 – 1291, uralkodott: 1273-1291, királlyá választása és koronázása: 1273 (Habsburg-ház) | I. (Habsburg) Rudolf 1218 – 1291, uralkodott: 1273-1291, királlyá választása és koronázása: 1273 (Habsburg-ház) | | | Cornwalli Richárd 1209 – 1272, uralkodott: 1257-1272, királlyá választása és koronázása: 1257 (Plantagenêt-ház)     | Cornwalli Richárd 1209 – 1272, uralkodott: 1257-1272, királlyá választása és koronázása: 1257 (Plantagenêt-ház)     | Cornwalli Richárd 1209 – 1272, uralkodott: 1257-1272, királlyá választása és koronázása: 1257 (Plantagenêt-ház)                            | Cornwalli Richárd 1209 – 1272, uralkodott: 1257-1272, királlyá választása és koronázása: 1257 (Plantagenêt-ház)                            | Cornwalli Richárd 1209 – 1272, uralkodott: 1257-1272, királlyá választása és koronázása: 1257 (Plantagenêt-ház)                            | Cornwalli Richárd 1209 – 1272, uralkodott: 1257-1272, királlyá választása és koronázása: 1257 (Plantagenêt-ház)                            | | | Angliai Izabella 1214 – 1241, császárné | Angliai Izabella 1214 – 1241, császárné | Angliai Izabella 1214 – 1241, császárné | Angliai Izabella 1214 – 1241, császárné | Angliai Izabella 1214 – 1241, császárné | Angliai Izabella 1214 – 1241, császárné | | | II. Frigyes 1194 – 1250, uralkodott: 1212-1250, királlyá választása: 1196, 1211 és 1212 (háromszor), királlyá koronázása: 1212, királlyá újra-koronázása: 1215, császár: 1220-1250, koronázása: 1220 (Hohenstauf-ház) | II. Frigyes 1194 – 1250, uralkodott: 1212-1250, királlyá választása: 1196, 1211 és 1212 (háromszor), királlyá koronázása: 1212, királlyá újra-koronázása: 1215, császár: 1220-1250, koronázása: 1220 (Hohenstauf-ház) | II. Frigyes 1194 – 1250, uralkodott: 1212-1250, királlyá választása: 1196, 1211 és 1212 (háromszor), királlyá koronázása: 1212, királlyá újra-koronázása: 1215, császár: 1220-1250, koronázása: 1220 (Hohenstauf-ház) | II. Frigyes 1194 – 1250, uralkodott: 1212-1250, királlyá választása: 1196, 1211 és 1212 (háromszor), királlyá koronázása: 1212, királlyá újra-koronázása: 1215, császár: 1220-1250, koronázása: 1220 (Hohenstauf-ház) | II. Frigyes 1194 – 1250, uralkodott: 1212-1250, királlyá választása: 1196, 1211 és 1212 (háromszor), királlyá koronázása: 1212, királlyá újra-koronázása: 1215, császár: 1220-1250, koronázása: 1220 (Hohenstauf-ház) | II. Frigyes 1194 – 1250, uralkodott: 1212-1250, királlyá választása: 1196, 1211 és 1212 (háromszor), királlyá koronázása: 1212, királlyá újra-koronázása: 1215, császár: 1220-1250, koronázása: 1220 (Hohenstauf-ház) | | | Aragóniai Konstancia 1180k. – 1222, császárné és Jeruzsálemi Izabella 1212 – 1228, császárné                                                                                          | Aragóniai Konstancia 1180k. – 1222, császárné és Jeruzsálemi Izabella 1212 – 1228, császárné                                                                                          | Aragóniai Konstancia 1180k. – 1222, császárné és Jeruzsálemi Izabella 1212 – 1228, császárné                                                                                          | Aragóniai Konstancia 1180k. – 1222, császárné és Jeruzsálemi Izabella 1212 – 1228, császárné                                                                                          | Aragóniai Konstancia 1180k. – 1222, császárné és Jeruzsálemi Izabella 1212 – 1228, császárné                                                                                          | Aragóniai Konstancia 1180k. – 1222, császárné és Jeruzsálemi Izabella 1212 – 1228, császárné                                                                                          | | | | | Hohenstaufen Kunigunda, 1200 – 1253, Csehország királynéja | Hohenstaufen Kunigunda, 1200 – 1253, Csehország királynéja | Hohenstaufen Kunigunda, 1200 – 1253, Csehország királynéja | Hohenstaufen Kunigunda, 1200 – 1253, Csehország királynéja | Hohenstaufen Kunigunda, 1200 – 1253, Csehország királynéja | Hohenstaufen Kunigunda, 1200 – 1253, Csehország királynéja | | | I. Vencel 1205 – 1253, Csehország királya                                                                                             | I. Vencel 1205 – 1253, Csehország királya                                                                                             | I. Vencel 1205 – 1253, Csehország királya                                                                                      | I. Vencel 1205 – 1253, Csehország királya                                                                                      | I. Vencel 1205 – 1253, Csehország királya | I. Vencel 1205 – 1253, Csehország királya | | | Hohenstaufen Erzsébet 1203 – 1235, Kasztília királynéja | Hohenstaufen Erzsébet 1203 – 1235, Kasztília királynéja | Hohenstaufen Erzsébet 1203 – 1235, Kasztília királynéja | Hohenstaufen Erzsébet 1203 – 1235, Kasztília királynéja | Hohenstaufen Erzsébet 1203 – 1235, Kasztília királynéja | Hohenstaufen Erzsébet 1203 – 1235, Kasztília királynéja | | | III. (Szent) Ferdinánd 1201 – 1252, Kasztília és León királya                                                                    | III. (Szent) Ferdinánd 1201 – 1252, Kasztília és León királya                                                                    | III. (Szent) Ferdinánd 1201 – 1252, Kasztília és León királya | III. (Szent) Ferdinánd 1201 – 1252, Kasztília és León királya | III. (Szent) Ferdinánd 1201 – 1252, Kasztília és León királya                                                                                                  | III. (Szent) Ferdinánd 1201 – 1252, Kasztília és León királya                                                                                                  | | | Hohenstaufen Beatrix 1198 – 1212, császárné | Hohenstaufen Beatrix 1198 – 1212, császárné | Hohenstaufen Beatrix 1198 – 1212, császárné | Hohenstaufen Beatrix 1198 – 1212, császárné | Hohenstaufen Beatrix 1198 – 1212, császárné | Hohenstaufen Beatrix 1198 – 1212, császárné |  |  | IV. (Braunschweigi) Ottó 1176 – 1218, uralkodott: 1198-1218, királlyá választása és koronázása: 1198, királlyá újraválasztása: 1208 (újra-koronázása nem volt), császár: 1209-1215/1218 (a császárságról elmozdították /1215/, a császári címről nem mondott le), koronázása: 1209 (Welf-ház) | IV. (Braunschweigi) Ottó 1176 – 1218, uralkodott: 1198-1218, királlyá választása és koronázása: 1198, királlyá újraválasztása: 1208 (újra-koronázása nem volt), császár: 1209-1215/1218 (a császárságról elmozdították /1215/, a császári címről nem mondott le), koronázása: 1209 (Welf-ház) | IV. (Braunschweigi) Ottó 1176 – 1218, uralkodott: 1198-1218, királlyá választása és koronázása: 1198, királlyá újraválasztása: 1208 (újra-koronázása nem volt), császár: 1209-1215/1218 (a császárságról elmozdították /1215/, a császári címről nem mondott le), koronázása: 1209 (Welf-ház) | IV. (Braunschweigi) Ottó 1176 – 1218, uralkodott: 1198-1218, királlyá választása és koronázása: 1198, királlyá újraválasztása: 1208 (újra-koronázása nem volt), császár: 1209-1215/1218 (a császárságról elmozdították /1215/, a császári címről nem mondott le), koronázása: 1209 (Welf-ház) | IV. (Braunschweigi) Ottó 1176 – 1218, uralkodott: 1198-1218, királlyá választása és koronázása: 1198, királlyá újraválasztása: 1208 (újra-koronázása nem volt), császár: 1209-1215/1218 (a császárságról elmozdították /1215/, a császári címről nem mondott le), koronázása: 1209 (Welf-ház) | IV. (Braunschweigi) Ottó 1176 – 1218, uralkodott: 1198-1218, királlyá választása és koronázása: 1198, királlyá újraválasztása: 1208 (újra-koronázása nem volt), császár: 1209-1215/1218 (a császárságról elmozdították /1215/, a császári címről nem mondott le), koronázása: 1209 (Welf-ház) |                                                                                           |                                                                                           | Vilmos 1184 – 1213, Lüneburg hercege | Vilmos 1184 – 1213, Lüneburg hercege | Vilmos 1184 – 1213, Lüneburg hercege | Vilmos 1184 – 1213, Lüneburg hercege | Vilmos 1184 – 1213, Lüneburg hercege | Vilmos 1184 – 1213, Lüneburg hercege |                                |                                |                                           |                                           |                                           |                                           | | | | | | |                                                  |                                                  |                                                  |                                                  |  |  | | | | | | |  |  |  |  |  |  |  |  |  |  |
| | | | | | | | | | | | | | | | | | | | | | | | | | | | | | | | | | | | | | | | | | | | | | | | | | | | | | | | | | | | | | | | | | | | | | |                                                               |                                                               | | | | | | |                                             |                                             |                                             |                                             |  |  | | | | | | |                                                                                           |                                                                                           | | | | | | |                                |                                |                                           |                                           |                                           |                                           | | | | | | |                                                  |                                                  |                                                  |                                                  |  |  | | | | | | |  |  |  |  |  |  |  |  |  |  |
| | | | | | | | | | | | | | | | | | | | | | | | | | | | | | | | | | | | | | | | | | | | | | | | | | | | | | | | | | | | | | | | | | | | | | |                                                               |                                                               | | | | | | |                                             |                                             |                                             |                                             |  |  | | | | | | |                                                                                           |                                                                                           | | | | | | |                                |                                |                                           |                                           |                                           |                                           | | | | | | |                                                  |                                                  |                                                  |                                                  |  |  | | | | | | |  |  |  |  |  |  |  |  |  |  |
| | | | | | | | | | | | | | | | | | | | | | | | | | | | | | | | | | | | | | | | | | | | | | | | | | | | | | | | | | | | | | | | | | | | | | |                                                               |                                                               | | | | | | |                                             |                                             |                                             |                                             |  |  | | | | | | |                                                                                           |                                                                                           | | | | | | |                                |                                |                                           |                                           |                                           |                                           | | | | | | |                                                  |                                                  |                                                  |                                                  |  |  | | | | | | |  |  |  |  |  |  |  |  |  |  |
| | | | | | | | | | | | | | | | | | | | | | | | | | | | | | | | | | | | | | | | | | | | | | | | | | | | | | | | | | | | | | | | | | | | | | |                                                               |                                                               | | | | | | |                                             |                                             |                                             |                                             |  |  | | | | | | |                                                                                           |                                                                                           | | | | | | |                                |                                |                                           |                                           |                                           |                                           | | | | | | |                                                  |                                                  |                                                  |                                                  |  |  | | | | | | |  |  |  |  |  |  |  |  |  |  |
| Nassaui Adolf 1255k. – 1298, uralkodott: 1292-1298 (letéve), királlyá választása és koronázása: 1292 (Nassau-ház) | Nassaui Adolf 1255k. – 1298, uralkodott: 1292-1298 (letéve), királlyá választása és koronázása: 1292 (Nassau-ház) | Nassaui Adolf 1255k. – 1298, uralkodott: 1292-1298 (letéve), királlyá választása és koronázása: 1292 (Nassau-ház) | Nassaui Adolf 1255k. – 1298, uralkodott: 1292-1298 (letéve), királlyá választása és koronázása: 1292 (Nassau-ház) | Nassaui Adolf 1255k. – 1298, uralkodott: 1292-1298 (letéve), királlyá választása és koronázása: 1292 (Nassau-ház) | Nassaui Adolf 1255k. – 1298, uralkodott: 1292-1298 (letéve), királlyá választása és koronázása: 1292 (Nassau-ház) | | | | | II. (Szigorú) Lajos 1229 – 1294, Bajorország hercege, majd Felső-Bajorország hercege                                | II. (Szigorú) Lajos 1229 – 1294, Bajorország hercege, majd Felső-Bajorország hercege                                | II. (Szigorú) Lajos 1229 – 1294, Bajorország hercege, majd Felső-Bajorország hercege                                                       | II. (Szigorú) Lajos 1229 – 1294, Bajorország hercege, majd Felső-Bajorország hercege                                                       | II. (Szigorú) Lajos 1229 – 1294, Bajorország hercege, majd Felső-Bajorország hercege                                                       | II. (Szigorú) Lajos 1229 – 1294, Bajorország hercege, majd Felső-Bajorország hercege                                                       | | | Matild 1253 – 1304, hercegné | Matild 1253 – 1304, hercegné | Matild 1253 – 1304, hercegné | Matild 1253 – 1304, hercegné | Matild 1253 – 1304, hercegné | Matild 1253 – 1304, hercegné | | | /1/ (VII.) Henrik 1211 – 1242, uralkodott 1220-1235 (trónfosztva), királlyá választása: 1220, koronázása: 1222 (Hohenstauf-ház)                                                                                       | /1/ (VII.) Henrik 1211 – 1242, uralkodott 1220-1235 (trónfosztva), királlyá választása: 1220, koronázása: 1222 (Hohenstauf-ház)                                                                                       | /1/ (VII.) Henrik 1211 – 1242, uralkodott 1220-1235 (trónfosztva), királlyá választása: 1220, koronázása: 1222 (Hohenstauf-ház)                                                                                       | /1/ (VII.) Henrik 1211 – 1242, uralkodott 1220-1235 (trónfosztva), királlyá választása: 1220, koronázása: 1222 (Hohenstauf-ház)                                                                                       | /1/ (VII.) Henrik 1211 – 1242, uralkodott 1220-1235 (trónfosztva), királlyá választása: 1220, koronázása: 1222 (Hohenstauf-ház)                                                                                       | /1/ (VII.) Henrik 1211 – 1242, uralkodott 1220-1235 (trónfosztva), királlyá választása: 1220, koronázása: 1222 (Hohenstauf-ház)                                                                                       | | | /2/ IV. Konrád 1228 – 1254, uralkodott: 1250-1254, királlyá választása: 1237, nem koronázták meg (Hohenstauf-ház)                                                                     | /2/ IV. Konrád 1228 – 1254, uralkodott: 1250-1254, királlyá választása: 1237, nem koronázták meg (Hohenstauf-ház)                                                                     | /2/ IV. Konrád 1228 – 1254, uralkodott: 1250-1254, királlyá választása: 1237, nem koronázták meg (Hohenstauf-ház)                                                                     | /2/ IV. Konrád 1228 – 1254, uralkodott: 1250-1254, királlyá választása: 1237, nem koronázták meg (Hohenstauf-ház)                                                                     | /2/ IV. Konrád 1228 – 1254, uralkodott: 1250-1254, királlyá választása: 1237, nem koronázták meg (Hohenstauf-ház)                                                                     | /2/ IV. Konrád 1228 – 1254, uralkodott: 1250-1254, királlyá választása: 1237, nem koronázták meg (Hohenstauf-ház)                                                                     | | | I. (Ausztriai) Albert 1255 – 1308, uralkodott: 1298-1308, királlyá választása, újraválasztása és koronázása: 1298 (Habsburg-ház)                                                      | I. (Ausztriai) Albert 1255 – 1308, uralkodott: 1298-1308, királlyá választása, újraválasztása és koronázása: 1298 (Habsburg-ház)                                                      | I. (Ausztriai) Albert 1255 – 1308, uralkodott: 1298-1308, királlyá választása, újraválasztása és koronázása: 1298 (Habsburg-ház) | I. (Ausztriai) Albert 1255 – 1308, uralkodott: 1298-1308, királlyá választása, újraválasztása és koronázása: 1298 (Habsburg-ház) | I. (Ausztriai) Albert 1255 – 1308, uralkodott: 1298-1308, királlyá választása, újraválasztása és koronázása: 1298 (Habsburg-ház) | I. (Ausztriai) Albert 1255 – 1308, uralkodott: 1298-1308, királlyá választása, újraválasztása és koronázása: 1298 (Habsburg-ház) | | | | | | | | | II. (Nagy) Ottokár 1233 – 1278, Csehország királya | II. (Nagy) Ottokár 1233 – 1278, Csehország királya | II. (Nagy) Ottokár 1233 – 1278, Csehország királya | II. (Nagy) Ottokár 1233 – 1278, Csehország királya | II. (Nagy) Ottokár 1233 – 1278, Csehország királya | II. (Nagy) Ottokár 1233 – 1278, Csehország királya | | | Kasztíliai Alfonz 1221 – 1284, uralkodott: 1257-1275 (lemondott), királlyá választása: 1257, nem koronázták meg (Burgundiai-ház)                                     | Kasztíliai Alfonz 1221 – 1284, uralkodott: 1257-1275 (lemondott), királlyá választása: 1257, nem koronázták meg (Burgundiai-ház)                                     | Kasztíliai Alfonz 1221 – 1284, uralkodott: 1257-1275 (lemondott), királlyá választása: 1257, nem koronázták meg (Burgundiai-ház) | Kasztíliai Alfonz 1221 – 1284, uralkodott: 1257-1275 (lemondott), királlyá választása: 1257, nem koronázták meg (Burgundiai-ház) | Kasztíliai Alfonz 1221 – 1284, uralkodott: 1257-1275 (lemondott), királlyá választása: 1257, nem koronázták meg (Burgundiai-ház) | Kasztíliai Alfonz 1221 – 1284, uralkodott: 1257-1275 (lemondott), királlyá választása: 1257, nem koronázták meg (Burgundiai-ház) |                                                               |                                                               | | | | | | |                                             |                                             |                                             |                                             |  |  | | | | | | |                                                                                           |                                                                                           | I. (Gyermek) Ottó 1204 – 1252, Braunschweig és Lüneburg hercege                                                                                        | I. (Gyermek) Ottó 1204 – 1252, Braunschweig és Lüneburg hercege                                                                                        | I. (Gyermek) Ottó 1204 – 1252, Braunschweig és Lüneburg hercege                                                                                        | I. (Gyermek) Ottó 1204 – 1252, Braunschweig és Lüneburg hercege                                                                                        | I. (Gyermek) Ottó 1204 – 1252, Braunschweig és Lüneburg hercege                                                                                        | I. (Gyermek) Ottó 1204 – 1252, Braunschweig és Lüneburg hercege                                                                                        |                                |                                | Brandenburgi Matild 1210 – 1261, hercegné | Brandenburgi Matild 1210 – 1261, hercegné | Brandenburgi Matild 1210 – 1261, hercegné | Brandenburgi Matild 1210 – 1261, hercegné | Brandenburgi Matild 1210 – 1261, hercegné | Brandenburgi Matild 1210 – 1261, hercegné | | | Brandenburgi Erzsébet 1206 – 1231, ellenkirályné | Brandenburgi Erzsébet 1206 – 1231, ellenkirályné | Brandenburgi Erzsébet 1206 – 1231, ellenkirályné | Brandenburgi Erzsébet 1206 – 1231, ellenkirályné | Brandenburgi Erzsébet 1206 – 1231, ellenkirályné | Brandenburgi Erzsébet 1206 – 1231, ellenkirályné |  |  | Raspe Henrik 1204 – 1247, ellenkirály: 1246-1247, megválasztása: 1246, nem koronázták meg (Ludowinger-ház) | Raspe Henrik 1204 – 1247, ellenkirály: 1246-1247, megválasztása: 1246, nem koronázták meg (Ludowinger-ház) | Raspe Henrik 1204 – 1247, ellenkirály: 1246-1247, megválasztása: 1246, nem koronázták meg (Ludowinger-ház) | Raspe Henrik 1204 – 1247, ellenkirály: 1246-1247, megválasztása: 1246, nem koronázták meg (Ludowinger-ház) | Raspe Henrik 1204 – 1247, ellenkirály: 1246-1247, megválasztása: 1246, nem koronázták meg (Ludowinger-ház) | Raspe Henrik 1204 – 1247, ellenkirály: 1246-1247, megválasztása: 1246, nem koronázták meg (Ludowinger-ház) |  |  |  |  |  |  |  |  |  |  |
| Nassaui Adolf 1255k. – 1298, uralkodott: 1292-1298 (letéve), királlyá választása és koronázása: 1292 (Nassau-ház) | Nassaui Adolf 1255k. – 1298, uralkodott: 1292-1298 (letéve), királlyá választása és koronázása: 1292 (Nassau-ház) | Nassaui Adolf 1255k. – 1298, uralkodott: 1292-1298 (letéve), királlyá választása és koronázása: 1292 (Nassau-ház) | Nassaui Adolf 1255k. – 1298, uralkodott: 1292-1298 (letéve), királlyá választása és koronázása: 1292 (Nassau-ház) | Nassaui Adolf 1255k. – 1298, uralkodott: 1292-1298 (letéve), királlyá választása és koronázása: 1292 (Nassau-ház) | Nassaui Adolf 1255k. – 1298, uralkodott: 1292-1298 (letéve), királlyá választása és koronázása: 1292 (Nassau-ház) | | | | | II. (Szigorú) Lajos 1229 – 1294, Bajorország hercege, majd Felső-Bajorország hercege                                | II. (Szigorú) Lajos 1229 – 1294, Bajorország hercege, majd Felső-Bajorország hercege                                | II. (Szigorú) Lajos 1229 – 1294, Bajorország hercege, majd Felső-Bajorország hercege                                                       | II. (Szigorú) Lajos 1229 – 1294, Bajorország hercege, majd Felső-Bajorország hercege                                                       | II. (Szigorú) Lajos 1229 – 1294, Bajorország hercege, majd Felső-Bajorország hercege                                                       | II. (Szigorú) Lajos 1229 – 1294, Bajorország hercege, majd Felső-Bajorország hercege                                                       | | | Matild 1253 – 1304, hercegné | Matild 1253 – 1304, hercegné | Matild 1253 – 1304, hercegné | Matild 1253 – 1304, hercegné | Matild 1253 – 1304, hercegné | Matild 1253 – 1304, hercegné | | | /1/ (VII.) Henrik 1211 – 1242, uralkodott 1220-1235 (trónfosztva), királlyá választása: 1220, koronázása: 1222 (Hohenstauf-ház)                                                                                       | /1/ (VII.) Henrik 1211 – 1242, uralkodott 1220-1235 (trónfosztva), királlyá választása: 1220, koronázása: 1222 (Hohenstauf-ház)                                                                                       | /1/ (VII.) Henrik 1211 – 1242, uralkodott 1220-1235 (trónfosztva), királlyá választása: 1220, koronázása: 1222 (Hohenstauf-ház)                                                                                       | /1/ (VII.) Henrik 1211 – 1242, uralkodott 1220-1235 (trónfosztva), királlyá választása: 1220, koronázása: 1222 (Hohenstauf-ház)                                                                                       | /1/ (VII.) Henrik 1211 – 1242, uralkodott 1220-1235 (trónfosztva), királlyá választása: 1220, koronázása: 1222 (Hohenstauf-ház)                                                                                       | /1/ (VII.) Henrik 1211 – 1242, uralkodott 1220-1235 (trónfosztva), királlyá választása: 1220, koronázása: 1222 (Hohenstauf-ház)                                                                                       | | | /2/ IV. Konrád 1228 – 1254, uralkodott: 1250-1254, királlyá választása: 1237, nem koronázták meg (Hohenstauf-ház)                                                                     | /2/ IV. Konrád 1228 – 1254, uralkodott: 1250-1254, királlyá választása: 1237, nem koronázták meg (Hohenstauf-ház)                                                                     | /2/ IV. Konrád 1228 – 1254, uralkodott: 1250-1254, királlyá választása: 1237, nem koronázták meg (Hohenstauf-ház)                                                                     | /2/ IV. Konrád 1228 – 1254, uralkodott: 1250-1254, királlyá választása: 1237, nem koronázták meg (Hohenstauf-ház)                                                                     | /2/ IV. Konrád 1228 – 1254, uralkodott: 1250-1254, királlyá választása: 1237, nem koronázták meg (Hohenstauf-ház)                                                                     | /2/ IV. Konrád 1228 – 1254, uralkodott: 1250-1254, királlyá választása: 1237, nem koronázták meg (Hohenstauf-ház)                                                                     | | | I. (Ausztriai) Albert 1255 – 1308, uralkodott: 1298-1308, királlyá választása, újraválasztása és koronázása: 1298 (Habsburg-ház)                                                      | I. (Ausztriai) Albert 1255 – 1308, uralkodott: 1298-1308, királlyá választása, újraválasztása és koronázása: 1298 (Habsburg-ház)                                                      | I. (Ausztriai) Albert 1255 – 1308, uralkodott: 1298-1308, királlyá választása, újraválasztása és koronázása: 1298 (Habsburg-ház) | I. (Ausztriai) Albert 1255 – 1308, uralkodott: 1298-1308, királlyá választása, újraválasztása és koronázása: 1298 (Habsburg-ház) | I. (Ausztriai) Albert 1255 – 1308, uralkodott: 1298-1308, királlyá választása, újraválasztása és koronázása: 1298 (Habsburg-ház) | I. (Ausztriai) Albert 1255 – 1308, uralkodott: 1298-1308, királlyá választása, újraválasztása és koronázása: 1298 (Habsburg-ház) | | | | | | | | | II. (Nagy) Ottokár 1233 – 1278, Csehország királya | II. (Nagy) Ottokár 1233 – 1278, Csehország királya | II. (Nagy) Ottokár 1233 – 1278, Csehország királya | II. (Nagy) Ottokár 1233 – 1278, Csehország királya | II. (Nagy) Ottokár 1233 – 1278, Csehország királya | II. (Nagy) Ottokár 1233 – 1278, Csehország királya | | | Kasztíliai Alfonz 1221 – 1284, uralkodott: 1257-1275 (lemondott), királlyá választása: 1257, nem koronázták meg (Burgundiai-ház)                                     | Kasztíliai Alfonz 1221 – 1284, uralkodott: 1257-1275 (lemondott), királlyá választása: 1257, nem koronázták meg (Burgundiai-ház)                                     | Kasztíliai Alfonz 1221 – 1284, uralkodott: 1257-1275 (lemondott), királlyá választása: 1257, nem koronázták meg (Burgundiai-ház) | Kasztíliai Alfonz 1221 – 1284, uralkodott: 1257-1275 (lemondott), királlyá választása: 1257, nem koronázták meg (Burgundiai-ház) | Kasztíliai Alfonz 1221 – 1284, uralkodott: 1257-1275 (lemondott), királlyá választása: 1257, nem koronázták meg (Burgundiai-ház) | Kasztíliai Alfonz 1221 – 1284, uralkodott: 1257-1275 (lemondott), királlyá választása: 1257, nem koronázták meg (Burgundiai-ház) |                                                               |                                                               | | | | | | |                                             |                                             |                                             |                                             |  |  | | | | | | |                                                                                           |                                                                                           | I. (Gyermek) Ottó 1204 – 1252, Braunschweig és Lüneburg hercege                                                                                        | I. (Gyermek) Ottó 1204 – 1252, Braunschweig és Lüneburg hercege                                                                                        | I. (Gyermek) Ottó 1204 – 1252, Braunschweig és Lüneburg hercege                                                                                        | I. (Gyermek) Ottó 1204 – 1252, Braunschweig és Lüneburg hercege                                                                                        | I. (Gyermek) Ottó 1204 – 1252, Braunschweig és Lüneburg hercege                                                                                        | I. (Gyermek) Ottó 1204 – 1252, Braunschweig és Lüneburg hercege                                                                                        |                                |                                | Brandenburgi Matild 1210 – 1261, hercegné | Brandenburgi Matild 1210 – 1261, hercegné | Brandenburgi Matild 1210 – 1261, hercegné | Brandenburgi Matild 1210 – 1261, hercegné | Brandenburgi Matild 1210 – 1261, hercegné | Brandenburgi Matild 1210 – 1261, hercegné | | | Brandenburgi Erzsébet 1206 – 1231, ellenkirályné | Brandenburgi Erzsébet 1206 – 1231, ellenkirályné | Brandenburgi Erzsébet 1206 – 1231, ellenkirályné | Brandenburgi Erzsébet 1206 – 1231, ellenkirályné | Brandenburgi Erzsébet 1206 – 1231, ellenkirályné | Brandenburgi Erzsébet 1206 – 1231, ellenkirályné |  |  | Raspe Henrik 1204 – 1247, ellenkirály: 1246-1247, megválasztása: 1246, nem koronázták meg (Ludowinger-ház) | Raspe Henrik 1204 – 1247, ellenkirály: 1246-1247, megválasztása: 1246, nem koronázták meg (Ludowinger-ház) | Raspe Henrik 1204 – 1247, ellenkirály: 1246-1247, megválasztása: 1246, nem koronázták meg (Ludowinger-ház) | Raspe Henrik 1204 – 1247, ellenkirály: 1246-1247, megválasztása: 1246, nem koronázták meg (Ludowinger-ház) | Raspe Henrik 1204 – 1247, ellenkirály: 1246-1247, megválasztása: 1246, nem koronázták meg (Ludowinger-ház) | Raspe Henrik 1204 – 1247, ellenkirály: 1246-1247, megválasztása: 1246, nem koronázták meg (Ludowinger-ház) |  |  |  |  |  |  |  |  |  |  |
| | | | | | | | | | | | | | | | | | | | | | | | | | | | | | | | | | | | | | | | | | | | | | | | | | | | | | | | | | | | | | | | | | | | | | |                                                               |                                                               | | | | | | |                                             |                                             |                                             |                                             |  |  | | | | | | |                                                                                           |                                                                                           | | | | | | |                                |                                |                                           |                                           |                                           |                                           | | | | | | |                                                  |                                                  |                                                  |                                                  |  |  | | | | | | |  |  |  |  |  |  |  |  |  |  |
| | | | | | | | | | | | | | | | | | | | | | | | | | | | | | | | | | | | | | | | | | | | | | | | | | | | | | | | | | | | | | | | | | | | | | |                                                               |                                                               | | | | | | |                                             |                                             |                                             |                                             |  |  | | | | | | |                                                                                           |                                                                                           | | | | | | |                                |                                |                                           |                                           |                                           |                                           | | | | | | |                                                  |                                                  |                                                  |                                                  |  |  | | | | | | |  |  |  |  |  |  |  |  |  |  |
| Matild 1280e. – 1323, palotagrófné                                                                                | Matild 1280e. – 1323, palotagrófné                                                                                | Matild 1280e. – 1323, palotagrófné                                                                                | Matild 1280e. – 1323, palotagrófné                                                                                | Matild 1280e. – 1323, palotagrófné                                                                                | Matild 1280e. – 1323, palotagrófné                                                                                | | | Pfalzi Rudolf 1274 – 1319, Rajnai Palotagrófság grófja                                                          | Pfalzi Rudolf 1274 – 1319, Rajnai Palotagrófság grófja                                                          | Pfalzi Rudolf 1274 – 1319, Rajnai Palotagrófság grófja                                                              | Pfalzi Rudolf 1274 – 1319, Rajnai Palotagrófság grófja                                                              | Pfalzi Rudolf 1274 – 1319, Rajnai Palotagrófság grófja                                                                                     | Pfalzi Rudolf 1274 – 1319, Rajnai Palotagrófság grófja                                                                                     | | | IV. (Bajor) Lajos 1282 – 1347, uralkodott: 1314-1347, királlyá választása és koronázása: 1314, császár: 1328-1347, koronázása: 1328 (Wittelsbach-ház) | IV. (Bajor) Lajos 1282 – 1347, uralkodott: 1314-1347, királlyá választása és koronázása: 1314, császár: 1328-1347, koronázása: 1328 (Wittelsbach-ház) | IV. (Bajor) Lajos 1282 – 1347, uralkodott: 1314-1347, királlyá választása és koronázása: 1314, császár: 1328-1347, koronázása: 1328 (Wittelsbach-ház) | IV. (Bajor) Lajos 1282 – 1347, uralkodott: 1314-1347, királlyá választása és koronázása: 1314, császár: 1328-1347, koronázása: 1328 (Wittelsbach-ház) | IV. (Bajor) Lajos 1282 – 1347, uralkodott: 1314-1347, királlyá választása és koronázása: 1314, császár: 1328-1347, koronázása: 1328 (Wittelsbach-ház) | IV. (Bajor) Lajos 1282 – 1347, uralkodott: 1314-1347, királlyá választása és koronázása: 1314, császár: 1328-1347, koronázása: 1328 (Wittelsbach-ház) | | | II. (Bölcs, Béna) Albert 1298 – 1358, Ausztria hercege | II. (Bölcs, Béna) Albert 1298 – 1358, Ausztria hercege | II. (Bölcs, Béna) Albert 1298 – 1358, Ausztria hercege | II. (Bölcs, Béna) Albert 1298 – 1358, Ausztria hercege | II. (Bölcs, Béna) Albert 1298 – 1358, Ausztria hercege | II. (Bölcs, Béna) Albert 1298 – 1358, Ausztria hercege | | | (III.) Szép Frigyes 1289 – 1330, uralkodott: 1314-1330, királlyá választása és koronázása: 1314 (Habsburg-ház)                                                                        | (III.) Szép Frigyes 1289 – 1330, uralkodott: 1314-1330, királlyá választása és koronázása: 1314 (Habsburg-ház)                                                                        | (III.) Szép Frigyes 1289 – 1330, uralkodott: 1314-1330, királlyá választása és koronázása: 1314 (Habsburg-ház)                                                                        | (III.) Szép Frigyes 1289 – 1330, uralkodott: 1314-1330, királlyá választása és koronázása: 1314 (Habsburg-ház)                                                                        | (III.) Szép Frigyes 1289 – 1330, uralkodott: 1314-1330, királlyá választása és koronázása: 1314 (Habsburg-ház)                                                                        | (III.) Szép Frigyes 1289 – 1330, uralkodott: 1314-1330, királlyá választása és koronázása: 1314 (Habsburg-ház)                                                                        | | | I. Rudolf 1282 – 1307, Csehország királya | I. Rudolf 1282 – 1307, Csehország királya | I. Rudolf 1282 – 1307, Csehország királya | I. Rudolf 1282 – 1307, Csehország királya | I. Rudolf 1282 – 1307, Csehország királya | I. Rudolf 1282 – 1307, Csehország királya | | | Erzsébet 1288 – 1335, Csehország királynéja | Erzsébet 1288 – 1335, Csehország királynéja | Erzsébet 1288 – 1335, Csehország királynéja                                                                                           | Erzsébet 1288 – 1335, Csehország királynéja                                                                                           | Erzsébet 1288 – 1335, Csehország királynéja                                                                                           | Erzsébet 1288 – 1335, Csehország királynéja                                                                                           | | | II. Vencel 1271 – 1305, Csehország királya | II. Vencel 1271 – 1305, Csehország királya | II. Vencel 1271 – 1305, Csehország királya | II. Vencel 1271 – 1305, Csehország királya | II. Vencel 1271 – 1305, Csehország királya | II. Vencel 1271 – 1305, Csehország királya | | | Guta (Juta) 1271 – 1297, Csehország királynéja | Guta (Juta) 1271 – 1297, Csehország királynéja | Guta (Juta) 1271 – 1297, Csehország királynéja                                                                                   | Guta (Juta) 1271 – 1297, Csehország királynéja                                                                                   | Guta (Juta) 1271 – 1297, Csehország királynéja                                                                                   | Guta (Juta) 1271 – 1297, Csehország királynéja                                                                                   |                                                               |                                                               | VII. (Luxemburgi) Henrik 1276 – 1313, uralkodott: 1308-1313, királlyá választása: 1308, koronázása: 1309, császár: 1312-1313, koronázása: 1312 (Luxemburg-ház) | VII. (Luxemburgi) Henrik 1276 – 1313, uralkodott: 1308-1313, királlyá választása: 1308, koronázása: 1309, császár: 1312-1313, koronázása: 1312 (Luxemburg-ház) | VII. (Luxemburgi) Henrik 1276 – 1313, uralkodott: 1308-1313, királlyá választása: 1308, koronázása: 1309, császár: 1312-1313, koronázása: 1312 (Luxemburg-ház) | VII. (Luxemburgi) Henrik 1276 – 1313, uralkodott: 1308-1313, királlyá választása: 1308, koronázása: 1309, császár: 1312-1313, koronázása: 1312 (Luxemburg-ház) | VII. (Luxemburgi) Henrik 1276 – 1313, uralkodott: 1308-1313, királlyá választása: 1308, koronázása: 1309, császár: 1312-1313, koronázása: 1312 (Luxemburg-ház) | VII. (Luxemburgi) Henrik 1276 – 1313, uralkodott: 1308-1313, királlyá választása: 1308, koronázása: 1309, császár: 1312-1313, koronázása: 1312 (Luxemburg-ház) |                                             |                                             |                                             |                                             |  |  | | | | | | |                                                                                           |                                                                                           | | | | | Erzsébet 1230 – 1266, királyné | Erzsébet 1230 – 1266, királyné | Erzsébet 1230 – 1266, királyné | Erzsébet 1230 – 1266, királyné | Erzsébet 1230 – 1266, királyné            | Erzsébet 1230 – 1266, királyné            |                                           |                                           | Hollandi Vilmos 1228 – 1256, ellenkirály: 1247-1252, megválasztása: 1247, koronázása: 1248, újraválasztása: 1252, uralkodott: 1254-1256, királynak elismerve: 1254, újra-koronázása nem volt (Holland-ház) | Hollandi Vilmos 1228 – 1256, ellenkirály: 1247-1252, megválasztása: 1247, koronázása: 1248, újraválasztása: 1252, uralkodott: 1254-1256, királynak elismerve: 1254, újra-koronázása nem volt (Holland-ház) | Hollandi Vilmos 1228 – 1256, ellenkirály: 1247-1252, megválasztása: 1247, koronázása: 1248, újraválasztása: 1252, uralkodott: 1254-1256, királynak elismerve: 1254, újra-koronázása nem volt (Holland-ház) | Hollandi Vilmos 1228 – 1256, ellenkirály: 1247-1252, megválasztása: 1247, koronázása: 1248, újraválasztása: 1252, uralkodott: 1254-1256, királynak elismerve: 1254, újra-koronázása nem volt (Holland-ház) | Hollandi Vilmos 1228 – 1256, ellenkirály: 1247-1252, megválasztása: 1247, koronázása: 1248, újraválasztása: 1252, uralkodott: 1254-1256, királynak elismerve: 1254, újra-koronázása nem volt (Holland-ház) | Hollandi Vilmos 1228 – 1256, ellenkirály: 1247-1252, megválasztása: 1247, koronázása: 1248, újraválasztása: 1252, uralkodott: 1254-1256, királynak elismerve: 1254, újra-koronázása nem volt (Holland-ház) |                                                  |                                                  |                                                  |                                                  |  |  | | | | | | |  |  |  |  |  |  |  |  |  |  |
| Matild 1280e. – 1323, palotagrófné                                                                                | Matild 1280e. – 1323, palotagrófné                                                                                | Matild 1280e. – 1323, palotagrófné                                                                                | Matild 1280e. – 1323, palotagrófné                                                                                | Matild 1280e. – 1323, palotagrófné                                                                                | Matild 1280e. – 1323, palotagrófné                                                                                | | | Pfalzi Rudolf 1274 – 1319, Rajnai Palotagrófság grófja                                                          | Pfalzi Rudolf 1274 – 1319, Rajnai Palotagrófság grófja                                                          | Pfalzi Rudolf 1274 – 1319, Rajnai Palotagrófság grófja                                                              | Pfalzi Rudolf 1274 – 1319, Rajnai Palotagrófság grófja                                                              | Pfalzi Rudolf 1274 – 1319, Rajnai Palotagrófság grófja                                                                                     | Pfalzi Rudolf 1274 – 1319, Rajnai Palotagrófság grófja                                                                                     | | | IV. (Bajor) Lajos 1282 – 1347, uralkodott: 1314-1347, királlyá választása és koronázása: 1314, császár: 1328-1347, koronázása: 1328 (Wittelsbach-ház) | IV. (Bajor) Lajos 1282 – 1347, uralkodott: 1314-1347, királlyá választása és koronázása: 1314, császár: 1328-1347, koronázása: 1328 (Wittelsbach-ház) | IV. (Bajor) Lajos 1282 – 1347, uralkodott: 1314-1347, királlyá választása és koronázása: 1314, császár: 1328-1347, koronázása: 1328 (Wittelsbach-ház) | IV. (Bajor) Lajos 1282 – 1347, uralkodott: 1314-1347, királlyá választása és koronázása: 1314, császár: 1328-1347, koronázása: 1328 (Wittelsbach-ház) | IV. (Bajor) Lajos 1282 – 1347, uralkodott: 1314-1347, királlyá választása és koronázása: 1314, császár: 1328-1347, koronázása: 1328 (Wittelsbach-ház) | IV. (Bajor) Lajos 1282 – 1347, uralkodott: 1314-1347, királlyá választása és koronázása: 1314, császár: 1328-1347, koronázása: 1328 (Wittelsbach-ház) | | | II. (Bölcs, Béna) Albert 1298 – 1358, Ausztria hercege | II. (Bölcs, Béna) Albert 1298 – 1358, Ausztria hercege | II. (Bölcs, Béna) Albert 1298 – 1358, Ausztria hercege | II. (Bölcs, Béna) Albert 1298 – 1358, Ausztria hercege | II. (Bölcs, Béna) Albert 1298 – 1358, Ausztria hercege | II. (Bölcs, Béna) Albert 1298 – 1358, Ausztria hercege | | | (III.) Szép Frigyes 1289 – 1330, uralkodott: 1314-1330, királlyá választása és koronázása: 1314 (Habsburg-ház)                                                                        | (III.) Szép Frigyes 1289 – 1330, uralkodott: 1314-1330, királlyá választása és koronázása: 1314 (Habsburg-ház)                                                                        | (III.) Szép Frigyes 1289 – 1330, uralkodott: 1314-1330, királlyá választása és koronázása: 1314 (Habsburg-ház)                                                                        | (III.) Szép Frigyes 1289 – 1330, uralkodott: 1314-1330, királlyá választása és koronázása: 1314 (Habsburg-ház)                                                                        | (III.) Szép Frigyes 1289 – 1330, uralkodott: 1314-1330, királlyá választása és koronázása: 1314 (Habsburg-ház)                                                                        | (III.) Szép Frigyes 1289 – 1330, uralkodott: 1314-1330, királlyá választása és koronázása: 1314 (Habsburg-ház)                                                                        | | | I. Rudolf 1282 – 1307, Csehország királya | I. Rudolf 1282 – 1307, Csehország királya | I. Rudolf 1282 – 1307, Csehország királya | I. Rudolf 1282 – 1307, Csehország királya | I. Rudolf 1282 – 1307, Csehország királya | I. Rudolf 1282 – 1307, Csehország királya | | | Erzsébet 1288 – 1335, Csehország királynéja | Erzsébet 1288 – 1335, Csehország királynéja | Erzsébet 1288 – 1335, Csehország királynéja                                                                                           | Erzsébet 1288 – 1335, Csehország királynéja                                                                                           | Erzsébet 1288 – 1335, Csehország királynéja                                                                                           | Erzsébet 1288 – 1335, Csehország királynéja                                                                                           | | | II. Vencel 1271 – 1305, Csehország királya | II. Vencel 1271 – 1305, Csehország királya | II. Vencel 1271 – 1305, Csehország királya | II. Vencel 1271 – 1305, Csehország királya | II. Vencel 1271 – 1305, Csehország királya | II. Vencel 1271 – 1305, Csehország királya | | | Guta (Juta) 1271 – 1297, Csehország királynéja | Guta (Juta) 1271 – 1297, Csehország királynéja | Guta (Juta) 1271 – 1297, Csehország királynéja                                                                                   | Guta (Juta) 1271 – 1297, Csehország királynéja                                                                                   | Guta (Juta) 1271 – 1297, Csehország királynéja                                                                                   | Guta (Juta) 1271 – 1297, Csehország királynéja                                                                                   |                                                               |                                                               | VII. (Luxemburgi) Henrik 1276 – 1313, uralkodott: 1308-1313, királlyá választása: 1308, koronázása: 1309, császár: 1312-1313, koronázása: 1312 (Luxemburg-ház) | VII. (Luxemburgi) Henrik 1276 – 1313, uralkodott: 1308-1313, királlyá választása: 1308, koronázása: 1309, császár: 1312-1313, koronázása: 1312 (Luxemburg-ház) | VII. (Luxemburgi) Henrik 1276 – 1313, uralkodott: 1308-1313, királlyá választása: 1308, koronázása: 1309, császár: 1312-1313, koronázása: 1312 (Luxemburg-ház) | VII. (Luxemburgi) Henrik 1276 – 1313, uralkodott: 1308-1313, királlyá választása: 1308, koronázása: 1309, császár: 1312-1313, koronázása: 1312 (Luxemburg-ház) | VII. (Luxemburgi) Henrik 1276 – 1313, uralkodott: 1308-1313, királlyá választása: 1308, koronázása: 1309, császár: 1312-1313, koronázása: 1312 (Luxemburg-ház) | VII. (Luxemburgi) Henrik 1276 – 1313, uralkodott: 1308-1313, királlyá választása: 1308, koronázása: 1309, császár: 1312-1313, koronázása: 1312 (Luxemburg-ház) |                                             |                                             |                                             |                                             |  |  | | | | | | |                                                                                           |                                                                                           | | | | | Erzsébet 1230 – 1266, királyné | Erzsébet 1230 – 1266, királyné | Erzsébet 1230 – 1266, királyné | Erzsébet 1230 – 1266, királyné | Erzsébet 1230 – 1266, királyné            | Erzsébet 1230 – 1266, királyné            |                                           |                                           | Hollandi Vilmos 1228 – 1256, ellenkirály: 1247-1252, megválasztása: 1247, koronázása: 1248, újraválasztása: 1252, uralkodott: 1254-1256, királynak elismerve: 1254, újra-koronázása nem volt (Holland-ház) | Hollandi Vilmos 1228 – 1256, ellenkirály: 1247-1252, megválasztása: 1247, koronázása: 1248, újraválasztása: 1252, uralkodott: 1254-1256, királynak elismerve: 1254, újra-koronázása nem volt (Holland-ház) | Hollandi Vilmos 1228 – 1256, ellenkirály: 1247-1252, megválasztása: 1247, koronázása: 1248, újraválasztása: 1252, uralkodott: 1254-1256, királynak elismerve: 1254, újra-koronázása nem volt (Holland-ház) | Hollandi Vilmos 1228 – 1256, ellenkirály: 1247-1252, megválasztása: 1247, koronázása: 1248, újraválasztása: 1252, uralkodott: 1254-1256, királynak elismerve: 1254, újra-koronázása nem volt (Holland-ház) | Hollandi Vilmos 1228 – 1256, ellenkirály: 1247-1252, megválasztása: 1247, koronázása: 1248, újraválasztása: 1252, uralkodott: 1254-1256, királynak elismerve: 1254, újra-koronázása nem volt (Holland-ház) | Hollandi Vilmos 1228 – 1256, ellenkirály: 1247-1252, megválasztása: 1247, koronázása: 1248, újraválasztása: 1252, uralkodott: 1254-1256, királynak elismerve: 1254, újra-koronázása nem volt (Holland-ház) |                                                  |                                                  |                                                  |                                                  |  |  | | | | | | |  |  |  |  |  |  |  |  |  |  |
| | | | | | | | | | | | | | | | | | | | | | | | | | | | | | | | | | | | | | | | | | | | | | | | | | | | | | | | | | | | | | | | | | | | | | |                                                               |                                                               | | | | | | |                                             |                                             |                                             |                                             |  |  | | | | | | |                                                                                           |                                                                                           | | | | | | |                                |                                |                                           |                                           |                                           |                                           | | | | | | |                                                  |                                                  |                                                  |                                                  |  |  | | | | | | |  |  |  |  |  |  |  |  |  |  |
| | | | | | | | | | | | | | | | | | | | | | | | | | | | | | | | | | | | | | | | | | | | | | | | | | | | | | | | | | | | | | | | | | | | | | |                                                               |                                                               | | | | | | |                                             |                                             |                                             |                                             |  |  | | | | | | |                                                                                           |                                                                                           | | | | | | |                                |                                |                                           |                                           |                                           |                                           | | | | | | |                                                  |                                                  |                                                  |                                                  |  |  | | | | | | |  |  |  |  |  |  |  |  |  |  |
| | | | | Pfalzi Adolf 1300 – 1327, Rajnai Palotagrófság grófja                                                             | Pfalzi Adolf 1300 – 1327, Rajnai Palotagrófság grófja                                                             | Pfalzi Adolf 1300 – 1327, Rajnai Palotagrófság grófja                                                           | Pfalzi Adolf 1300 – 1327, Rajnai Palotagrófság grófja                                                           | Pfalzi Adolf 1300 – 1327, Rajnai Palotagrófság grófja                                                           | Pfalzi Adolf 1300 – 1327, Rajnai Palotagrófság grófja                                                           | | | | | | | | | | | III. Albert 1349 – 1395, Ausztria hercege | III. Albert 1349 – 1395, Ausztria hercege | III. Albert 1349 – 1395, Ausztria hercege | III. Albert 1349 – 1395, Ausztria hercege                                                                                                   | III. Albert 1349 – 1395, Ausztria hercege | III. Albert 1349 – 1395, Ausztria hercege | | | III. (Igazságos) Lipót 1351 – 1386, Ausztria hercege | III. (Igazságos) Lipót 1351 – 1386, Ausztria hercege | III. (Igazságos) Lipót 1351 – 1386, Ausztria hercege | III. (Igazságos) Lipót 1351 – 1386, Ausztria hercege | III. (Igazságos) Lipót 1351 – 1386, Ausztria hercege | III. (Igazságos) Lipót 1351 – 1386, Ausztria hercege | | | | | | | | | | | | | | | | | | | | | | | | | | | Erzsébet 1292 – 1330, Csehország királynéja | Erzsébet 1292 – 1330, Csehország királynéja | Erzsébet 1292 – 1330, Csehország királynéja | Erzsébet 1292 – 1330, Csehország királynéja | Erzsébet 1292 – 1330, Csehország királynéja | Erzsébet 1292 – 1330, Csehország királynéja | | | János 1296 – 1346, Csehország királya                                                                                            | János 1296 – 1346, Csehország királya                                                                                            | János 1296 – 1346, Csehország királya                         | János 1296 – 1346, Csehország királya                         | János 1296 – 1346, Csehország királya | János 1296 – 1346, Csehország királya | | | | |                                             |                                             |                                             |                                             |  |  | | | | | | |                                                                                           |                                                                                           | | | | | | |                                |                                |                                           |                                           |                                           |                                           | | | | | | |                                                  |                                                  |                                                  |                                                  |  |  | | | | | | |  |  |  |  |  |  |  |  |  |  |
| | | | | Pfalzi Adolf 1300 – 1327, Rajnai Palotagrófság grófja                                                             | Pfalzi Adolf 1300 – 1327, Rajnai Palotagrófság grófja                                                             | Pfalzi Adolf 1300 – 1327, Rajnai Palotagrófság grófja                                                           | Pfalzi Adolf 1300 – 1327, Rajnai Palotagrófság grófja                                                           | Pfalzi Adolf 1300 – 1327, Rajnai Palotagrófság grófja                                                           | Pfalzi Adolf 1300 – 1327, Rajnai Palotagrófság grófja                                                           | | | | | | | | | | | III. Albert 1349 – 1395, Ausztria hercege | III. Albert 1349 – 1395, Ausztria hercege | III. Albert 1349 – 1395, Ausztria hercege | III. Albert 1349 – 1395, Ausztria hercege                                                                                                   | III. Albert 1349 – 1395, Ausztria hercege | III. Albert 1349 – 1395, Ausztria hercege | | | III. (Igazságos) Lipót 1351 – 1386, Ausztria hercege | III. (Igazságos) Lipót 1351 – 1386, Ausztria hercege | III. (Igazságos) Lipót 1351 – 1386, Ausztria hercege | III. (Igazságos) Lipót 1351 – 1386, Ausztria hercege | III. (Igazságos) Lipót 1351 – 1386, Ausztria hercege | III. (Igazságos) Lipót 1351 – 1386, Ausztria hercege | | | | | | | | | | | | | | | | | | | | | | | | | | | Erzsébet 1292 – 1330, Csehország királynéja | Erzsébet 1292 – 1330, Csehország királynéja | Erzsébet 1292 – 1330, Csehország királynéja | Erzsébet 1292 – 1330, Csehország királynéja | Erzsébet 1292 – 1330, Csehország királynéja | Erzsébet 1292 – 1330, Csehország királynéja | | | János 1296 – 1346, Csehország királya                                                                                            | János 1296 – 1346, Csehország királya                                                                                            | János 1296 – 1346, Csehország királya                         | János 1296 – 1346, Csehország királya                         | János 1296 – 1346, Csehország királya | János 1296 – 1346, Csehország királya | | | | |                                             |                                             |                                             |                                             |  |  | | | | | | |                                                                                           |                                                                                           | | | | | | |                                |                                |                                           |                                           |                                           |                                           | | | | | | |                                                  |                                                  |                                                  |                                                  |  |  | | | | | | |  |  |  |  |  |  |  |  |  |  |
| | | | | | | | | | | | | | | | | | | | | | | | | | | | | | | | | | | | | | | | | | | | | | | | | | | | | | | | | | | | | | | | | | | | | | |                                                               |                                                               | | | | | | |                                             |                                             |                                             |                                             |  |  | | | | | | |                                                                                           |                                                                                           | | | | | | |                                |                                |                                           |                                           |                                           |                                           | | | | | | |                                                  |                                                  |                                                  |                                                  |  |  | | | | | | |  |  |  |  |  |  |  |  |  |  |
| | | | | | | | | | | | | | | | | | | | | | | | | | | | | | | | | | | | | | | | | | | | | | | | | | | | | | | | | | | | | | | | | | | | | | |                                                               |                                                               | | | | | | |                                             |                                             |                                             |                                             |  |  | | | | | | |                                                                                           |                                                                                           | | | | | | |                                |                                |                                           |                                           |                                           |                                           | | | | | | |                                                  |                                                  |                                                  |                                                  |  |  | | | | | | |  |  |  |  |  |  |  |  |  |  |
| | | | | II. (Pfalzi) Rupert 1325 – 1398, Rajnai Palotagrófság grófja                                                      | II. (Pfalzi) Rupert 1325 – 1398, Rajnai Palotagrófság grófja                                                      | II. (Pfalzi) Rupert 1325 – 1398, Rajnai Palotagrófság grófja                                                    | II. (Pfalzi) Rupert 1325 – 1398, Rajnai Palotagrófság grófja                                                    | II. (Pfalzi) Rupert 1325 – 1398, Rajnai Palotagrófság grófja                                                    | II. (Pfalzi) Rupert 1325 – 1398, Rajnai Palotagrófság grófja                                                    | | | | | | | | | | | IV. Albert 1377 – 1404, Ausztria hercege | IV. Albert 1377 – 1404, Ausztria hercege | IV. Albert 1377 – 1404, Ausztria hercege | IV. Albert 1377 – 1404, Ausztria hercege | IV. Albert 1377 – 1404, Ausztria hercege | IV. Albert 1377 – 1404, Ausztria hercege | | | (I.) Vas Ernő 1377 – 1424, Ausztria hercege | (I.) Vas Ernő 1377 – 1424, Ausztria hercege | (I.) Vas Ernő 1377 – 1424, Ausztria hercege | (I.) Vas Ernő 1377 – 1424, Ausztria hercege | (I.) Vas Ernő 1377 – 1424, Ausztria hercege | (I.) Vas Ernő 1377 – 1424, Ausztria hercege | | | | | | | | | | | | | | | | | | | | | | | IV. Károly 1316 – 1378, ellenkirály: 1346-1347, megválasztása és koronázása: 1346, uralkodott: 1347-1378, királynak elismerve: 1347, újra-koronázása: 1349, császár: 1355-1378, koronázása: 1355 (Luxemburg-ház) | IV. Károly 1316 – 1378, ellenkirály: 1346-1347, megválasztása és koronázása: 1346, uralkodott: 1347-1378, királynak elismerve: 1347, újra-koronázása: 1349, császár: 1355-1378, koronázása: 1355 (Luxemburg-ház) | IV. Károly 1316 – 1378, ellenkirály: 1346-1347, megválasztása és koronázása: 1346, uralkodott: 1347-1378, királynak elismerve: 1347, újra-koronázása: 1349, császár: 1355-1378, koronázása: 1355 (Luxemburg-ház) | IV. Károly 1316 – 1378, ellenkirály: 1346-1347, megválasztása és koronázása: 1346, uralkodott: 1347-1378, királynak elismerve: 1347, újra-koronázása: 1349, császár: 1355-1378, koronázása: 1355 (Luxemburg-ház) | IV. Károly 1316 – 1378, ellenkirály: 1346-1347, megválasztása és koronázása: 1346, uralkodott: 1347-1378, királynak elismerve: 1347, újra-koronázása: 1349, császár: 1355-1378, koronázása: 1355 (Luxemburg-ház) | IV. Károly 1316 – 1378, ellenkirály: 1346-1347, megválasztása és koronázása: 1346, uralkodott: 1347-1378, királynak elismerve: 1347, újra-koronázása: 1349, császár: 1355-1378, koronázása: 1355 (Luxemburg-ház) | | | | | | | | |                                                               |                                                               | János Henrik 1322 – 1375, Morvaország őrgrófja | János Henrik 1322 – 1375, Morvaország őrgrófja | János Henrik 1322 – 1375, Morvaország őrgrófja | János Henrik 1322 – 1375, Morvaország őrgrófja | János Henrik 1322 – 1375, Morvaország őrgrófja | János Henrik 1322 – 1375, Morvaország őrgrófja |                                             |                                             |                                             |                                             |  |  | | | | | | |                                                                                           |                                                                                           | | | | | | |                                |                                |                                           |                                           |                                           |                                           | | | | | | |                                                  |                                                  |                                                  |                                                  |  |  | | | | | | |  |  |  |  |  |  |  |  |  |  |
| | | | | II. (Pfalzi) Rupert 1325 – 1398, Rajnai Palotagrófság grófja                                                      | II. (Pfalzi) Rupert 1325 – 1398, Rajnai Palotagrófság grófja                                                      | II. (Pfalzi) Rupert 1325 – 1398, Rajnai Palotagrófság grófja                                                    | II. (Pfalzi) Rupert 1325 – 1398, Rajnai Palotagrófság grófja                                                    | II. (Pfalzi) Rupert 1325 – 1398, Rajnai Palotagrófság grófja                                                    | II. (Pfalzi) Rupert 1325 – 1398, Rajnai Palotagrófság grófja                                                    | | | | | | | | | | | IV. Albert 1377 – 1404, Ausztria hercege | IV. Albert 1377 – 1404, Ausztria hercege | IV. Albert 1377 – 1404, Ausztria hercege | IV. Albert 1377 – 1404, Ausztria hercege | IV. Albert 1377 – 1404, Ausztria hercege | IV. Albert 1377 – 1404, Ausztria hercege | | | (I.) Vas Ernő 1377 – 1424, Ausztria hercege | (I.) Vas Ernő 1377 – 1424, Ausztria hercege | (I.) Vas Ernő 1377 – 1424, Ausztria hercege | (I.) Vas Ernő 1377 – 1424, Ausztria hercege | (I.) Vas Ernő 1377 – 1424, Ausztria hercege | (I.) Vas Ernő 1377 – 1424, Ausztria hercege | | | | | | | | | | | | | | | | | | | | | | | IV. Károly 1316 – 1378, ellenkirály: 1346-1347, megválasztása és koronázása: 1346, uralkodott: 1347-1378, királynak elismerve: 1347, újra-koronázása: 1349, császár: 1355-1378, koronázása: 1355 (Luxemburg-ház) | IV. Károly 1316 – 1378, ellenkirály: 1346-1347, megválasztása és koronázása: 1346, uralkodott: 1347-1378, királynak elismerve: 1347, újra-koronázása: 1349, császár: 1355-1378, koronázása: 1355 (Luxemburg-ház) | IV. Károly 1316 – 1378, ellenkirály: 1346-1347, megválasztása és koronázása: 1346, uralkodott: 1347-1378, királynak elismerve: 1347, újra-koronázása: 1349, császár: 1355-1378, koronázása: 1355 (Luxemburg-ház) | IV. Károly 1316 – 1378, ellenkirály: 1346-1347, megválasztása és koronázása: 1346, uralkodott: 1347-1378, királynak elismerve: 1347, újra-koronázása: 1349, császár: 1355-1378, koronázása: 1355 (Luxemburg-ház) | IV. Károly 1316 – 1378, ellenkirály: 1346-1347, megválasztása és koronázása: 1346, uralkodott: 1347-1378, királynak elismerve: 1347, újra-koronázása: 1349, császár: 1355-1378, koronázása: 1355 (Luxemburg-ház) | IV. Károly 1316 – 1378, ellenkirály: 1346-1347, megválasztása és koronázása: 1346, uralkodott: 1347-1378, királynak elismerve: 1347, újra-koronázása: 1349, császár: 1355-1378, koronázása: 1355 (Luxemburg-ház) | | | | | | | | |                                                               |                                                               | János Henrik 1322 – 1375, Morvaország őrgrófja | János Henrik 1322 – 1375, Morvaország őrgrófja | János Henrik 1322 – 1375, Morvaország őrgrófja | János Henrik 1322 – 1375, Morvaország őrgrófja | János Henrik 1322 – 1375, Morvaország őrgrófja | János Henrik 1322 – 1375, Morvaország őrgrófja |                                             |                                             |                                             |                                             |  |  | | | | | | |                                                                                           |                                                                                           | | | | | | |                                |                                |                                           |                                           |                                           |                                           | | | | | | |                                                  |                                                  |                                                  |                                                  |  |  | | | | | | |  |  |  |  |  |  |  |  |  |  |
| | | | | | | | | | | | | | | | | | | | | | | | | | | | | | | | | | | | | | | | | | | | | | | | | | | | | | | | | | | | | | | | | | | | | | |                                                               |                                                               | | | | | | |                                             |                                             |                                             |                                             |  |  | | | | | | |                                                                                           |                                                                                           | | | | | | |                                |                                |                                           |                                           |                                           |                                           | | | | | | |                                                  |                                                  |                                                  |                                                  |  |  | | | | | | |  |  |  |  |  |  |  |  |  |  |
| | | | | Pfalzi Rupert 1352 – 1410, uralkodott: 1400-1410, királlyá választása: 1400, koronázása: 1401 (Wittelsbach-ház)   | Pfalzi Rupert 1352 – 1410, uralkodott: 1400-1410, királlyá választása: 1400, koronázása: 1401 (Wittelsbach-ház)   | Pfalzi Rupert 1352 – 1410, uralkodott: 1400-1410, királlyá választása: 1400, koronázása: 1401 (Wittelsbach-ház) | Pfalzi Rupert 1352 – 1410, uralkodott: 1400-1410, királlyá választása: 1400, koronázása: 1401 (Wittelsbach-ház) | Pfalzi Rupert 1352 – 1410, uralkodott: 1400-1410, királlyá választása: 1400, koronázása: 1401 (Wittelsbach-ház) | Pfalzi Rupert 1352 – 1410, uralkodott: 1400-1410, királlyá választása: 1400, koronázása: 1401 (Wittelsbach-ház) | | | | | | | | | | | II. Albert 1397 – 1439, uralkodott: 1438-1439, királlyá választása: 1438, nem koronázták meg (Habsburg-ház)                                           | II. Albert 1397 – 1439, uralkodott: 1438-1439, királlyá választása: 1438, nem koronázták meg (Habsburg-ház)                                           | II. Albert 1397 – 1439, uralkodott: 1438-1439, királlyá választása: 1438, nem koronázták meg (Habsburg-ház)                                        | II. Albert 1397 – 1439, uralkodott: 1438-1439, királlyá választása: 1438, nem koronázták meg (Habsburg-ház)                                 | II. Albert 1397 – 1439, uralkodott: 1438-1439, királlyá választása: 1438, nem koronázták meg (Habsburg-ház) | II. Albert 1397 – 1439, uralkodott: 1438-1439, királlyá választása: 1438, nem koronázták meg (Habsburg-ház) | | | III. Frigyes 1415 – 1493, uralkodott: 1440-1493, királlyá választása: 1440, koronázása: 1442, császár: 1452-1493, koronázása: 1452 (Habsburg-ház)                                                                     | III. Frigyes 1415 – 1493, uralkodott: 1440-1493, királlyá választása: 1440, koronázása: 1442, császár: 1452-1493, koronázása: 1452 (Habsburg-ház)                                                                     | III. Frigyes 1415 – 1493, uralkodott: 1440-1493, királlyá választása: 1440, koronázása: 1442, császár: 1452-1493, koronázása: 1452 (Habsburg-ház)                                                                     | III. Frigyes 1415 – 1493, uralkodott: 1440-1493, királlyá választása: 1440, koronázása: 1442, császár: 1452-1493, koronázása: 1452 (Habsburg-ház)                                                                     | III. Frigyes 1415 – 1493, uralkodott: 1440-1493, királlyá választása: 1440, koronázása: 1442, császár: 1452-1493, koronázása: 1452 (Habsburg-ház)                                     | III. Frigyes 1415 – 1493, uralkodott: 1440-1493, királlyá választása: 1440, koronázása: 1442, császár: 1452-1493, koronázása: 1452 (Habsburg-ház)                                     | | | | | | | | | | | | | | | | | | | Vencel 1361 – 1419, uralkodott: 1378-1400 (trónfosztva), királlyá választása és koronázása: 1376 (Luxemburg-ház)                      | Vencel 1361 – 1419, uralkodott: 1378-1400 (trónfosztva), királlyá választása és koronázása: 1376 (Luxemburg-ház)                      | Vencel 1361 – 1419, uralkodott: 1378-1400 (trónfosztva), királlyá választása és koronázása: 1376 (Luxemburg-ház)               | Vencel 1361 – 1419, uralkodott: 1378-1400 (trónfosztva), királlyá választása és koronázása: 1376 (Luxemburg-ház)               | Vencel 1361 – 1419, uralkodott: 1378-1400 (trónfosztva), királlyá választása és koronázása: 1376 (Luxemburg-ház)                                                                                                 | Vencel 1361 – 1419, uralkodott: 1378-1400 (trónfosztva), királlyá választása és koronázása: 1376 (Luxemburg-ház)                                                                                                 | | | Zsigmond 1368 – 1437, uralkodott: 1410-1437, királlyá választása: 1410, újraválasztása: 1411, koronázása: 1414, császár: 1433-1437, koronázása: 1433 (Luxemburg-ház)                                             | Zsigmond 1368 – 1437, uralkodott: 1410-1437, királlyá választása: 1410, újraválasztása: 1411, koronázása: 1414, császár: 1433-1437, koronázása: 1433 (Luxemburg-ház)                                             | Zsigmond 1368 – 1437, uralkodott: 1410-1437, királlyá választása: 1410, újraválasztása: 1411, koronázása: 1414, császár: 1433-1437, koronázása: 1433 (Luxemburg-ház) | Zsigmond 1368 – 1437, uralkodott: 1410-1437, királlyá választása: 1410, újraválasztása: 1411, koronázása: 1414, császár: 1433-1437, koronázása: 1433 (Luxemburg-ház) | Zsigmond 1368 – 1437, uralkodott: 1410-1437, királlyá választása: 1410, újraválasztása: 1411, koronázása: 1414, császár: 1433-1437, koronázása: 1433 (Luxemburg-ház) | Zsigmond 1368 – 1437, uralkodott: 1410-1437, királlyá választása: 1410, újraválasztása: 1411, koronázása: 1414, császár: 1433-1437, koronázása: 1433 (Luxemburg-ház) | | | | |                                                               |                                                               | Jobst 1351 – 1411, uralkodott: 1410-1411, királlyá választása: 1410, nem koronázták meg (Luxemburg-ház)                                                        | Jobst 1351 – 1411, uralkodott: 1410-1411, királlyá választása: 1410, nem koronázták meg (Luxemburg-ház)                                                        | Jobst 1351 – 1411, uralkodott: 1410-1411, királlyá választása: 1410, nem koronázták meg (Luxemburg-ház)                                                        | Jobst 1351 – 1411, uralkodott: 1410-1411, királlyá választása: 1410, nem koronázták meg (Luxemburg-ház)                                                        | Jobst 1351 – 1411, uralkodott: 1410-1411, királlyá választása: 1410, nem koronázták meg (Luxemburg-ház)                                                        | Jobst 1351 – 1411, uralkodott: 1410-1411, királlyá választása: 1410, nem koronázták meg (Luxemburg-ház)                                                        |                                             |                                             |                                             |                                             |  |  | | | | | | |                                                                                           |                                                                                           | | | | | | |                                |                                |                                           |                                           |                                           |                                           | | | | | | |                                                  |                                                  |                                                  |                                                  |  |  | | | | | | |  |  |  |  |  |  |  |  |  |  |
| | | | | Pfalzi Rupert 1352 – 1410, uralkodott: 1400-1410, királlyá választása: 1400, koronázása: 1401 (Wittelsbach-ház)   | Pfalzi Rupert 1352 – 1410, uralkodott: 1400-1410, királlyá választása: 1400, koronázása: 1401 (Wittelsbach-ház)   | Pfalzi Rupert 1352 – 1410, uralkodott: 1400-1410, királlyá választása: 1400, koronázása: 1401 (Wittelsbach-ház) | Pfalzi Rupert 1352 – 1410, uralkodott: 1400-1410, királlyá választása: 1400, koronázása: 1401 (Wittelsbach-ház) | Pfalzi Rupert 1352 – 1410, uralkodott: 1400-1410, királlyá választása: 1400, koronázása: 1401 (Wittelsbach-ház) | Pfalzi Rupert 1352 – 1410, uralkodott: 1400-1410, királlyá választása: 1400, koronázása: 1401 (Wittelsbach-ház) | | | | | | | | | | | II. Albert 1397 – 1439, uralkodott: 1438-1439, királlyá választása: 1438, nem koronázták meg (Habsburg-ház)                                           | II. Albert 1397 – 1439, uralkodott: 1438-1439, királlyá választása: 1438, nem koronázták meg (Habsburg-ház)                                           | II. Albert 1397 – 1439, uralkodott: 1438-1439, királlyá választása: 1438, nem koronázták meg (Habsburg-ház)                                        | II. Albert 1397 – 1439, uralkodott: 1438-1439, királlyá választása: 1438, nem koronázták meg (Habsburg-ház)                                 | II. Albert 1397 – 1439, uralkodott: 1438-1439, királlyá választása: 1438, nem koronázták meg (Habsburg-ház) | II. Albert 1397 – 1439, uralkodott: 1438-1439, királlyá választása: 1438, nem koronázták meg (Habsburg-ház) | | | III. Frigyes 1415 – 1493, uralkodott: 1440-1493, királlyá választása: 1440, koronázása: 1442, császár: 1452-1493, koronázása: 1452 (Habsburg-ház)                                                                     | III. Frigyes 1415 – 1493, uralkodott: 1440-1493, királlyá választása: 1440, koronázása: 1442, császár: 1452-1493, koronázása: 1452 (Habsburg-ház)                                                                     | III. Frigyes 1415 – 1493, uralkodott: 1440-1493, királlyá választása: 1440, koronázása: 1442, császár: 1452-1493, koronázása: 1452 (Habsburg-ház)                                                                     | III. Frigyes 1415 – 1493, uralkodott: 1440-1493, királlyá választása: 1440, koronázása: 1442, császár: 1452-1493, koronázása: 1452 (Habsburg-ház)                                                                     | III. Frigyes 1415 – 1493, uralkodott: 1440-1493, királlyá választása: 1440, koronázása: 1442, császár: 1452-1493, koronázása: 1452 (Habsburg-ház)                                     | III. Frigyes 1415 – 1493, uralkodott: 1440-1493, királlyá választása: 1440, koronázása: 1442, császár: 1452-1493, koronázása: 1452 (Habsburg-ház)                                     | | | | | | | | | | | | | | | | | | | Vencel 1361 – 1419, uralkodott: 1378-1400 (trónfosztva), királlyá választása és koronázása: 1376 (Luxemburg-ház)                      | Vencel 1361 – 1419, uralkodott: 1378-1400 (trónfosztva), királlyá választása és koronázása: 1376 (Luxemburg-ház)                      | Vencel 1361 – 1419, uralkodott: 1378-1400 (trónfosztva), királlyá választása és koronázása: 1376 (Luxemburg-ház)               | Vencel 1361 – 1419, uralkodott: 1378-1400 (trónfosztva), királlyá választása és koronázása: 1376 (Luxemburg-ház)               | Vencel 1361 – 1419, uralkodott: 1378-1400 (trónfosztva), királlyá választása és koronázása: 1376 (Luxemburg-ház)                                                                                                 | Vencel 1361 – 1419, uralkodott: 1378-1400 (trónfosztva), királlyá választása és koronázása: 1376 (Luxemburg-ház)                                                                                                 | | | Zsigmond 1368 – 1437, uralkodott: 1410-1437, királlyá választása: 1410, újraválasztása: 1411, koronázása: 1414, császár: 1433-1437, koronázása: 1433 (Luxemburg-ház)                                             | Zsigmond 1368 – 1437, uralkodott: 1410-1437, királlyá választása: 1410, újraválasztása: 1411, koronázása: 1414, császár: 1433-1437, koronázása: 1433 (Luxemburg-ház)                                             | Zsigmond 1368 – 1437, uralkodott: 1410-1437, királlyá választása: 1410, újraválasztása: 1411, koronázása: 1414, császár: 1433-1437, koronázása: 1433 (Luxemburg-ház) | Zsigmond 1368 – 1437, uralkodott: 1410-1437, királlyá választása: 1410, újraválasztása: 1411, koronázása: 1414, császár: 1433-1437, koronázása: 1433 (Luxemburg-ház) | Zsigmond 1368 – 1437, uralkodott: 1410-1437, királlyá választása: 1410, újraválasztása: 1411, koronázása: 1414, császár: 1433-1437, koronázása: 1433 (Luxemburg-ház) | Zsigmond 1368 – 1437, uralkodott: 1410-1437, királlyá választása: 1410, újraválasztása: 1411, koronázása: 1414, császár: 1433-1437, koronázása: 1433 (Luxemburg-ház) | | | | |                                                               |                                                               | Jobst 1351 – 1411, uralkodott: 1410-1411, királlyá választása: 1410, nem koronázták meg (Luxemburg-ház)                                                        | Jobst 1351 – 1411, uralkodott: 1410-1411, királlyá választása: 1410, nem koronázták meg (Luxemburg-ház)                                                        | Jobst 1351 – 1411, uralkodott: 1410-1411, királlyá választása: 1410, nem koronázták meg (Luxemburg-ház)                                                        | Jobst 1351 – 1411, uralkodott: 1410-1411, királlyá választása: 1410, nem koronázták meg (Luxemburg-ház)                                                        | Jobst 1351 – 1411, uralkodott: 1410-1411, királlyá választása: 1410, nem koronázták meg (Luxemburg-ház)                                                        | Jobst 1351 – 1411, uralkodott: 1410-1411, királlyá választása: 1410, nem koronázták meg (Luxemburg-ház)                                                        |                                             |                                             |                                             |                                             |  |  | | | | | | |                                                                                           |                                                                                           | | | | | | |                                |                                |                                           |                                           |                                           |                                           | | | | | | |                                                  |                                                  |                                                  |                                                  |  |  | | | | | | |  |  |  |  |  |  |  |  |  |  |
| | | | | | | | | | | | | | | | | | | | | | | | | | | | | I. Miksa 1459 – 1519, uralkodott: 1493-1519, királlyá választása és koronázása:1486, császár: 1508 – 1519, császárnak kikiáltotta magát: 1508, nem koronázták meg (Habsburg-ház)                                      | | | | | | | | | | | | | | | | | | | | | | | | | | | | | | | | | | | | | | | | | |                                                               |                                                               | | | | | | |                                             |                                             |                                             |                                             |  |  | | | | | | |                                                                                           |                                                                                           | | | | | | |                                |                                |                                           |                                           |                                           |                                           | | | | | | |                                                  |                                                  |                                                  |                                                  |  |  | | | | | | |  |  |  |  |  |  |  |  |  |  |
| | | | | | | | | | | | | | | | | | | | | | | | | | | | | | | | | | | | | | | | | | | | | | | | | | | | | | | | | | | | | | | | | | | | | | |                                                               |                                                               | | | | | | |                                             |                                             |                                             |                                             |  |  | | | | | | |                                                                                           |                                                                                           | | | | | | |                                |                                |                                           |                                           |                                           |                                           | | | | | | |                                                  |                                                  |                                                  |                                                  |  |  | | | | | | |  |  |  |  |  |  |  |  |  |  |
| | | | | | | | | | | | | | | | | | | | | | | | | | | | | Szép Fülöp 1478 – 1506, I. Fülöp, Kasztília és León királya | | | | | | | | | | | | | | | | | | | | | | | | | | | | | | | | | | | | | | | | | |                                                               |                                                               | | | | | | |                                             |                                             |                                             |                                             |  |  | | | | | | |                                                                                           |                                                                                           | | | | | | |                                |                                |                                           |                                           |                                           |                                           | | | | | | |                                                  |                                                  |                                                  |                                                  |  |  | | | | | | |  |  |  |  |  |  |  |  |  |  |
| | | | | | | | | | | | | | | | | | | | | | | | | | | | | | | | | | | | | | | | | | | | | | | | | | | | | | | | | | | | | | | | | | | | | | |                                                               |                                                               | | | | | | |                                             |                                             |                                             |                                             |  |  | | | | | | |                                                                                           |                                                                                           | | | | | | |                                |                                |                                           |                                           |                                           |                                           | | | | | | |                                                  |                                                  |                                                  |                                                  |  |  | | | | | | |  |  |  |  |  |  |  |  |  |  |
| | | | | | | | | | | | | | | | | | | | | | | | | | | | | | | | | | | | | | | | | | | | | | | | | | | | | | | | | | | | | | | | | | | | | | |                                                               |                                                               | | | | | | |                                             |                                             |                                             |                                             |  |  | | | | | | |                                                                                           |                                                                                           | | | | | | |                                |                                |                                           |                                           |                                           |                                           | | | | | | |                                                  |                                                  |                                                  |                                                  |  |  | | | | | | |  |  |  |  |  |  |  |  |  |  |
| | | | | | | | | | | | | | | | | | | | | | | | | V. Károly 1500 – 1558, uralkodott: 1519-1556, királlyá választása: 1519, koronázása: 1520, császár: 1520/1530-1556 (lemondott), választott császár (pápai hozzájárulással): 1520, koronázása: 1530 (Habsburg-ház) | V. Károly 1500 – 1558, uralkodott: 1519-1556, királlyá választása: 1519, koronázása: 1520, császár: 1520/1530-1556 (lemondott), választott császár (pápai hozzájárulással): 1520, koronázása: 1530 (Habsburg-ház) | V. Károly 1500 – 1558, uralkodott: 1519-1556, királlyá választása: 1519, koronázása: 1520, császár: 1520/1530-1556 (lemondott), választott császár (pápai hozzájárulással): 1520, koronázása: 1530 (Habsburg-ház)     | V. Károly 1500 – 1558, uralkodott: 1519-1556, királlyá választása: 1519, koronázása: 1520, császár: 1520/1530-1556 (lemondott), választott császár (pápai hozzájárulással): 1520, koronázása: 1530 (Habsburg-ház)     | V. Károly 1500 – 1558, uralkodott: 1519-1556, királlyá választása: 1519, koronázása: 1520, császár: 1520/1530-1556 (lemondott), választott császár (pápai hozzájárulással): 1520, koronázása: 1530 (Habsburg-ház)     | V. Károly 1500 – 1558, uralkodott: 1519-1556, királlyá választása: 1519, koronázása: 1520, császár: 1520/1530-1556 (lemondott), választott császár (pápai hozzájárulással): 1520, koronázása: 1530 (Habsburg-ház)     | | | I. Ferdinánd 1503 – 1564, uralkodott: 1556-1564, királlyá választása és koronázása: 1531, császár: 1558-1564, "ünnepélyes elismerése császárként" ("koronázása"): 1558 (Habsburg-ház) | I. Ferdinánd 1503 – 1564, uralkodott: 1556-1564, királlyá választása és koronázása: 1531, császár: 1558-1564, "ünnepélyes elismerése császárként" ("koronázása"): 1558 (Habsburg-ház) | I. Ferdinánd 1503 – 1564, uralkodott: 1556-1564, királlyá választása és koronázása: 1531, császár: 1558-1564, "ünnepélyes elismerése császárként" ("koronázása"): 1558 (Habsburg-ház) | I. Ferdinánd 1503 – 1564, uralkodott: 1556-1564, királlyá választása és koronázása: 1531, császár: 1558-1564, "ünnepélyes elismerése császárként" ("koronázása"): 1558 (Habsburg-ház) | I. Ferdinánd 1503 – 1564, uralkodott: 1556-1564, királlyá választása és koronázása: 1531, császár: 1558-1564, "ünnepélyes elismerése császárként" ("koronázása"): 1558 (Habsburg-ház) | I. Ferdinánd 1503 – 1564, uralkodott: 1556-1564, királlyá választása és koronázása: 1531, császár: 1558-1564, "ünnepélyes elismerése császárként" ("koronázása"): 1558 (Habsburg-ház) | | | | | | | | | | | | | | | | | | | | | | | | | | | | | | | | |                                                               |                                                               | | | | | | |                                             |                                             |                                             |                                             |  |  | | | | | | |                                                                                           |                                                                                           | | | | | | |                                |                                |                                           |                                           |                                           |                                           | | | | | | |                                                  |                                                  |                                                  |                                                  |  |  | | | | | | |  |  |  |  |  |  |  |  |  |  |
| | | | | | | | | | | | | | | | | | | | | | | | | V. Károly 1500 – 1558, uralkodott: 1519-1556, királlyá választása: 1519, koronázása: 1520, császár: 1520/1530-1556 (lemondott), választott császár (pápai hozzájárulással): 1520, koronázása: 1530 (Habsburg-ház) | V. Károly 1500 – 1558, uralkodott: 1519-1556, királlyá választása: 1519, koronázása: 1520, császár: 1520/1530-1556 (lemondott), választott császár (pápai hozzájárulással): 1520, koronázása: 1530 (Habsburg-ház) | V. Károly 1500 – 1558, uralkodott: 1519-1556, királlyá választása: 1519, koronázása: 1520, császár: 1520/1530-1556 (lemondott), választott császár (pápai hozzájárulással): 1520, koronázása: 1530 (Habsburg-ház)     | V. Károly 1500 – 1558, uralkodott: 1519-1556, királlyá választása: 1519, koronázása: 1520, császár: 1520/1530-1556 (lemondott), választott császár (pápai hozzájárulással): 1520, koronázása: 1530 (Habsburg-ház)     | V. Károly 1500 – 1558, uralkodott: 1519-1556, királlyá választása: 1519, koronázása: 1520, császár: 1520/1530-1556 (lemondott), választott császár (pápai hozzájárulással): 1520, koronázása: 1530 (Habsburg-ház)     | V. Károly 1500 – 1558, uralkodott: 1519-1556, királlyá választása: 1519, koronázása: 1520, császár: 1520/1530-1556 (lemondott), választott császár (pápai hozzájárulással): 1520, koronázása: 1530 (Habsburg-ház)     | | | I. Ferdinánd 1503 – 1564, uralkodott: 1556-1564, királlyá választása és koronázása: 1531, császár: 1558-1564, "ünnepélyes elismerése császárként" ("koronázása"): 1558 (Habsburg-ház) | I. Ferdinánd 1503 – 1564, uralkodott: 1556-1564, királlyá választása és koronázása: 1531, császár: 1558-1564, "ünnepélyes elismerése császárként" ("koronázása"): 1558 (Habsburg-ház) | I. Ferdinánd 1503 – 1564, uralkodott: 1556-1564, királlyá választása és koronázása: 1531, császár: 1558-1564, "ünnepélyes elismerése császárként" ("koronázása"): 1558 (Habsburg-ház) | I. Ferdinánd 1503 – 1564, uralkodott: 1556-1564, királlyá választása és koronázása: 1531, császár: 1558-1564, "ünnepélyes elismerése császárként" ("koronázása"): 1558 (Habsburg-ház) | I. Ferdinánd 1503 – 1564, uralkodott: 1556-1564, királlyá választása és koronázása: 1531, császár: 1558-1564, "ünnepélyes elismerése császárként" ("koronázása"): 1558 (Habsburg-ház) | I. Ferdinánd 1503 – 1564, uralkodott: 1556-1564, királlyá választása és koronázása: 1531, császár: 1558-1564, "ünnepélyes elismerése császárként" ("koronázása"): 1558 (Habsburg-ház) | | | | | | | | | | | | | | | | | | | | | | | | | | | | | | | | |                                                               |                                                               | | | | | | |                                             |                                             |                                             |                                             |  |  | | | | | | |                                                                                           |                                                                                           | | | | | | |                                |                                |                                           |                                           |                                           |                                           | | | | | | |                                                  |                                                  |                                                  |                                                  |  |  | | | | | | |  |  |  |  |  |  |  |  |  |  |
| | | | | | | | | | | | | | | | | | | | | | | | | | | | | | | | | | | | | | | | | | | | | | | | | | | | | | | | | | | | | | | | | | | | | | |                                                               |                                                               | | | | | | |                                             |                                             |                                             |                                             |  |  | | | | | | |                                                                                           |                                                                                           | | | | | | |                                |                                |                                           |                                           |                                           |                                           | | | | | | |                                                  |                                                  |                                                  |                                                  |  |  | | | | | | |  |  |  |  |  |  |  |  |  |  |
| | | | | | | | | | | | | | | | | | | | | | | | | II. Miksa 1527 – 1576, uralkodott: 1564-1576, királlyá választása és koronázása: 1562, császár: 1564-1576 (Habsburg-ház)                                                                                          | II. Miksa 1527 – 1576, uralkodott: 1564-1576, királlyá választása és koronázása: 1562, császár: 1564-1576 (Habsburg-ház)                                                                                          | II. Miksa 1527 – 1576, uralkodott: 1564-1576, királlyá választása és koronázása: 1562, császár: 1564-1576 (Habsburg-ház)                                                                                              | II. Miksa 1527 – 1576, uralkodott: 1564-1576, királlyá választása és koronázása: 1562, császár: 1564-1576 (Habsburg-ház)                                                                                              | II. Miksa 1527 – 1576, uralkodott: 1564-1576, királlyá választása és koronázása: 1562, császár: 1564-1576 (Habsburg-ház)                                                                                              | II. Miksa 1527 – 1576, uralkodott: 1564-1576, királlyá választása és koronázása: 1562, császár: 1564-1576 (Habsburg-ház)                                                                                              | | | | | | | II. (Stájer) Károly 1540 – 1590, Belső-Ausztria főhercege | II. (Stájer) Károly 1540 – 1590, Belső-Ausztria főhercege | II. (Stájer) Károly 1540 – 1590, Belső-Ausztria főhercege | II. (Stájer) Károly 1540 – 1590, Belső-Ausztria főhercege | II. (Stájer) Károly 1540 – 1590, Belső-Ausztria főhercege | II. (Stájer) Károly 1540 – 1590, Belső-Ausztria főhercege | | | | | | | | | | | | | | | | | | | | | | | | | | | | |                                                               |                                                               | | | | | | |                                             |                                             |                                             |                                             |  |  | | | | | | |                                                                                           |                                                                                           | | | | | | |                                |                                |                                           |                                           |                                           |                                           | | | | | | |                                                  |                                                  |                                                  |                                                  |  |  | | | | | | |  |  |  |  |  |  |  |  |  |  |
| | | | | | | | | | | | | | | | | | | | | | | | | II. Miksa 1527 – 1576, uralkodott: 1564-1576, királlyá választása és koronázása: 1562, császár: 1564-1576 (Habsburg-ház)                                                                                          | II. Miksa 1527 – 1576, uralkodott: 1564-1576, királlyá választása és koronázása: 1562, császár: 1564-1576 (Habsburg-ház)                                                                                          | II. Miksa 1527 – 1576, uralkodott: 1564-1576, királlyá választása és koronázása: 1562, császár: 1564-1576 (Habsburg-ház)                                                                                              | II. Miksa 1527 – 1576, uralkodott: 1564-1576, királlyá választása és koronázása: 1562, császár: 1564-1576 (Habsburg-ház)                                                                                              | II. Miksa 1527 – 1576, uralkodott: 1564-1576, királlyá választása és koronázása: 1562, császár: 1564-1576 (Habsburg-ház)                                                                                              | II. Miksa 1527 – 1576, uralkodott: 1564-1576, királlyá választása és koronázása: 1562, császár: 1564-1576 (Habsburg-ház)                                                                                              | | | | | | | II. (Stájer) Károly 1540 – 1590, Belső-Ausztria főhercege | II. (Stájer) Károly 1540 – 1590, Belső-Ausztria főhercege | II. (Stájer) Károly 1540 – 1590, Belső-Ausztria főhercege | II. (Stájer) Károly 1540 – 1590, Belső-Ausztria főhercege | II. (Stájer) Károly 1540 – 1590, Belső-Ausztria főhercege | II. (Stájer) Károly 1540 – 1590, Belső-Ausztria főhercege | | | | | | | | | | | | | | | | | | | | | | | | | | | | |                                                               |                                                               | | | | | | |                                             |                                             |                                             |                                             |  |  | | | | | | |                                                                                           |                                                                                           | | | | | | |                                |                                |                                           |                                           |                                           |                                           | | | | | | |                                                  |                                                  |                                                  |                                                  |  |  | | | | | | |  |  |  |  |  |  |  |  |  |  |
| | | | | | | | | | | | | | | | | | | | | | | | | | | | | | | | | | | | | | | | | | | | | | | | | | | | | | | | | | | | | | | | | | | | | | |                                                               |                                                               | | | | | | |                                             |                                             |                                             |                                             |  |  | | | | | | |                                                                                           |                                                                                           | | | | | | |                                |                                |                                           |                                           |                                           |                                           | | | | | | |                                                  |                                                  |                                                  |                                                  |  |  | | | | | | |  |  |  |  |  |  |  |  |  |  |
| | | | | | | | | | | | | | | | | | | | | II. Rudolf 1552 – 1612, uralkodott: 1576-1612, királlyá választása és koronázása: 1575, császár: 1576-1612 (Habsburg-ház)                             | II. Rudolf 1552 – 1612, uralkodott: 1576-1612, királlyá választása és koronázása: 1575, császár: 1576-1612 (Habsburg-ház)                             | II. Rudolf 1552 – 1612, uralkodott: 1576-1612, királlyá választása és koronázása: 1575, császár: 1576-1612 (Habsburg-ház)                          | II. Rudolf 1552 – 1612, uralkodott: 1576-1612, királlyá választása és koronázása: 1575, császár: 1576-1612 (Habsburg-ház)                   | II. Rudolf 1552 – 1612, uralkodott: 1576-1612, királlyá választása és koronázása: 1575, császár: 1576-1612 (Habsburg-ház)                                                                                         | II. Rudolf 1552 – 1612, uralkodott: 1576-1612, királlyá választása és koronázása: 1575, császár: 1576-1612 (Habsburg-ház)                                                                                         | | | Mátyás 1557 – 1619, uralkodott: 1612-1619, császárrá választása és koronázása: 1612 (Habsburg-ház) | Mátyás 1557 – 1619, uralkodott: 1612-1619, császárrá választása és koronázása: 1612 (Habsburg-ház) | Mátyás 1557 – 1619, uralkodott: 1612-1619, császárrá választása és koronázása: 1612 (Habsburg-ház) | Mátyás 1557 – 1619, uralkodott: 1612-1619, császárrá választása és koronázása: 1612 (Habsburg-ház) | Mátyás 1557 – 1619, uralkodott: 1612-1619, császárrá választása és koronázása: 1612 (Habsburg-ház)                                                                                    | Mátyás 1557 – 1619, uralkodott: 1612-1619, császárrá választása és koronázása: 1612 (Habsburg-ház)                                                                                    | | | II. Ferdinánd 1578 – 1637, uralkodott: 1619-1637, császárrá választása és koronázása: 1619 (Habsburg-ház)                                                                             | II. Ferdinánd 1578 – 1637, uralkodott: 1619-1637, császárrá választása és koronázása: 1619 (Habsburg-ház)                                                                             | II. Ferdinánd 1578 – 1637, uralkodott: 1619-1637, császárrá választása és koronázása: 1619 (Habsburg-ház)                                                                             | II. Ferdinánd 1578 – 1637, uralkodott: 1619-1637, császárrá választása és koronázása: 1619 (Habsburg-ház)                                                                             | II. Ferdinánd 1578 – 1637, uralkodott: 1619-1637, császárrá választása és koronázása: 1619 (Habsburg-ház)                                                                             | II. Ferdinánd 1578 – 1637, uralkodott: 1619-1637, császárrá választása és koronázása: 1619 (Habsburg-ház)                                                                             | | | | | | | | | | | | | | | | | | | | | | | | | | | | |                                                               |                                                               | | | | | | |                                             |                                             |                                             |                                             |  |  | | | | | | |                                                                                           |                                                                                           | | | | | | |                                |                                |                                           |                                           |                                           |                                           | | | | | | |                                                  |                                                  |                                                  |                                                  |  |  | | | | | | |  |  |  |  |  |  |  |  |  |  |
| | | | | | | | | | | | | | | | | | | | | II. Rudolf 1552 – 1612, uralkodott: 1576-1612, királlyá választása és koronázása: 1575, császár: 1576-1612 (Habsburg-ház)                             | II. Rudolf 1552 – 1612, uralkodott: 1576-1612, királlyá választása és koronázása: 1575, császár: 1576-1612 (Habsburg-ház)                             | II. Rudolf 1552 – 1612, uralkodott: 1576-1612, királlyá választása és koronázása: 1575, császár: 1576-1612 (Habsburg-ház)                          | II. Rudolf 1552 – 1612, uralkodott: 1576-1612, királlyá választása és koronázása: 1575, császár: 1576-1612 (Habsburg-ház)                   | II. Rudolf 1552 – 1612, uralkodott: 1576-1612, királlyá választása és koronázása: 1575, császár: 1576-1612 (Habsburg-ház)                                                                                         | II. Rudolf 1552 – 1612, uralkodott: 1576-1612, királlyá választása és koronázása: 1575, császár: 1576-1612 (Habsburg-ház)                                                                                         | | | Mátyás 1557 – 1619, uralkodott: 1612-1619, császárrá választása és koronázása: 1612 (Habsburg-ház) | Mátyás 1557 – 1619, uralkodott: 1612-1619, császárrá választása és koronázása: 1612 (Habsburg-ház) | Mátyás 1557 – 1619, uralkodott: 1612-1619, császárrá választása és koronázása: 1612 (Habsburg-ház) | Mátyás 1557 – 1619, uralkodott: 1612-1619, császárrá választása és koronázása: 1612 (Habsburg-ház) | Mátyás 1557 – 1619, uralkodott: 1612-1619, császárrá választása és koronázása: 1612 (Habsburg-ház)                                                                                    | Mátyás 1557 – 1619, uralkodott: 1612-1619, császárrá választása és koronázása: 1612 (Habsburg-ház)                                                                                    | | | II. Ferdinánd 1578 – 1637, uralkodott: 1619-1637, császárrá választása és koronázása: 1619 (Habsburg-ház)                                                                             | II. Ferdinánd 1578 – 1637, uralkodott: 1619-1637, császárrá választása és koronázása: 1619 (Habsburg-ház)                                                                             | II. Ferdinánd 1578 – 1637, uralkodott: 1619-1637, császárrá választása és koronázása: 1619 (Habsburg-ház)                                                                             | II. Ferdinánd 1578 – 1637, uralkodott: 1619-1637, császárrá választása és koronázása: 1619 (Habsburg-ház)                                                                             | II. Ferdinánd 1578 – 1637, uralkodott: 1619-1637, császárrá választása és koronázása: 1619 (Habsburg-ház)                                                                             | II. Ferdinánd 1578 – 1637, uralkodott: 1619-1637, császárrá választása és koronázása: 1619 (Habsburg-ház)                                                                             | | | | | | | | | | | | | | | | | | | | | | | | | | | | |                                                               |                                                               | | | | | | |                                             |                                             |                                             |                                             |  |  | | | | | | |                                                                                           |                                                                                           | | | | | | |                                |                                |                                           |                                           |                                           |                                           | | | | | | |                                                  |                                                  |                                                  |                                                  |  |  | | | | | | |  |  |  |  |  |  |  |  |  |  |
| | | | | | | | | | | | | | | | | | | | | | | | | | | | | | | | | | | | | III. Ferdinánd 1608 – 1657, uralkodott: 1637-1657, királlyá választása és koronázása: 1636, császár: 1637-1657 (Habsburg-ház)                                                         | | | | | | | | | | | | | | | | | | | | | | | | | | | | | | | | | |                                                               |                                                               | | | | | | |                                             |                                             |                                             |                                             |  |  | | | | | | |                                                                                           |                                                                                           | | | | | | |                                |                                |                                           |                                           |                                           |                                           | | | | | | |                                                  |                                                  |                                                  |                                                  |  |  | | | | | | |  |  |  |  |  |  |  |  |  |  |
| | | | | | | | | | | | | | | | | | | | | | | | | | | | | | | | | | | | | | | | | | | | | | | | | | | | | | | | | | | | | | | | | | | | | | |                                                               |                                                               | | | | | | |                                             |                                             |                                             |                                             |  |  | | | | | | |                                                                                           |                                                                                           | | | | | | |                                |                                |                                           |                                           |                                           |                                           | | | | | | |                                                  |                                                  |                                                  |                                                  |  |  | | | | | | |  |  |  |  |  |  |  |  |  |  |
| | | | | | | | | | | | | | | | | | | | | | | | | | | | | | | | | | | | | | | | | | | | | | | | | | | | | | | | | | | | | | | | | | | | | | |                                                               |                                                               | | | | | | |                                             |                                             |                                             |                                             |  |  | | | | | | |                                                                                           |                                                                                           | | | | | | |                                |                                |                                           |                                           |                                           |                                           | | | | | | |                                                  |                                                  |                                                  |                                                  |  |  | | | | | | |  |  |  |  |  |  |  |  |  |  |
| | | | | | | | | | | | | | | | | | | | | | | | | | | | | | | | | IV. Ferdinánd 1633 – 1654, uralkodott: 1653-1654, királlyá választása és koronázása: 1653 (Habsburg-ház)                                                                              | IV. Ferdinánd 1633 – 1654, uralkodott: 1653-1654, királlyá választása és koronázása: 1653 (Habsburg-ház)                                                                              | IV. Ferdinánd 1633 – 1654, uralkodott: 1653-1654, királlyá választása és koronázása: 1653 (Habsburg-ház)                                                                              | IV. Ferdinánd 1633 – 1654, uralkodott: 1653-1654, királlyá választása és koronázása: 1653 (Habsburg-ház)                                                                              | IV. Ferdinánd 1633 – 1654, uralkodott: 1653-1654, királlyá választása és koronázása: 1653 (Habsburg-ház)                                                                              | IV. Ferdinánd 1633 – 1654, uralkodott: 1653-1654, királlyá választása és koronázása: 1653 (Habsburg-ház)                                                                              | | | I. Lipót 1640 – 1705, uralkodott: 1658-1705, császárrá választása és koronázása: 1658 (Habsburg-ház)                                                                                  | I. Lipót 1640 – 1705, uralkodott: 1658-1705, császárrá választása és koronázása: 1658 (Habsburg-ház)                                                                                  | I. Lipót 1640 – 1705, uralkodott: 1658-1705, császárrá választása és koronázása: 1658 (Habsburg-ház)                                                                                  | I. Lipót 1640 – 1705, uralkodott: 1658-1705, császárrá választása és koronázása: 1658 (Habsburg-ház)                                                                                  | I. Lipót 1640 – 1705, uralkodott: 1658-1705, császárrá választása és koronázása: 1658 (Habsburg-ház) | I. Lipót 1640 – 1705, uralkodott: 1658-1705, császárrá választása és koronázása: 1658 (Habsburg-ház) | | | | | | | | | | | | | | | | | | | | | | | | |                                                               |                                                               | | | | | | |                                             |                                             |                                             |                                             |  |  | | | | | | |                                                                                           |                                                                                           | | | | | | |                                |                                |                                           |                                           |                                           |                                           | | | | | | |                                                  |                                                  |                                                  |                                                  |  |  | | | | | | |  |  |  |  |  |  |  |  |  |  |
| | | | | | | | | | | | | | | | | | | | | | | | | | | | | | | | | IV. Ferdinánd 1633 – 1654, uralkodott: 1653-1654, királlyá választása és koronázása: 1653 (Habsburg-ház)                                                                              | IV. Ferdinánd 1633 – 1654, uralkodott: 1653-1654, királlyá választása és koronázása: 1653 (Habsburg-ház)                                                                              | IV. Ferdinánd 1633 – 1654, uralkodott: 1653-1654, királlyá választása és koronázása: 1653 (Habsburg-ház)                                                                              | IV. Ferdinánd 1633 – 1654, uralkodott: 1653-1654, királlyá választása és koronázása: 1653 (Habsburg-ház)                                                                              | IV. Ferdinánd 1633 – 1654, uralkodott: 1653-1654, királlyá választása és koronázása: 1653 (Habsburg-ház)                                                                              | IV. Ferdinánd 1633 – 1654, uralkodott: 1653-1654, királlyá választása és koronázása: 1653 (Habsburg-ház)                                                                              | | | I. Lipót 1640 – 1705, uralkodott: 1658-1705, császárrá választása és koronázása: 1658 (Habsburg-ház)                                                                                  | I. Lipót 1640 – 1705, uralkodott: 1658-1705, császárrá választása és koronázása: 1658 (Habsburg-ház)                                                                                  | I. Lipót 1640 – 1705, uralkodott: 1658-1705, császárrá választása és koronázása: 1658 (Habsburg-ház)                                                                                  | I. Lipót 1640 – 1705, uralkodott: 1658-1705, császárrá választása és koronázása: 1658 (Habsburg-ház)                                                                                  | I. Lipót 1640 – 1705, uralkodott: 1658-1705, császárrá választása és koronázása: 1658 (Habsburg-ház) | I. Lipót 1640 – 1705, uralkodott: 1658-1705, császárrá választása és koronázása: 1658 (Habsburg-ház) | | | | | | | | | | | | | | | | | | | | | | | | |                                                               |                                                               | | | | | | |                                             |                                             |                                             |                                             |  |  | | | | | | |                                                                                           |                                                                                           | | | | | | |                                |                                |                                           |                                           |                                           |                                           | | | | | | |                                                  |                                                  |                                                  |                                                  |  |  | | | | | | |  |  |  |  |  |  |  |  |  |  |
| | | | | | | | | | | | | | | | | | | | | | | | | | | | | | | | | | | | | | | | | | | | | | | | | | | | | | | | | | | | | | | | | | | | | | |                                                               |                                                               | | | | | | |                                             |                                             |                                             |                                             |  |  | | | | | | |                                                                                           |                                                                                           | | | | | | |                                |                                |                                           |                                           |                                           |                                           | | | | | | |                                                  |                                                  |                                                  |                                                  |  |  | | | | | | |  |  |  |  |  |  |  |  |  |  |
| | | | | | | | | | | | | | | | | | | | | | | | | | | | | | | | | | | | | | | | | I. József 1678 – 1711, uralkodott: 1705-1711, királlyá választása és koronázása: 1690, császár: 1705-1711 (Habsburg-ház)                                                              | I. József 1678 – 1711, uralkodott: 1705-1711, királlyá választása és koronázása: 1690, császár: 1705-1711 (Habsburg-ház)                                                              | I. József 1678 – 1711, uralkodott: 1705-1711, királlyá választása és koronázása: 1690, császár: 1705-1711 (Habsburg-ház)                                                              | I. József 1678 – 1711, uralkodott: 1705-1711, királlyá választása és koronázása: 1690, császár: 1705-1711 (Habsburg-ház)                                                              | I. József 1678 – 1711, uralkodott: 1705-1711, királlyá választása és koronázása: 1690, császár: 1705-1711 (Habsburg-ház) | I. József 1678 – 1711, uralkodott: 1705-1711, királlyá választása és koronázása: 1690, császár: 1705-1711 (Habsburg-ház) | | | VI. Károly 1685 – 1740, uralkodott: 1711-1740, császárrá választása és koronázása: 1711 (Habsburg-ház) | VI. Károly 1685 – 1740, uralkodott: 1711-1740, császárrá választása és koronázása: 1711 (Habsburg-ház) | VI. Károly 1685 – 1740, uralkodott: 1711-1740, császárrá választása és koronázása: 1711 (Habsburg-ház)                                | VI. Károly 1685 – 1740, uralkodott: 1711-1740, császárrá választása és koronázása: 1711 (Habsburg-ház)                                | VI. Károly 1685 – 1740, uralkodott: 1711-1740, császárrá választása és koronázása: 1711 (Habsburg-ház)                                | VI. Károly 1685 – 1740, uralkodott: 1711-1740, császárrá választása és koronázása: 1711 (Habsburg-ház)                                | | | | | | | | | | | | | | | | |                                                               |                                                               | | | | | | |                                             |                                             |                                             |                                             |  |  | | | | | | |                                                                                           |                                                                                           | | | | | | |                                |                                |                                           |                                           |                                           |                                           | | | | | | |                                                  |                                                  |                                                  |                                                  |  |  | | | | | | |  |  |  |  |  |  |  |  |  |  |
| | | | | | | | | | | | | | | | | | | | | | | | | | | | | | | | | | | | | | | | | I. József 1678 – 1711, uralkodott: 1705-1711, királlyá választása és koronázása: 1690, császár: 1705-1711 (Habsburg-ház)                                                              | I. József 1678 – 1711, uralkodott: 1705-1711, királlyá választása és koronázása: 1690, császár: 1705-1711 (Habsburg-ház)                                                              | I. József 1678 – 1711, uralkodott: 1705-1711, királlyá választása és koronázása: 1690, császár: 1705-1711 (Habsburg-ház)                                                              | I. József 1678 – 1711, uralkodott: 1705-1711, királlyá választása és koronázása: 1690, császár: 1705-1711 (Habsburg-ház)                                                              | I. József 1678 – 1711, uralkodott: 1705-1711, királlyá választása és koronázása: 1690, császár: 1705-1711 (Habsburg-ház) | I. József 1678 – 1711, uralkodott: 1705-1711, királlyá választása és koronázása: 1690, császár: 1705-1711 (Habsburg-ház) | | | VI. Károly 1685 – 1740, uralkodott: 1711-1740, császárrá választása és koronázása: 1711 (Habsburg-ház) | VI. Károly 1685 – 1740, uralkodott: 1711-1740, császárrá választása és koronázása: 1711 (Habsburg-ház) | VI. Károly 1685 – 1740, uralkodott: 1711-1740, császárrá választása és koronázása: 1711 (Habsburg-ház)                                | VI. Károly 1685 – 1740, uralkodott: 1711-1740, császárrá választása és koronázása: 1711 (Habsburg-ház)                                | VI. Károly 1685 – 1740, uralkodott: 1711-1740, császárrá választása és koronázása: 1711 (Habsburg-ház)                                | VI. Károly 1685 – 1740, uralkodott: 1711-1740, császárrá választása és koronázása: 1711 (Habsburg-ház)                                | | | | | | | | | | | | | | | | |                                                               |                                                               | | | | | | |                                             |                                             |                                             |                                             |  |  | | | | | | |                                                                                           |                                                                                           | | | | | | |                                |                                |                                           |                                           |                                           |                                           | | | | | | |                                                  |                                                  |                                                  |                                                  |  |  | | | | | | |  |  |  |  |  |  |  |  |  |  |
| | | | | | | | | | | | | | | | | | | | | | | | | | | | | | | | | VII. (Bajor) Károly Albert 1697 – 1745, uralkodott: 1742-1745, császárrá választása és koronázása: 1742 (Wittelsbach-ház)                                                             | VII. (Bajor) Károly Albert 1697 – 1745, uralkodott: 1742-1745, császárrá választása és koronázása: 1742 (Wittelsbach-ház)                                                             | VII. (Bajor) Károly Albert 1697 – 1745, uralkodott: 1742-1745, császárrá választása és koronázása: 1742 (Wittelsbach-ház)                                                             | VII. (Bajor) Károly Albert 1697 – 1745, uralkodott: 1742-1745, császárrá választása és koronázása: 1742 (Wittelsbach-ház)                                                             | VII. (Bajor) Károly Albert 1697 – 1745, uralkodott: 1742-1745, császárrá választása és koronázása: 1742 (Wittelsbach-ház)                                                             | VII. (Bajor) Károly Albert 1697 – 1745, uralkodott: 1742-1745, császárrá választása és koronázása: 1742 (Wittelsbach-ház)                                                             | | | Mária Amália 1701 – 1756, császárné | Mária Amália 1701 – 1756, császárné | Mária Amália 1701 – 1756, császárné | Mária Amália 1701 – 1756, császárné | Mária Amália 1701 – 1756, császárné | Mária Amália 1701 – 1756, császárné | | | Mária Terézia 1717 – 1780, császárné, Csehország királynője és Magyarország királynője, Ausztria uralkodó főhercegnője | Mária Terézia 1717 – 1780, császárné, Csehország királynője és Magyarország királynője, Ausztria uralkodó főhercegnője | Mária Terézia 1717 – 1780, császárné, Csehország királynője és Magyarország királynője, Ausztria uralkodó főhercegnője                | Mária Terézia 1717 – 1780, császárné, Csehország királynője és Magyarország királynője, Ausztria uralkodó főhercegnője                | Mária Terézia 1717 – 1780, császárné, Csehország királynője és Magyarország királynője, Ausztria uralkodó főhercegnője                | Mária Terézia 1717 – 1780, császárné, Csehország királynője és Magyarország királynője, Ausztria uralkodó főhercegnője                | | | I. Ferenc István 1708 – 1765 uralkodott: 1745-1765, császárrá választása és koronázása: 1745 (Lotaringiai-ház)                                                                                                   | I. Ferenc István 1708 – 1765 uralkodott: 1745-1765, császárrá választása és koronázása: 1745 (Lotaringiai-ház)                                                                                                   | I. Ferenc István 1708 – 1765 uralkodott: 1745-1765, császárrá választása és koronázása: 1745 (Lotaringiai-ház)                                                                                                   | I. Ferenc István 1708 – 1765 uralkodott: 1745-1765, császárrá választása és koronázása: 1745 (Lotaringiai-ház)                                                                                                   | I. Ferenc István 1708 – 1765 uralkodott: 1745-1765, császárrá választása és koronázása: 1745 (Lotaringiai-ház)                                                                                                   | I. Ferenc István 1708 – 1765 uralkodott: 1745-1765, császárrá választása és koronázása: 1745 (Lotaringiai-ház)                                                                                                   | | | | | | | | |                                                               |                                                               | | | | | | |                                             |                                             |                                             |                                             |  |  | | | | | | |                                                                                           |                                                                                           | | | | | | |                                |                                |                                           |                                           |                                           |                                           | | | | | | |                                                  |                                                  |                                                  |                                                  |  |  | | | | | | |  |  |  |  |  |  |  |  |  |  |
| | | | | | | | | | | | | | | | | | | | | | | | | | | | | | | | | VII. (Bajor) Károly Albert 1697 – 1745, uralkodott: 1742-1745, császárrá választása és koronázása: 1742 (Wittelsbach-ház)                                                             | VII. (Bajor) Károly Albert 1697 – 1745, uralkodott: 1742-1745, császárrá választása és koronázása: 1742 (Wittelsbach-ház)                                                             | VII. (Bajor) Károly Albert 1697 – 1745, uralkodott: 1742-1745, császárrá választása és koronázása: 1742 (Wittelsbach-ház)                                                             | VII. (Bajor) Károly Albert 1697 – 1745, uralkodott: 1742-1745, császárrá választása és koronázása: 1742 (Wittelsbach-ház)                                                             | VII. (Bajor) Károly Albert 1697 – 1745, uralkodott: 1742-1745, császárrá választása és koronázása: 1742 (Wittelsbach-ház)                                                             | VII. (Bajor) Károly Albert 1697 – 1745, uralkodott: 1742-1745, császárrá választása és koronázása: 1742 (Wittelsbach-ház)                                                             | | | Mária Amália 1701 – 1756, császárné | Mária Amália 1701 – 1756, császárné | Mária Amália 1701 – 1756, császárné | Mária Amália 1701 – 1756, császárné | Mária Amália 1701 – 1756, császárné | Mária Amália 1701 – 1756, császárné | | | Mária Terézia 1717 – 1780, császárné, Csehország királynője és Magyarország királynője, Ausztria uralkodó főhercegnője | Mária Terézia 1717 – 1780, császárné, Csehország királynője és Magyarország királynője, Ausztria uralkodó főhercegnője | Mária Terézia 1717 – 1780, császárné, Csehország királynője és Magyarország királynője, Ausztria uralkodó főhercegnője                | Mária Terézia 1717 – 1780, császárné, Csehország királynője és Magyarország királynője, Ausztria uralkodó főhercegnője                | Mária Terézia 1717 – 1780, császárné, Csehország királynője és Magyarország királynője, Ausztria uralkodó főhercegnője                | Mária Terézia 1717 – 1780, császárné, Csehország királynője és Magyarország királynője, Ausztria uralkodó főhercegnője                | | | I. Ferenc István 1708 – 1765 uralkodott: 1745-1765, császárrá választása és koronázása: 1745 (Lotaringiai-ház)                                                                                                   | I. Ferenc István 1708 – 1765 uralkodott: 1745-1765, császárrá választása és koronázása: 1745 (Lotaringiai-ház)                                                                                                   | I. Ferenc István 1708 – 1765 uralkodott: 1745-1765, császárrá választása és koronázása: 1745 (Lotaringiai-ház)                                                                                                   | I. Ferenc István 1708 – 1765 uralkodott: 1745-1765, császárrá választása és koronázása: 1745 (Lotaringiai-ház)                                                                                                   | I. Ferenc István 1708 – 1765 uralkodott: 1745-1765, császárrá választása és koronázása: 1745 (Lotaringiai-ház)                                                                                                   | I. Ferenc István 1708 – 1765 uralkodott: 1745-1765, császárrá választása és koronázása: 1745 (Lotaringiai-ház)                                                                                                   | | | | | | | | |                                                               |                                                               | | | | | | |                                             |                                             |                                             |                                             |  |  | | | | | | |                                                                                           |                                                                                           | | | | | | |                                |                                |                                           |                                           |                                           |                                           | | | | | | |                                                  |                                                  |                                                  |                                                  |  |  | | | | | | |  |  |  |  |  |  |  |  |  |  |
| | | | | | | | | | | | | | | | | | | | | | | | | | | | | | | | | | | | | | | | | | | | | | | | | | | | | | | | | | | | | | | | | | | | | | |                                                               |                                                               | | | | | | |                                             |                                             |                                             |                                             |  |  | | | | | | |                                                                                           |                                                                                           | | | | | | |                                |                                |                                           |                                           |                                           |                                           | | | | | | |                                                  |                                                  |                                                  |                                                  |  |  | | | | | | |  |  |  |  |  |  |  |  |  |  |
| | | | | | | | | | | | | | | | | | | | | | | | | | | | | | | | | | | | | | | | | | | | | | | | | | | | | | | | | | | | | | | | | | | | | | |                                                               |                                                               | | | | | | |                                             |                                             |                                             |                                             |  |  | | | | | | |                                                                                           |                                                                                           | | | | | | |                                |                                |                                           |                                           |                                           |                                           | | | | | | |                                                  |                                                  |                                                  |                                                  |  |  | | | | | | |  |  |  |  |  |  |  |  |  |  |
| | | | | | | | | | | | | | | | | | | | | | | | | | | | | | | | | | | | | | | | | | | | | | | | | II. József 1741 – 1790, uralkodott: 1765-1790, királlyá választása és koronázása: 1764, császár: 1765-1790 (Habsburg–Lotaringiai-ház)                                                                                                | II. József 1741 – 1790, uralkodott: 1765-1790, királlyá választása és koronázása: 1764, császár: 1765-1790 (Habsburg–Lotaringiai-ház)                                                                                                | II. József 1741 – 1790, uralkodott: 1765-1790, királlyá választása és koronázása: 1764, császár: 1765-1790 (Habsburg–Lotaringiai-ház) | II. József 1741 – 1790, uralkodott: 1765-1790, királlyá választása és koronázása: 1764, császár: 1765-1790 (Habsburg–Lotaringiai-ház) | II. József 1741 – 1790, uralkodott: 1765-1790, királlyá választása és koronázása: 1764, császár: 1765-1790 (Habsburg–Lotaringiai-ház) | II. József 1741 – 1790, uralkodott: 1765-1790, királlyá választása és koronázása: 1764, császár: 1765-1790 (Habsburg–Lotaringiai-ház) | | | II. Lipót 1747 – 1792, uralkodott: 1790-1792, császárrá választása és koronázása: 1790 (Habsburg–Lotaringiai-ház)                                                                                                | II. Lipót 1747 – 1792, uralkodott: 1790-1792, császárrá választása és koronázása: 1790 (Habsburg–Lotaringiai-ház)                                                                                                | II. Lipót 1747 – 1792, uralkodott: 1790-1792, császárrá választása és koronázása: 1790 (Habsburg–Lotaringiai-ház)                                                                                                | II. Lipót 1747 – 1792, uralkodott: 1790-1792, császárrá választása és koronázása: 1790 (Habsburg–Lotaringiai-ház)                                                                                                | II. Lipót 1747 – 1792, uralkodott: 1790-1792, császárrá választása és koronázása: 1790 (Habsburg–Lotaringiai-ház)                                                                                                | II. Lipót 1747 – 1792, uralkodott: 1790-1792, császárrá választása és koronázása: 1790 (Habsburg–Lotaringiai-ház)                                                                                                | | | | | | | | |                                                               |                                                               | | | | | | |                                             |                                             |                                             |                                             |  |  | | | | | | |                                                                                           |                                                                                           | | | | | | |                                |                                |                                           |                                           |                                           |                                           | | | | | | |                                                  |                                                  |                                                  |                                                  |  |  | | | | | | |  |  |  |  |  |  |  |  |  |  |
| | | | | | | | | | | | | | | | | | | | | | | | | | | | | | | | | | | | | | | | | | | | | | | | | II. József 1741 – 1790, uralkodott: 1765-1790, királlyá választása és koronázása: 1764, császár: 1765-1790 (Habsburg–Lotaringiai-ház)                                                                                                | II. József 1741 – 1790, uralkodott: 1765-1790, királlyá választása és koronázása: 1764, császár: 1765-1790 (Habsburg–Lotaringiai-ház)                                                                                                | II. József 1741 – 1790, uralkodott: 1765-1790, királlyá választása és koronázása: 1764, császár: 1765-1790 (Habsburg–Lotaringiai-ház) | II. József 1741 – 1790, uralkodott: 1765-1790, királlyá választása és koronázása: 1764, császár: 1765-1790 (Habsburg–Lotaringiai-ház) | II. József 1741 – 1790, uralkodott: 1765-1790, királlyá választása és koronázása: 1764, császár: 1765-1790 (Habsburg–Lotaringiai-ház) | II. József 1741 – 1790, uralkodott: 1765-1790, királlyá választása és koronázása: 1764, császár: 1765-1790 (Habsburg–Lotaringiai-ház) | | | II. Lipót 1747 – 1792, uralkodott: 1790-1792, császárrá választása és koronázása: 1790 (Habsburg–Lotaringiai-ház)                                                                                                | II. Lipót 1747 – 1792, uralkodott: 1790-1792, császárrá választása és koronázása: 1790 (Habsburg–Lotaringiai-ház)                                                                                                | II. Lipót 1747 – 1792, uralkodott: 1790-1792, császárrá választása és koronázása: 1790 (Habsburg–Lotaringiai-ház)                                                                                                | II. Lipót 1747 – 1792, uralkodott: 1790-1792, császárrá választása és koronázása: 1790 (Habsburg–Lotaringiai-ház)                                                                                                | II. Lipót 1747 – 1792, uralkodott: 1790-1792, császárrá választása és koronázása: 1790 (Habsburg–Lotaringiai-ház)                                                                                                | II. Lipót 1747 – 1792, uralkodott: 1790-1792, császárrá választása és koronázása: 1790 (Habsburg–Lotaringiai-ház)                                                                                                | | | | | | | | |                                                               |                                                               | | | | | | |                                             |                                             |                                             |                                             |  |  | | | | | | |                                                                                           |                                                                                           | | | | | | |                                |                                |                                           |                                           |                                           |                                           | | | | | | |                                                  |                                                  |                                                  |                                                  |  |  | | | | | | |  |  |  |  |  |  |  |  |  |  |
| | | | | | | | | | | | | | | | | | | | | | | | | | | | | | | | | | | | | | | | | | | | | | | | | | | | | | | | | II. Ferenc 1768 – 1835, uralkodott: 1792-1806 (lemondott), császárrá választása és koronázása: 1792 (I. Ferenc, Ausztria császára: 1804-1835) (Habsburg–Lotaringiai-ház)                                         | | | | | | | | | | | | | |                                                               |                                                               | | | | | | |                                             |                                             |                                             |                                             |  |  | | | | | | |                                                                                           |                                                                                           | | | | | | |                                |                                |                                           |                                           |                                           |                                           | | | | | | |                                                  |                                                  |                                                  |                                                  |  |  | | | | | | |  |  |  |  |  |  |  |  |  |  |